# 波多野結衣
波多野 結衣（はたの ゆい、1988年5月24日 - ）は、日本のAV女優。アニソン・ボカロユニットT♡Projectのメンバー。京都府出身。ティーパワーズ所属。

## 略歴
19歳の時にスカウトされ、20歳になった2008年6月に「ZERO 素人以上、女優未満 07」でプレステージ専属女優としてAVデビュー。
2009年10月にメーカー専属を離れ、企画単体女優になる。
地元の友人にすぐにバレたこともあり、すぐに辞める予定だった。いつ辞めようかと考えていた日々であったが、作品を買ってくれた人たちへの恩返しとして最後の1年間は頑張ろうと思い、2012年にSNSやイベントを解禁。すると名前が知られるようになり、もうちょっと頑張ってみようと、逆にやめられなくなったという。
スカパー!アダルト放送大賞2013で、成瀬心美が休養を取ることに伴い、佳苗るかと藤北彩香と共にアイドルグループ「me-me*」（ミーム）に新たに加入することが発表され、ライブを行った。
2014年3月5日、スカパー!アダルト放送大賞2014において、女優賞と夕刊フジ賞をW受賞。当時人気絶頂だった上原亜衣もエントリーしており、受賞はあきらめていたため、名前を呼ばれた際には椅子から転げ落ちた。
2014年4月から、中華民国（台湾）のスマートフォン向けゲームアプリ『神鬼幻想』のイメージキャラクターを務める。DMMの2014年年間AV女優ランキングで1位となった。
2016年3月、アイドルグループ「me-me*」の活動終了も、2016年10月、T♡Projectのメンバーとして活動開始（他のメンバーは大槻ひびき、佳苗るか）。同年には2年ぶりにDMM年間AV女優ランキングで1位となった。
2018年3月1日、スカパー!アダルト放送大賞2018において、最多出演女優賞を受賞。2019年3月12日、スカパー!アダルト放送大賞2019において2年連続となる最多出演女優賞受賞。
2019年10月、ゲオTV×メンズサイゾー ADULT AWARD 2019・淫語スター部門にノミネート。二つ名は「インゴのハタノ」。同年12月、同部門グランプリ受賞（授賞式は翌年1月10日）。
2020年10月、ゲオTV2020年度上半期人気AV女優ランキングで1位を獲得。同じく同年10月にゲオTV人気AV女優週間ランキングで15週連続1位を達成。
2020年12月に発表された「FLASH 2020年現役最強セクシー女優BEST100」読者投票・第25位。FANZA発表2020年年間AV女優ランキング5位を獲得。
2021年1月、アダルトビデオ芸人リボルバー・ヘッドから「前人未到の3千本出演」の期待がかかるとして、2021年期待の女優であると紹介される。
2021年2月、ゲオTV「バレンタインチョコを貰いたいAV女優！アンケート」第8位を獲得。2021年4月に発表されたアサヒ芸能「2021現役AV女優SEXY総選挙」で第3位。
2021年7月8日、東京・青山RizMで開催されたライブイベント「LADY MADONNNA Vol.13」にて約3年ぶりに「T♡Project」として参加。2021年8月発表「読者300人が選んだFLASH 2021セクシー女優ランキング」読者投票15位。
2021年9月、トリプルHAPPYキャンペーン2021キャンペーンガール就任。
2022年2月、スカパー!の運営する動画サイト「SPOOX EX」の応援大使、EXガールズに就任。2022年5月に発表されたアサヒ芸能「2022現役AV女優SEXY総選挙」で第1位。同年9月2日、HHHグループによる「トリプルHAPPYキャンペーン2022」キャンペーンガール就任。
同年末に通算出演作3000本を突破（12月13日現在、総集編なども含み3039本）。この時点で視聴できる作品本数としてはそれまでの風間ゆみの記録を抜き、歴代AV女優史上最多となった。
2023年2月1日、FANZA GAMESのオンラインゲーム『クリムゾン妖魔大戦/同X』に声優として参加していた神咲詩織が産休のため降板したのを受け、担当キャラの1人である真土那怜子役を引き継いだ。
2023年5月に発表された「サヒ芸能「2023現役AV女優SEXY総選挙」第14位。
2024年2月12週FANZA通販フロアランキングにおいて、出演した『MOODYZファン感謝祭 バコバコバスツアー2024 AV男優発掘＆育成スペシャル!! AV男優を目指す素人16名とAV女優16名の1泊2日大乱交ツアー!』が初登場1位となった。
2024年4月発売『アサヒ芸能』発表「2024現役AV女優セクシー総選挙」において総合12位となる。
4月22週FANZA通販フロアランキングにおいて『夫の部下に言い寄られ…自宅で裏切りのNTR 波多野結衣』が3位ランクイン。
FANZA動画フロア2024年4月度月間AV女優ランキング4位。
2024年5月27日週FANZA通販フロアランキングにて、出演した『【逆・立場逆転！！】見下していたお姉さん社員2名に童貞がバレて、W逆3Pわからせ痴女でオス人権剥奪されちゃったザコ上司の僕。 波多野結衣/森沢かな』（グローリークエスト）が初登場7位を記録。
6月24日週FANZA通販フロアランキングでは『限界突破！意識がぶっ飛ぶほどイカされまくる最高潮FUCK 波多野結衣』（マキシング）が5位ランクイン。FANZA動画フロア2024年6月度月間AV女優ランキングで5位ランクイン。同年7月22日週FANZA通販ランキングで『艶やかなグラマラス美女がハマる性感ぬるぬる絶頂オイルマッサージ 波多野結衣』（マキシング）が初登場3位にランクイン。FANZA動画フロア2024年7月度月間AV女優ランキングでは8位ランクイン。
2024年9月6日、倉本すみれ、美園和花、大槻ひびき、橘メアリー、吉根ゆりあ、森日向子、乙アリス、木下ひまり、月野江すいと共にFANZA / HHHグループ「トリプルハッピーキャンペーン2024」のキャンペーンガールに就任。
FANZA動画フロア2024年9月度月間AV女優ランキングで5位ランクイン。FANZA動画フロア2024年10月度月間AV女優ランキングで4位となる。ジーオーティー『月刊FANZA』2025年4月号で発表された「FANZA2024年下半期女優ランキング」で6位（企画単体女優では3位）にランクイン。
2025年2月10日週FANZA通販フロアランキングでは、出演した『MOODYZファン感謝祭 バコバコバスツアー2025 素人17名とAV女優17名の1泊2日大乱交 新世代AVオールスター覚醒！』が予約段階で初登場3位を記録。
FANZA通販フロア2025年2月度ランキング第4位。同年7月度FANZA通販フロア月間AV女優ランキングでは3位ランクイン。同年7月度FANZA動画フロア月間AV女優ランキングでは10位を記録。

## 人物
趣味はゲーム、アニメ。
台湾の俳優・モデルのリン・チーリンとの容貌の類似性から、台湾において“AV界のチーリン”の愛称がある。アジア圏での人気を踏まえ“世界のハタノ”の異名も持つ。
私服のセンスがないことが制作スタッフやイベントに参加するファンの間で話題となる。お気に入りのグレーのフード付ワンピースでイベント出演した際には「ネズミ男」と言われてしまった。
スカウトにて業界入り。当初は興味がなく断っていたこともあり、デビュー当初は仕事として「すごく嫌い」であったという。20歳でデビューしたが、翌年には人妻作品に出演。当時は抵抗や葛藤もあったが、2022年のインタビューでは「もともと老け顔だったから。今となってはいい経験」と述べている。ただし、初の人妻役は凌辱作品だったこともあり、本当に嫌だったという。
2016年1月21日、台北でモバイルゲームの発表会に出席。最も会いたい人に金城武の名前を語った。
2022年時点では女性相手のレズ作品も多い。波多野自身も好んでいるが、シチュエーション上、相手は初レズ作品というケースが多く、相手役の今後も決まるので、その点はプレッシャーがかかるという。
公式プロフィール上は京都出身としていたが、2019年頃よりテレビ番組などで実際は岡山出身と公言している。なおAVの面接で初めて上京。2度目の上京はデビュー作の撮影だった。
同業者である大槻ひびきとは、2011年に台湾で行われたイベントで共演して以来、公私共に10年以上の付き合いになる友人で、毎日連絡を取り合うほど仲が良い。お互いポジティブ思考でノリが合うため、プライベートで一緒にいることも多く、作品での共演も多い。

## 騒動

### 台湾・悠遊カード騒動
2015年8月26日、台湾の台北市や新北市、馬祖列島などで主に普及している交通系ICカード「悠遊カード」から、波多野を起用したカードの収益を全額寄付することを前提として9月に発売することが発表された。カードは「天使」と「悪魔」の2バージョンを用意していたのだが、「天使」に使われた写真が「波多野が出演したAVのカバーと瓜二つ」との指摘が相次いでおり、急遽回収が決まった。悠遊カード側は、日本側が提供した写真で使用は「問題ない」と強調する一方、新たにデザインされたものを販売すると明らかにした。また、AV女優である波多野を起用したこと自体が、一般社会から賛否両論の事態になっている。未成年も購入できるため「発売元の良識を疑う」と反対の声もあれば、「彼女の仕事に何の罪がある？」「服を着ていれば問題ない」と擁護する意見も聞かれている。ちなみに波多野自身はこの騒動について「私がAV女優であるため、善意あるイベントに協力し、貢献できないのでしょうか。大好きな台湾の皆様に、恩返しはできないのでしょうか」と複雑な心境を語った。悠遊カードは、8月27日午前にも会見を開き、予定していた9月1日の発売を見合わせると発表。販売ルートや年齢制限などの購入条件を再検討することも明らかにした。会見に同席した台湾総代理店、東桜創意行銷の代表者は写真の権利に関する認識の違いがあったことに対し謝罪した。
しかし、数日後の8月31日になって悠遊カードの方針が一転。新バージョンの販売や製作は行わず、批判が集まっていた元のバージョンのカードを電話予約限定で販売すると発表した。そして翌日の9月1日0時より「天使」「悪魔」の2枚組、1万5000セットの予約を始めたところ申し込みが殺到。波多野のファンが立ち上げたカード購入に関するFacebookのページには「全然つながらない」「100回かけてもダメだった」などの投稿が続々と寄せられた。その結果、4時間18分で完売した。同カードの価格は1セット500台湾元（約1900円）。

## 作品

### アダルトビデオ
- ZERO 素人以上、女優未満 07（6月3日、プレステージ）※デビュー作
- Tokyo 流儀 62（7月2日、プレステージ）
- 顔射の美学 01（8月1日、プレステージ）
- アメスク 12（10月20日、プレステージ）
- 犯され体質のドMギャル☆（11月21日、h.m.p[63]）
- 絶対コス!（12月21日、h.m.p）

- コスプレモード女子校生 04（1月10日、プレステージ）
- やりすぎ家庭教師（1月21日、h.m.p）
- 限界☆羞恥コア!（2月21日、h.m.p）
- ぬるぬるオイル4時間 乳も尻もワレメちゃんSEX（3月21日、ビデオバンク[63]）
- ism 波多野結衣 Vol.1（4月21日、ビデオバンク[63]）※単体ベスト
- 家庭教師ゆい先生の中出し授業（6月7日、BeFree）
- ism 波多野結衣Vol.2（6月21日、ビデオバンク[63]）※単体ベスト
- 家庭教師ゆい先生のぶっかけ授業（7月7日、BeFree）
- E-Lady 2 いい女とセックス4時間（7月21日、ビデオバンク[63]）
- あなた、許して…。 -すがられて、犯されて- 波多野結衣（8月7日、アタッカーズ）
- シチュエーションSEX エロヌキ☆レースクイーンのひみつ 4時間（8月21日、ビデオバンク[63]）
- 100% 波多野結衣 BEST4時間（9月21日、ビデオバンク[63]）※単体ベスト
- 恋夜【ren-ya】〜第十五章〜（10月1日、ONE MORE）
- おしゃぶりVENUS（10月19日、エムズビデオグループ）
- ハナザカリOLシリーズ 1 丸の内OL 決戦は金曜日（11月13日、Up'S）
- Wボディコンギャルズ 諸星セイナ 波多野結衣（12月1日、MOODYZ）
- 制服女子校生中出しcollection 02（12月1日、ELOS HEARTS）
- 夫の目の前で犯されて―打ち明けられなくて… 波多野結衣（12月7日、アタッカーズ）
- OLのアフター7シリーズ 5 電マ責めとお仕置きまで半ベソをかく美乳OL（12月11日、Up'S）
- スチュワーデス顔射物語 〜精子大好きエロCA〜 蒼井怜 波多野結衣 岬リサ（12月25日、美）

- 青春BEST!! 家庭教師 ゆい先生との思い出 4時間!（1月7日、BeFree）※単体ベスト
- カラダを売りにするS級素人 ゆい（2月19日、S級素人）
- 超高級王様ゲーム 波多野結衣 彩月あかり 晶エリー 小澤マリア 浜崎りお（3月18日、SODクリエイト）
- Honey Pot 21 YUI（4月25日、リバイバル）
- 恩師に犯された若妻 波多野結衣（4月25日、マドンナ[64]）
- 波多野結衣 × マジックミラー号（5月13日、SODクリエイト）
- 団地妻の憂い 波多野結衣（5月27日、アイエナジー）
- 美嫁禁愛温泉 〜お義父さん、お背中流します〜 波多野結衣（7月7日、マドンナ）
- 親父の愛人 波多野結衣（8月1日、VENUS）
- 義母相姦 息子を惑わす淫乱美母 波多野結衣（9月1日、VENUS）
- 人妻中出し哀願［其ノ二三］ゆい（9月24日、青空ソフト）
- 働く女の黒ストッキング足コキ（10月1日、fetishst/妄想族）
- カラダを売りにするS級素人 ゆい 〜ふたたび〜（10月15日、S級素人）
- 隣のお姉さんを犯したあの日… 6 波多野結衣（11月7日、アタッカーズ）
- 破廉恥調教人妻 悪い漢のセックスに魅せられて ♀ゆい25歳（11月12日、ECSTASY）
- Vanilla Body ゆい（11月12日、UP's）

- エロヴィーナス降臨! 波多野結衣（2月1日、ワンズファクトリー）
- 素人GAL撮りおろしアクメ5連発（2月11日、UP's）
- ヒップ大好きしょう太くんのHなイタズラ 波多野結衣（2月17日、グローリークエスト）
- 僕はパンストが大好きで、あの素肌とは異なったナイロン特有のいやらしいテカリと感触の虜なんです。（2月17日、グローリークエスト）
- 私、犯されました… 夫の目の前で 波多野結衣（2月19日、ヒビノ）
- プラチナ ガールズコレクション 1（2月23日、GALLOP）
- 義母相姦 あなたのお義母さんになりたい 波多野結衣（3月1日、ABC/妄想族）
- 下着姿を視姦される興奮（3月18日、映天）
- 綺麗なお母さんの化粧してるトコ（5月2日、映天）
- ドスケベ家政婦の卑猥なお仕事 波多野結衣（6月1日、VENUS）
- 息子のチンポを洗う母…（6月3日、映天）
- 息子に按摩されて感じる母。その後は…。2（7月1日、映天）
- 近親相姦 ノーパン義母 波多野結衣（7月19日、VENUS）
- 義父のねちっこい接吻のトリコになってしまった若妻 波多野結衣（7月21日、ヒビノ）
- 借金まみれの人妻が裏撮影会で肉体返済（8月12日、なでしこ）
- イキ地獄 波多野結衣（9月15日、NON）
- 未亡人の柔肌 4 波多野結衣（10月7日、アタッカーズ）
- ピンクスパイダー 2 波多野結衣（10月11日、MAD）
- 種付け女学園… 養護教諭 結衣（10月13日、HERO）
- 徹底的膣内射精 4時間 2（11月15日、ワンズファクトリー）
- 巨乳素人ハメ撮り図鑑 4 「今日って…、スルよね?」（11月25日、スリージー）
- 熟女バック（12月2日、映天）
- 人気シリーズコラボスペシャル 女子アナに顔射! × 女子アナの穴に中出し（12月8日、ROCKET）
- 性交クリニック ファン感謝祭 240分スペシャル（12月8日、SODクリエイト）
- 人妻回覧板 マンションの住人にグルグル回される僕 波多野結衣 羽月希 Maika（12月23日、おかず。）

- 極上女の卑猥な濃厚ファック 波多野結衣（1月15日、ワンズファクトリー）
- 「熟女の口はもっと嘘をつく。」熟雌女ANTHOLOGY #077 波多野結衣（1月20日、アウダースジャパン）
- ツンとした感じがタマらない気になるカノジョに猫耳つけたら デレデレしまくる従順ペットになっちゃった（2月5日、NON）
- 徹底的膣内射精 4時間 インパクトMIX（2月25日、ワンズファクトリー）
- 癒らし。VOL.86 波多野結衣（2月17日、アウダースジャパン）
- 近親相姦 息子にクンニリングスされる母（2月17日、映天）
- S級熟女コンプリートファイル 波多野結衣 4時間（2月19日、VENUS）※単体ベスト
- NAMANAKA GALS 20（2月24日、ピエロ）
- 巨乳で超カワイイ僕のおねえさんと2泊3日のエッチな温泉旅行 愛原さえ 波多野結衣（2月24日、おかず。）
- お母さん入ってるトコロ見えるでしょ（3月2日、映天）
- （裏）手コキクリニック〜完全版〜性交クリニックファン感謝祭 中出し看護編 + 未公開素材集<手淫/口淫/性交>全部出し240分スペシャル（3月8日、SODクリエイト）
- 昼下がりの若妻陵辱団地1号棟 〜淫欲の強制立ち退き命令〜 波多野結衣 有村千佳（3月25日、マドンナ）
- 近親【無言】相姦 隣にお父さんがいるのよ… 波多野結衣（4月1日、VENUS）
- THE BEST OF 波多野結衣（4月7日、アタッカーズ）※単体ベスト
- 巨乳人妻温泉 イヤシの宿 7（4月13日、LEO）
- 監禁されて、犯されて…〜間違えられた人妻〜 波多野結衣（4月25日、マドンナ）
- 超ド迫力!接写フェラチオと放尿もろかぶり 2（5月11日、REAL）
- とってもHなメニューが盛りだくさんのハミ乳巨乳レストラン 2 〜お客様サービス編〜 木下若菜 波多野結衣 Erina（6月22日、おかず。）
- 色気ムンムン フェロモン美女 大胆パンチラコレクション2（7月25日、アロマ企画）
- 普段は大人しいメガネの淑女の口の中でチ○ポがとろけて境目がわからなくなるフェラチオ（7月25日、アロマ企画）
- OLの性生活はM男いじめでアナル責め。File.005 波多野結衣（7月25日、未来 フューチャー）
- 夫の目の前で犯されてしまう美人妻 2 波多野結衣（7月27日、なでしこ）
- SCOOPスペシャル 突然AV女優に勃起チ●コを見せつけたらどうなるか!?大実験!（7月27日、SCOOP）
- 女王様バイブル 9 M男奴隷アナル拡張計画 波多野結衣（8月5日、未来 フューチャー）
- GLORY BODY エロイイ女をハメ倒せ!! 波多野結衣（8月7日、みるきぃぷりん♪）
- PREMIUM 生姦中出し 223min 波多野結衣（8月13日、CREAM PIE）※単体ベスト
- 極・縛馬 其の四 波多野結衣（8月21日、MAD）
- 近親相姦 義母の誘惑 波多野結衣（8月24日、なでしこ）
- 性感マッサージ美人妻専門店 痴女エステシャンによる究極のチ○コいじり 2（8月25日、ジャネス）
- MOODYZファン感謝祭 パコパコバスツアー2012 パコリンピックスペシャル!!（9月13日、MOODYZ）
- 近親相姦 エロ尻母 波多野結衣（9月19日、VENUS）
- わたしの好きな先生 波多野結衣 さとう遥希（9月19日、ゆり★ゆり）
- Boots ボンデージ DE 病みつき手コキ性感 2（10月5日、未来 フューチャー）
- 優しい義姉の白い指が、内緒でボクのチ○ポに触れた時（10月6日、ヒビノ）
- MOODYZファン感謝祭 うらパコパコバスツアー2012 補欠者救済?パコバス潜入捜査大作戦!!（10月13日、MOODYZ）
- 美しき大人のレズビアン 双頭バイブエクスタシー 有村千佳 波多野結衣（10月18日、ヒビノ）
- 「孫の先生 清楚な女教師を虜にさせる愛撫の作法」（10月18日、SODクリエイト）
- 近親相姦 母さんのお口はオマンコみたいだ…フェラチオでイク僕（10月19日、映天）
- 地下室で親友に犯されて 〜壊れた愛情〜 波多野結衣 森ななこ（11月1日、U&K）
- 淫乱お姉さんの職業別バーチャルパンストプレイ 3 波多野結衣（11月5日、ジャネス）
- 乳首快感Men'sサロン ゾクゾクしながら… 癒やされたい 波多野結衣（11月9日、ドリームチケット）
- 別刊 パンティストッキングマニア Vol.11 レズビアン（11月16日、OFFICE K'S）
- 出張マッサージのお姉さんのミニスカパンチラで勃起しちゃった男性客と、チンポに興奮してパンティに物凄いシミを作っちゃったエステティシャン!（11月16日、OFFICE K'S）
- 再婚した親父の嫁は美しすぎて色っぽく僕のチ○ポを弄ぶ若義母 波多野結衣（11月22日、ヒビノ）
- レズ レイプ RETURNS 7  Maika 波多野結衣（11月25日、ジャネス）
- M男飼育W調教 14 Maika 波多野結衣（11月25日、未来 フューチャー）
- 近親相姦 母性たっぷり看病手コキ（12月1日、ex）
- 温泉ソープに堕ちた妻 波多野結衣（12月6日、タカラ映像）
- スチュワーデス、結衣 卑猥な中出し性交 波多野結衣（12月7日、BeFree）
- 照れるほど見つめられる乳首責め 2（12月7日、ドリームチケット）
- S-Cute Girls 友田彩也香 波多野結衣 愛原さえ（12月7日、S-Cute）
- 肉欲暗示 催眠によって犯された上司の妻 波多野結衣（12月13日、溜池ゴロー）
- 懇願・中出し妻降臨 波多野結衣（12月13日、CREAM PIE）
- レズレッスン〜ベテラン女優によるカメラの前でレズ授業〜（12月13日、U&K）
- 義父を誘惑する不貞妻 波多野結衣（12月14日、マダムス）
- 近親相姦 美乳と美尻は僕のモノ 新フェチモザイク 波多野結衣（12月19日、ABC/妄想族）
- 美人温泉若女将〜色白美肌に群がる男汁〜 波多野結衣（12月20日、ヒビノ）
- 舞ワイフ〜セレブ倶楽部〜 45（12月20日、AROUND）※「酒井愛美」名義
- アナル調教しながら高速寸止め手コキで発射した後も責め続ける女王様 2（12月25日、未来 フューチャー）
- 美4周年記念作品 淫乱痴女集団 6時間SPECIAL-極上のテクニックで責め続けるオンナ達-（12月25日、美）

- ソープに堕ちた女教師 波多野結衣（1月1日、ワンズファクトリー）
- Double dancer 波多野結衣 Maika（1月5日、ジャネス）
- ギリエロ! 下乳ダンサー!! (女子校生ver)（1月5日、ジャネス）
- 月刊 パンティストッキングマニア Vol.12（1月5日、OFFICE K'S）
- 先輩OLに何度も強制射精され赤玉を献上したお話（1月10日、AKNR）
- 温泉宿で泥酔してる女に失禁するほど愛撫し感じさせてみると…（1月11日、プレステージ）
- 欲求不満なマッサージ師の妻 〜若妻はデカチンに夢中〜 波多野結衣（1月13日、溜池ゴロー）
- 熟女のおま●こ見せつけオナニー（1月18日、映天）
- 白目絶頂トライアングル同性愛 愛咲れいら 結城みさ 波多野結衣（1月19日、乱丸）
- 淫らな言葉ぶっかけてあげるわ 魔性痴女の官能淫語プレイ 波多野結衣（1月20日、ジャネス）
- M男の願望を全て叶えてくれる痴女軍団 波多野結衣 早乙女ルイ 向井恋 稲川なつめ（1月25日、美）
- ペニパン美人教師のアナル教育刺導（1月30日、未来 フューチャー）
- 女王様の容赦ない顔騎、尻コキで強制射精させられるM男 5（1月30日、未来 フューチャー）
- ゴージャスボディーがしゃぶりつく 波多野結衣（2月1日、Fetish Box/妄想族）
- クロロホルムナイト Vol.5 捕らわれの夜（2月1日、Knights）
- 巨尻ピストンディルドオナニー（2月1日、OFFICE K'S）
- 激ピストン! ズッポリ! ディルドオナニー 2（2月5日、ジャネス）
- 生徒に親切で優しい保健室の先生の手コキと父兄の陵辱セックスと接吻 波多野結衣（2月7日、ヒビノ）
- 嫁の妹の腋に発情してしまった俺（2月7日、AKNR）
- 性欲処理専門 セックス外来医院 5（2月7日、SODクリエイト）
- 今まで見た事もない程の巨根チ○ポを偶然見かけた温泉宿で働く真面目女は、興奮を抑えられずに…（2月13日、プレステージ）
- IMMORAL〜ギャルと先生〜 波多野結衣 瀬名あゆむ（2月13日、U&K）
- Temptation 危ない前貼りDANCE maika 波多野結衣（2月15日、未来 フューチャー）
- ペニパンQueen 3 〜ボンテージ女王様の見下しアナル性感〜（2月15日、未来 フューチャー）
- 喉奥竿呑みフェラ 2（2月15日、OFFICE K'S）
- オイルエステで感じすぎて大量お漏らししちゃった女性客に生中出し!!（2月15日、OFFICE K'S）
- ベラ噛み4 じゅるじゅると絡み合う舌（2月19日、Fetish Box/妄想族）
- S級レズビアン Ⅱ（2月19日、ゆり★ゆり）
- 近親相姦 いけない関係 義父と義兄弟を誘惑する淫乱な若妻 波多野結衣（2月22日、なでしこ）
- 脚責め天国! 集団美脚イジメ 魅惑の女子校編（3月1日、OFFICE K'S）
- The Room「W」 羨望のM男ハーレムへようこそ 有村千佳 波多野結衣（3月5日、未来 フューチャー）
- ドSで痴女の家庭教師にM開発され何度も射精させられた。（3月5日、フリーダム）
- レズビアンの姑に言い寄られて戸惑いを隠しきれない嫁（3月5日、ジャネス）
- 女好きの女 波多野結衣 藤北彩香（3月7日、LADY×LADY）
- 射精公衆便所 催眠陵辱オフィス（3月7日、SODクリエイト）
- 逆♡チクビ痴漢 波多野結衣（3月8日、ドリームチケット）
- レズビアンラヴァーズ Ⅱ 雨宮琴音 波多野結衣（3月13日、U&K）
- 痴女な若妻 波多野結衣（3月15日、AMORE）
- 妄想セレブマダムの淫語 6 波多野結衣（3月15日、ジャネス）
- 人妻おまんこ指オナニー 締まった濡れマ○コがヌチャヌチャして刺激するとイキ出す人妻 2（3月15日、映天）
- 痴妻 波多野結衣（3月19日、DX/エマニエル）
- 女子2名でラブホに泊まれたよ 波多野結衣 中島のりあ（3月21日、タカラ映像）
- サトラレヒロイン セクシー仮面（3月22日、GIGA）
- 女子アナHなハプニング映像8連発 超過激お宝ハプニング編（3月23日、ROCKET）
- コルセットQUEENスーパーボディー 波多野結衣（3月25日、未来 フューチャー）
- 魅惑の淫語回春エステサロン VOL.01（3月25日、AVS collector's）
- 激しく責められて潮を吹いちゃったボク（3月25日、ジャネス）
- Sランク! 美熟女 波多野結衣（4月1日、抜玉/エマニエル）
- M性感 男の潮吹きマッサージサロン（4月1日、Fetish Box/妄想族）
- 美熟女センズリ鑑賞15 〜チ○ポを見たくて仕方がない美熟女たち〜（4月5日、ジャネス）
- ガニ股フェラ（4月5日、OFFICE K'S）
- 病院レズビアン（4月5日、虎堂）
- 触手アクメ 13 波多野結衣 雨宮琴音 友田彩也香 さくら悠（4月11日、SODクリエイト）
- 先生と私〜純真レズビアン〜 波多野結衣 松下ひかり（4月13日、U&K）
- 人妻 波多野結衣 DX 4時間（4月15日、ジャネス）
- パンストパラダイス 2（4月15日、ジャネス）
- 淫乱! 畑野結衣の中の卑猥な性活 デジダルモザイク匠 波多野結衣（4月19日、ABC/妄想族）
- 噛みつき（4月19日、OFFICE K'S）
- パンチラお姉さんの誘惑（4月25日、マルクス兄弟）
- へそ掃除（4月25日、KEU）
- ドスケベ美人妻たちのセンズリ鑑賞 勃起チンポを欲しがる美妻たち（4月25日、Mellow Moon
- KUNOICHI-忍- 壱 歩き巫女 御影（4月26日、GIGA）
- 凛々しい秘書といやらしいセックス インテリ美女と肉体関係 波多野結衣（5月1日、無言/妄想族）
- …& Labia 過激着エロゲリラ 4（5月5日、未来 フューチャー）
- ヒロイン陵辱 Vol.60 宇宙捜査官アンドロクロス（5月10日、GIGA）
- 某私立校でウワサになった女教師とJKの濃厚種付け（裏）性交4時間いいとこどり（5月13日、HERO）
- 深夜特急 不倫たび …今日だけは激しく抱いてほしい…。 波多野結衣（5月16日、タカラ映像）
- 淫語痴女 波多野結衣（5月19日、ドグマ）
- ぴたぴたレオタードのザーメン泥棒 波多野結衣（5月19日、Fetish Box/妄想族）
- kira★kira SPECIAL 特命派遣★ギャル社員 〜オフィスに潜むS-BODY GALS〜 波多野結衣 愛乃なみ 北川エリカ AIKA（5月19日、kira☆kira）
- 嫁の居ぬ間に○○しちゃった俺 4（5月23日、AKNR）
- 若妻 波多野結衣 スペシャル 4時間（5月24日、なでしこ）
- ヒロインピンチ レディシアの紅い薔薇（5月24日、GIGA）
- ヒロイン和姦・痴女・陵辱（5月24日、GIGA）
- ボンデージの虜 M男調教QUEEN 波多野結衣（5月25日、未来 フューチャー）
- 純愛レズビアン ON LIVE 11 波多野結衣 愛咲れいら（5月31日、ピエロ）
- マエバリ! メコスジ! アナル! 究極なストリップダンサー 波多野結衣（6月5日、未来 フューチャー）
- 性豪S女の絶倫SEX 2（6月5日、未来 フューチャー）
- 暴発 × 興奮 × 快感 中出しドキュメント4時間（6月7日、BeFree）
- 巷で噂のレズビアンデリバリーヘルス 2（6月13日、U&K）
- 御奉仕隠語で手コキ射精（6月13日、マルクス兄弟）
- Mr.ダンディのありえないくらい濃厚な一発大量顔射30人4時間（6月14日、REAL）
- ボンデージ痴女ペニパン脳内射精! アナルオーガズム（6月19日、スタイルアート/妄想族）
- 脳内調教!働くお姉さんのM男射精管理とアナルドライオーガズム 波多野結衣（6月25日、未来 フューチャー）
- THE 口撃 淫語フェラチオ（6月25日、ジャネス）
- Boots ボンデージ DE 病みつき手コキ性感 3（6月25日、未来 フューチャー）
- まいっちんぐマイカ先生!（7月6日、LADY×LADY）
- 誘惑ドキュメント スチュワーデスの女たち… 4時間（7月7日、BeFree）
- 拘束強制フェラ!狙われた人妻たち!!（7月12日、なでしこ）
- ムチ! ぴた! タイトスカート 波多野結衣（7月15日、ジャネス）
- 若妻は痴女〜誘惑ミセスのペニス狩り〜 波多野結衣（7月15日、サンワソフト）
- 見つめられながらの上品な卑猥語 波多野結衣（7月19日、Fetish Box/妄想族）
- グッチョリま○こに極太ディルド高速ピストンオナニー（7月19日、スタイルアート/妄想族）
- 女装娘リンチ3時間SPECIAL 〜童貞狩り・金蹴り・放尿・アナル責め調教〜 波多野結衣 大槻ひびき（7月25日、オペラ）
- レズエステティシャン 舐め合いオイルマッサージ（7月25日、ジャネス）
- 西麻布 セレブママ悶絶失禁マッサージ 妊娠覚悟の生中出し!（7月25日、Mellow Moon）
- ヲタク戦隊テラピンク (拷問・陵辱・接吻・痴女)（7月26日、GIGA）
- ディープレズビアン 〜オンナと交尾する女〜（8月2日、ケンシロウプロジェクト）
- 癒しの隠語手コキ抜き（8月5日、ジャネス）
- 四畳半ダーリン（8月8日、SILK LABO）※女性向け作品
- 挑発パンモロ パンティーを見せつけられながら発射したい（8月15日、ジャネス）
- お姉さんの蒸れたパンスト足で責められたい! 2（8月15日、ジャネス）
- リアルレズビアン 女同士のラブセックス maika 瀬名あゆむ 波多野結衣（8月19日、スタイルアート/妄想族）
- 非ヌキ系サロン 液体エステで勃起しちゃった僕。10（8月22日、AKNR）
- 足裏パラダイス 5（8月22日、KEU）
- 淫猥巨乳エステティシャン（8月22日、SOSORU）
- 人妻に無理矢理オナニーをさせセンズリ発射する男たち（8月23日、なでしこ）
- 変態M女 拘束快楽トランス（8月25日、ジャネス）
- OLの性生活はM男いじめでアナル責め。Deluxe!! 3時間（8月25日、未来 フューチャー）
- 無理!耐え切れずにお漏らししちゃいました。（8月25日、マルクス兄弟）
- 青姦露出 -止まらない色情狂の淫乱オンナ- 波多野結衣（8月25日、美）
- 甘えん坊の僕に浴びせられる優しい淫語 波多野結衣（9月1日、Fetish Box/妄想族）
- ムーディーズファン感謝祭 うらパコパコバスツアー2013 補欠者救済?パコバス砦と荒くれ海賊団!!（9月1日、MOODYZ）
- 女監督ハルナの秘蔵レズ映像!過激でHなレズナンパ 街行く“キレイで大人のお姉さん”未公開コレクション 8名4時間!（9月1日、V (ヴィ)）
- THE逆ナンパ オタクの聖地アキバでAV女優が素人男子を逆ナンパ（9月5日、グローリークエスト）
- 悩殺アクメ淫語オナニー（9月5日、ジャネス）
- スケベ娘のセンズリ鑑賞会（9月5日、ジャネス）
- マルチブルオーガズム 男のW潮吹き 前潮・射精・後潮という3連続の絶頂（9月5日、未来 フューチャー）
- ペニパンQueen DX 4時間（9月5日、未来 フューチャー）
- 盗撮 マッサージのお姉さんがビンビンに勃起したデカチンポを見たらオマンコに挿れて欲しくなっちゃった!（9月6日、映天）
- 波多野結衣 4時間SPECIAL（9月7日、BeFree）※単体ベスト
- 勝舞ぶっかけ中出し再降臨 波多野結衣（9月13日、CREAM PIE）
- ワンダーレディー VS アメリカモンスターズ 2（9月13日、GIGA）
- おしゃぶりの殿堂 未公開フェラチオ8時間スペシャル（9月13日、REAL）
- 仮性包茎LOVEのキレイなお姉さん 波多野結衣（9月15日、ジャネス）
- 禁断介護 波多野結衣（9月19日、グローリークエスト）
- プレミアム睾丸回春エステ3 feat.波多野結衣（9月25日、アロマ企画）
- 波多野結衣にお説教されたいっ!（9月25日、未来 フューチャー）
- 美人人妻たちの羞恥手コキ（9月27日、なでしこ）
- 催眠ハウス 横浜市青●区 波多野結衣（10月1日、催眠研究所別館）
- 卑猥なランジェリーコレクション 下着を着たままイキ狂う女 波多野結衣（10月1日、Fetish Box/妄想族）
- 長脚パンストクイーン2 波多野結衣（10月5日、ジャネス）
- 激ピストン! ズッポリ! ディルドオナニー DX4時間（10月5日、ジャネス）
- 口撃淫語フェラ おしゃべりなオクチ おしゃぶりなオクチ（10月5日、未来 フューチャー）
- 緊縛令嬢 波多野結衣（10月11日、Million）
- 失神巨乳セレブ驚愕の痙攣硬直オイルマッサージ（10月11日、LEO）
- 引っ越し頼んだら、エロい格好の女の子が3人やってきて、全然使えなかったけど、エッチ出来たので満足度100点!!（10月11日、LEO）
- 発情! 欲情! イカせ合い! 負けず嫌いのレズカップル!!!（10月13日、U&K）
- 夫の留守に…いやらしい事ばかりする若妻 3 波多野結衣（10月15日、サンワソフト）
- M男ソフト調教 SWEETに虐められたい（10月15日、未来 フューチャー）
- 湯けむり近親相姦 母子入浴交尾 波多野結衣（10月19日、VENUS）
- 強制射精で校内を支配する巨乳女教師（10月24日、SOSORU）
- 性感メンズエステ 巨乳痴女エステティシャン2 波多野結衣（10月25日、ジャネス）
- アナル丸見え!マンコ喰い込み!究極プロ級ダンサー 4 波多野結衣（10月25日、未来 フューチャー）
- 逆レイプW痴女-卑猥な身体で徹底的に男を犯ス- 波多野結衣 椎名ゆな（10月25日、美）
- 寝取られ中出しレイプ（10月25日、なでしこ）
- 着衣ソープランド 波多野結衣（11月1日、MOODYZ）
- 美人潜入捜査官 波多野結衣（11月1日、ワンズファクトリー）
- 誘惑パンスト美痴女 波多野結衣（11月1日、Fetish Box/妄想族）
- 美女とニューハーフ 〜波多野結衣の童貞ニューハーフ筆おろし体験〜（11月1日、U&K）
- 暗闇の映画館 変態人妻痴女（11月1日、|FAプロ）
- M男 KILLER SEXスペシャル 2 波多野結衣（11月5日、未来 フューチャー）
- 籠城4 波多野結衣 みなせ優夏 児島奈央（11月7日、アタッカーズ）
- 殿堂! スーパーアイドル8時間 波多野結衣（11月8日、Million）※単体ベスト
- 私、実は夫の上司に犯され続けてます… 波多野結衣（11月13日、溜池ゴロー）
- 極上ヌキまくり痴女 淫語まみれのペニス狩り 4 波多野結衣（11月15日、ジャネス）
- M男連射ショットガン 手コキ&フェラで連続発射したい（11月15日、未来 フューチャー）
- 麗しのマネキン夫人〜人形に恋した男の妄想セックス〜 波多野結衣（11月19日、VENUS）
- 美熟女神 波多野結衣 総集編 6本番+12発射（11月19日、ABC/妄想族）※単体ベスト
- 淫乱過ぎる美麗エンジェル 波多野結衣 16時間（11月19日、ROOKIE）※単体ベスト
- 近親相姦 僕のお母さん 4時間（11月22日、なでしこ）
- アダルトビデオの帝王参上!!村西とおるのナイスですね!祝!!マドンナ10周年先行記念作品 風間ゆみ 波多野結衣（11月25日、マドンナ）
- JK エロ尻! 丸見えアナル! 極小マエバリ! 危ないダンス!!（11月25日、未来 フューチャー）
- 突然パンチラで挑発されてこっそりシゴいちゃった僕。その8（11月25日、アロマ企画）
- 悩殺アクメ淫語オナニー vol.2（11月25日、ジャネス）
- 催眠素顔 8（11月30日、催眠研究所）
- ムチムチ誘惑パンチラ 義姉さん、目のやり場に困ります…（12月1日、ワンズファクトリー）
- 絶技! 病みつき回春エステ 波多野結衣（12月5日、ジャネス）
- 制服QUEENの悪戯 4 アナルオーガズムと射精管理 波多野結衣（12月5日、未来 フューチャー）
- 家庭教師が童貞の教え子1●才の子供を妊娠 禁断の快楽に溺れるショタコン家庭教師 3（12月5日、V&Rプロダクツ）
- 性感マッサージ美人妻専門店 痴女エステシャンによる究極のチンコいじり DX4時間（12月5日、ジャネス）
- PREMIUM TERRACE HOUSE 極上美女たちのセックス、レズ、大乱交4時間スペシャル 波多野結衣 大槻ひびき 桜井あゆ 河愛雪乃（12月7日、PREMIUM）
- 団地妻生中出し 19（12月13日、TMA）
- あなた、許して…。私、レイプされました 4時間（12月13日、なでしこ）
- イクときはガクガク 波多野結衣（12月19日、乱丸）
- 性感エステサロン 究極の手コキセラピスト（12月19日、

|スタイルアート/妄想族
- レズ奴隷 VOL.9 品格崩壊・崩れ落ちる高学歴で厳格な女教師の威厳（12月19日、DEEP'S）
- 突然フェラチオさせられ口を犯される美人妻たち（12月19日、DX/エマニエル）
- 波多野結衣 BEST 4時間 THE FREE BITCH IS BACK（12月19日、Fetish Box/妄想族）※単体ベスト
- パンスト美脚で責められたい 4時間（12月20日、OFFICE K'S）
- M男悦悶 手コキ嗜癖SPECIAL 波多野結衣（12月25日、未来 フューチャー）
- 痴女お姉さんの強制寸止め快楽地獄6時間（12月25日、美）

- タイトスカート女教師 波多野結衣（1月1日、MOODYZ）
- 濃厚汗だく悩殺グラマラス〜フェロモン漏れだすムレムレ美乳インストラクター〜 波多野結衣（1月1日、Fitch）
- ennui レズの部屋 春原未来 波多野結衣（1月1日、U&K）
- ガン反りチ○ポで波多野結衣をイカセ続ける（1月1日、ワンズファクトリー）
- 近親相姦セックス スペシャル 4時間（1月1日、DX/エマニエル）
- 女家庭教師が教え子にした事の全記録（1月2日、グローリークエスト）
- 淫らな言葉ぶっかけてあげるわ 官能淫語プレイ DX vol.2 4時間（1月5日、ジャネス）
- 極上のM性感 フェザータッチ回春エステ手コキサロン 2（1月5日、ジャネス）
- 華麗なるパンストオナニー（1月5日、ジャネス）
- 顔騎圧迫されながらの亀頭責め手コキセンズリ発射した後に飲尿させられるM男たち 2（1月5日、未来 フューチャー）
- つま先LOVE パンスト編 vol.1（1月7日、unfinished）
- 快楽負け 男の潮吹き・連射・尿道・亀頭責め（1月7日、MEGAMI）
- 極悪ギャルVS美人女教師ガチレズ対決!! 2 波多野結衣 橘ひなた 夏川遥 みやび真央（1月9日、GARCON）
- Best of 波多野結衣（1月10日、アウダースジャパン）※単体ベスト
- 隣の若妻さん 波多野結衣（1月13日、溜池ゴロー）
- 寝台列車の不倫旅 波多野結衣（1月16日、グローリークエスト）
- 「ナマで入っちゃった!」オイル素股でチ○ポをマ○コに擦りつけてたら、気持ち良すぎて生挿入!中出しセックスまでヤッちゃった風俗嬢たち 4（1月16日、グローリークエスト）
- 美人妻に強制オナニーさせ興奮してセンズリ発射する男たち（1月19日、DX/エマニエル）
- 妄想セレブマダムの淫語 DX Vol.2 4時間（1月20日、ジャネス）
- 働くお姉さんの蒸れたパンストオナニー（1月20日、ジャネス）
- 人気怪人VSセクシー仮面 波多野結衣（1月24日、GIGA）
- 美 5周年 × kira★kira 7周年スペシャルコラボ企画 -淫乱学園HIGH SCHOOL TEACHER SPECIAL 美巨乳壮絶大乱交4時間スペシャル-（1月25日、美）
- 職業別パンスト痴女性感 波多野結衣（1月30日、ジャネス）
- 波多野結衣の凄テクを我慢できれば生★中出しSEX!（2月1日、ワンズファクトリー）
- 睨まれレイプ 2 〜強がり女と強制性交〜 波多野結衣 澤村レイコ 愛乃なみ（2月1日、MOODYZ）
- 女教師大乱交4時間SPECIAL 椎名ゆな 波多野結衣 稲川なつめ 工藤美紗（2月1日、MOODYZ）
- お姉さま4人と1日で40回も子作り 波多野結衣 澤村レイコ 愛乃なみ さとう遥希（2月1日、ZUKKON/BAKKON）
- 痴女QUEEN 波多野結衣 BEST 4時間（2月5日、ジャネス）※単体ベスト
- Wペニバンで男を犯せ! 6（2月5日、未来 フューチャー）
- 露出の高いギャルを路上拉致! 媚薬レイプ!! 2（2月6日、GARCON）
- 寝取られた義姉 〜兄貴の代わりに俺がヤってやるよ!〜 波多野結衣（2月7日、マドンナ）
- 貞操帯の女 15 波多野結衣（2月7日、アタッカーズ）
- 僕だけの巨乳女教師ペット 波多野結衣（2月13日、溜池ゴロー）
- むれむれ汗ばみ体育教師のどろどろ濃厚中出し乱交 波多野結衣 知花メイサ（2月13日、VENUS）
- PREMIUM 生姦中出し 228min 波多野結衣（2月13日、CREAM PIE）※単体ベスト
- 緊縛令嬢姉妹 神咲詩織 波多野結衣（2月14日、Million）
- ボンデージの虜 M男調教QUEEN DX 4時間 Vol.2（2月15日、未来 フューチャー）
- パンスト淫語痴女 2 波多野結衣 沙藤ユリ（2月19日、スタイルアート/妄想族）
- 朝から晩まで中出しセックス 6 波多野結衣（2月20日、アイエナジー）
- 生徒に自宅を乗っ取られた若妻女教師 美人妻が奴隷ペットと化す3日間の凌辱劇 波多野結衣（3月1日、ワンズファクトリー）
- 逆ナンで自宅に押しかけハーレムSEX 桜井あゆ 波多野結衣 藤原ひとみ（3月1日、MOODYZ）
- ペニバン5連発逆レイプ 2 波多野結衣（3月5日、未来 フューチャー）
- かうぱー汁全開! 生殺し寸止め天国（3月5日、未来 フューチャー）
- M男専用癒やし性感メンズエステ（3月5日、未来 フューチャー）
- ギャル家庭教師 結衣先生の中出し授業 波多野結衣（3月7日、BeFree）
- 媚薬淫行パーティー 波多野結衣（3月7日、アクティブクリエイト）
- ワタシに潜む淫モラル 波多野結衣（3月7日、オルガ）
- みんな大好き!! 超絶変態メンズパンストプレイ vol.1（3月7日、unfinished）
- 義母奴隷 波多野結衣（3月13日、溜池ゴロー）
- 波多野結衣 × 残酷ミラーゲームに負けるとエロ罰ゲーム（3月13日、はじめ企画）
- 義理の姉、義理の妹 椎名ゆな 波多野結衣（3月13日、VENUS）
- 人妻と相互オナニー鑑賞（3月15日、ジャネス）
- 超限界ギリギリ着エロQUEEN 4時間スペシャル（3月15日、未来 フューチャー）
- 人妻中出し 4 メガネ美人奥さんのエロ過ぎるセックス 結衣さん 28才（3月16日、マザー）
- 母親が犯す!!息子にまたがり腰振る発情母 4時間 デジタルモザイク匠（3月19日、ABC/妄想族）
- 自画撮りぐちょぐちょ指オナニー（3月20日、グローリークエスト）
- 早朝、即勃起! 寝起きSEXしたくなる身体!!（3月20日、グローリークエスト）
- 「『私は脱ぐけど貴女はどうするの?』 女2人の羞恥契約バトル!生保レディのフリした波多野結衣の肉体契約に釣られて本物生保レディは契約のためにセックスまでするか?」 VOL.1（3月20日、DANDY）
- ハイパー顔面騎乗 圧迫中毒なM男（3月25日、未来 フューチャー）
- 女王たちのブーツDEペニパンfuck 2（3月25日、未来 フューチャー）
- 8時ちょうどのあずさ●号で私はワタシはアナタ以外の人と旅立ちます…（3月27日、タカラ映像）
- お宅訪問!超テクスケベイスの女神様! 波多野結衣（4月1日、MOODYZ）
- ゆいと子作り新婚生活 波多野結衣（4月1日、ワンズファクトリー）
- 西麻布裏通り 性感オイルレズエステ（4月1日、スタイルアート/妄想族）
- 波多野結衣 8時間（4月1日、ワンズファクトリー）※単体ベスト
- 美しき悩殺フェロモン 波多野結衣 4時間 BEST（4月1日、Fetish Box/妄想族）※単体ベスト
- デカチン勃起ッキのセンズリ鑑賞!むっちり人妻6人にチンポを見せたら恥じらいながらもOKサインが出たので、タップリのザーメンぶち撒けてヤリました。（4月4日、映天）
- キレイなお姉さんの蒸れたパンスト手コキ 2（4月5日、ジャネス）
- 透けマンコ!悩殺パンストオナニー（4月5日、ジャネス）
- 結衣ママとのやらしい性活 波多野結衣（4月7日、VENUS）
- M性感回春メンズエステ 波多野結衣（4月7日、CHANGE）
- M男専科 手コキパラダイス Vol.6 【超マッハ、寸止め、男の潮吹き編】（4月7日、CHANGE）
- 波多野結衣でござひます（4月10日、タカラ映像）
- 3日間滞在して、寝食を共にする超高級美女ソープ 波多野結衣（4月10日、アイエナジー）
- 引っ越し中の奥さんが汗臭い男が好きなのか浮きブラとパンチラで僕を誘惑してきた、もうハチキレそうですがな!（4月10日、SWITCH）
- 波多野結衣 BEST SELECTION 4時間（4月11日、TMA）※単体ベスト
- 熱帯夜 波多野結衣（4月13日、溜池ゴロー）
- 母なる愛 8 波多野結衣（4月13日、マザー）
- 着衣女体マニア 洋服のネット通販の写真があまりにもエロいので、実際に《波多野結衣》に着てもらった。（4月13日、アロマ企画）
- 家庭内相姦（4月17日、グローリークエスト）
- アナル責めながら超高速手コキする女たち 2 240分（4月19日、スタイルアート/妄想族）
- ついに登場 原作・彩画堂 人妻オードリーさんの秘密 30歳からの不良妻講座（4月25日、マドンナ）
- オスガズム 波多野結衣（4月25日、オスガズム）
- オマンコドUP!本気オナ4時間!超接写アングルにブッカかるほどの激しく下品なオナニー（4月25日、Mellow Moon）
- 上から目線のボンデージ痴女様が欲求不満で僕のチ○ポを散々オモチャにした後 ペニバンをアナルにぶち込まれて（4月25日、Mスナイパー）
- エロ汁まみれのオナニー中毒 2（4月25日、ジャネス）
- ペットM男を飼育する美女たち（4月25日、未来 フューチャー）
- 猿轡レイプ調教 波多野結衣（5月1日、MOODYZ）
- 送料を溺愛する連続射精痴女 波多野結衣（5月1日、Fitch）
- 美女 × 生中出し × 締りマン 排卵日なのにナマ挿入、ナマ中出しOK美女を徹底的にヤリまくる! きつきつマンコで有名な波多野結衣（5月1日、ミセスの素顔/エマニエル）
- エロ痴女逆3Pナース 鈴木さとみ 波多野結衣（5月1日、ワンズファクトリー）
- ノーパン女教師 波多野結衣（5月7日、PREMIUM）
- RQ 〜中出しノーパンストッキング!〜 波多野結衣（5月7日、BeFree）
- 女性限定シェアハウスレズビアン 波多野結衣 神波多一花（5月7日、ビビアン）
- 鬼フェラ地獄 XVIII 波多野結衣 みづなれい（5月9日、REAL）
- 夫の親族一同に輪姦された美人妻 波多野結衣（5月13日、溜池ゴロー）
- 人妻転落物語 波多野結衣（5月13日、山と空/妄想族）
- キスからはじまる母と息子の愛情、密着、濃厚セックス 波多野結衣（5月13日、VENUS）
- エステティシャンがチラリズムと淫語で超マッハ顔騎オナニーする店（5月15日、ジャネス）
- キレイなお姉さんの背後からの寸止め手コキ 2 キャバ嬢編（5月15日、ジャネス）
- アナルを見せつけながら 下品に踊り続けるダンサークィーン!（5月15日、未来 フューチャー）
- 悪戯な波多野結衣 パーフェクトコレクション 240分 SPECIAL 総集編（5月15日、未来 フューチャー）※単体ベスト
- 人妻中出し 6 ゆい（28歳）お願いです私とセックスしてください（5月18日、マザー）
- 巨乳娘とヤリ放題 波多野結衣（5月19日、OPPAI）
- 旦那に相手にされない色気ムンムンの若妻が色々な場所にチ○ポを漁りにやってくる 波多野結衣（5月19日、DX/エマニエル）
- 1日中愛し逢う 終わらないレズSEX 波多野結衣 羽川るな（5月19日、レズれ!）
- エロ過ぎる光沢、すべすべした手触り、蒸れた匂いのパンティストッキングを履いたお姉さんたちに興奮しザーメンを発射するパンスト遊戯240分（5月19日、スタイルアート/妄想族）
- 若妻のテクニック 巷でウワサの病みつき手淫エステティシャン（5月23日、なでしこ）
- 密着主観 お義父さんと一緒。波多野結衣（5月25日、マドンナ）
- ボンデージQUEEN 波多野結衣 BEST 3時間40分（5月25日、未来 フューチャー）※単体ベスト
- 対魔忍アサギ 〜淫謀の東京キングダム〜（5月30日、ZIZ）
- メンズエステに行ったらお姉さんに誘惑され下半身が元気になった僕。気付いた彼女は勃起チ○ポにしゃぶりつき僕の上に跨ってきて挿入してきた。（6月5日、ジャネス）
- おしゃぶりMチ○ポ 支配的なフェラチオで猛発射 2（6月5日、未来 フューチャー）
- 波多野結衣 レズ三昧 DX4時間（6月5日、ジャネス）※単体ベスト
- 密会人妻 夫を忘れて淫らに感じて… 波多野結衣（6月7日、BeFree）
- 至福の極上足コキプレイ Foot Job!!（6月7日、unfinished）
- 爆乳人妻の勝手に誘惑ノーブラ生活 波多野結衣（6月13日、MOODYZ）
- 町内会でストリップを踊らされた妻 波多野結衣（6月13日、溜池ゴロー）
- 完全主観レイプ〜あなたお願い、こっちを見ないで〜波多野結衣（6月13日、VENUS）
- M男ザーメン狩りQUEEN（5月19日、未来 フューチャー）
- 超危険! ケツの穴丸見え、マン毛丸出しで踊り狂う生脱ぎB系娘（6月15日、未来 フューチャー）
- 巨乳女教師の誘惑 波多野結衣（6月19日、OPPAI）
- 所構わず人目も気にせず、勃起チ○ポを咥え込む欲求不満な人妻のパンティはマン汁でビショビショ!! 波多野結衣（6月19日、DX/エマニエル）
- いじめっ子・ヒデオのオマセなお姉ちゃん。 波多野結衣（6月25日、マドンナ）
- 旦那の留守にいたるところで挑発して勃起チ○ポを食いまくる欲求不満な人妻 波多野結衣（6月27日、なでしこ）
- くノ一中出しレイプ輪姦 波多野結衣（7月1日、ワンズファクトリー）
- 子作りおねだり淫語 波多野結衣（7月1日、Fetish Box/妄想族）※「AV OPEN 2014」エントリー作品
- 近親相姦レズ 佳苗るか 波多野結衣（7月1日、U&K）
- 突撃潜入!! 素人乱交サークル 2 変態社会人と人気AV女優 	波多野結衣 湊莉久 乙葉ななせ 西條るり（7月1日、ZUKKON/BAKKON）
- 狂おしいほどオナニーしたい 6（7月1日、Fetish Box/妄想族）
- 未体験快楽ゾーン 男の潮吹きオーガズム（7月5日、ジャネス）
- ボンデージとブーツでエロ武装したダンスクイーンたちが、マン毛もアナルもムキ出しに腰を振り、限界ギリギリの極小マエバリを見せつける究極のオゲレツダンス（7月5日、未来 フューチャー）
- Wペニバンに犯されたい 贅沢なM男の欲望（7月5日、未来 フューチャー）
- 働くお姉さんのミニスカパンチラや美脚ストッキングにチ○ポを硬くしてることに気づいた彼女たちは僕のチ○ポをもて遊び男女逆転SEXを求めてきた!（7月5日、未来 フューチャー）
- 波多野結衣とイチャイチャ中出し同棲生活。（7月7日、PREMIUM）
- 若妻 波多野結衣 スペシャル Ⅱ 4時間（7月11日、なでしこ）※単体ベスト
- 波多野結衣と本物素人が行く 筆おろし童貞卒業バスツアー!!（7月13日、MOODYZ）
- 夫婦の絆 妻は若造の肉便器 波多野結衣（7月13日、溜池ゴロー）
- 友人の母親 波多野結衣（7月13日、VENUS）
- 波多野結衣16時間BEST（7月13日、MOODYZ）※単体ベスト
- 欲求不満な美人エステティシャンがお気に入りのチ○ポを見つけたのか無理矢理ヨダレまみれでキスはするし、ベトベトマ○コを舐めさせられるし 最後は僕の勃起チ○ポを強引にぶち込みピストン騎乗位するので思わずドピュとイッてしまった!（7月15日、ジャネス）
- ペニパン & 聖水オーガズムSP（7月15日、未来 フューチャー）
- 全裸巨乳家政婦 波多野結衣（7月19日、OPPAI）
- マブダチとレズれ! 上原亜衣 波多野結衣（7月19日、レズれ!）
- 私の前で愛しあいなさい 4時間12名全6話撮りおろしSP（7月19日、レズれ!）
- 波多野結衣が10回射精させるまで帰さない凄テク風俗ビル（7月24日、アイエナジー）
- 緊縛温泉 〜消えた花嫁と刻まれた縄跡〜 波多野結衣 川上ゆう（7月25日、マドンナ）
- 洗っていないマンコを嫌という程舐めさせM男便器にする女たち 3（7月25日、未来 フューチャー）
- フェロモンムンムンの制服美人にクレーム言ったり、チョロっと触ったりしたら突然キレて罵声を浴びせられチ○ポ責め!嫌がったら顔騎手コキで強制発射!最後にはオシッコかけられちゃいましたよ!!（7月25日、未来 フューチャー）
- オフィスでOL社員のミニスカ黒パンストにチ○ポを勃たせてたらイヤらしい目線に気づいた女たちは僕のチ○ポを責め遊び始めてきた（7月25日、CHANGE）
- 朝から晩まで子作り三昧 波多野結衣（8月1日、ワンズファクトリー）
- 卑猥に絶句、果て無き性欲の虜。 波多野結衣（8月1日、TEPPAN）
- プレミアム スタイリッシュソープ ゴールド 波多野結衣（8月7日、PREMIUM）
- 女教師 教え子との再会は不貞に濡れて…。 波多野結衣（8月7日、アタッカーズ）
- 競泳水着専門 中出しインストラクター! ぬるぬるローションエッチ 波多野結衣（8月7日、BeFree）
- 保健の先生 中出し20連発 波多野結衣（8月7日、アイエナジー）
- 病院で人目も気にせず僕はチ○ポを勃起させ若くて可愛いナースにM的願望を全て叶えてもらいました!（8月7日、CHANGE）
- 親がいるのに僕のチンポを欲しがってくる出戻りの姉 波多野結衣（8月8日、TMA）
- クリムゾンプリズン イカされたら敗北、恥辱ゲームに参加させられた女たち 秋山祥子 椎名ゆな 波多野結衣 大槻ひびき（8月13日、MOODYZ）
- 父の再婚で突然女系家族と化した我が家ではボクの若い肉棒が大人気すぎてチンポの乾くヒマがない!! 翔田千里 波多野結衣 鈴木さとみ 有村千佳（8月13日、VENUS）
- 波多野結衣 16時間（8月13日、溜池ゴロー）※単体ベスト
- MEGA・PREMIUM 生姦中出し 565min 波多野結衣（8月13日、

CREAM PIE）※単体ベスト
- お仕事中のお姉さんは制服のまま僕のチ○ポを凄テク手コキでシゴくのがお好き!挑発パンチラやスケベ言葉に辛抱たまらずドピュドピュと大量発射してしまった僕（8月15日、未来 フューチャー）
- 彼女のお姉さんは巨乳と中出しOKで僕を誘惑 波多野結衣（8月19日、OPPAI）
- kira★kira BLACK GALスケベな黒ギャルが汗臭い男子寮に潜入!痴漢、強姦、夜這いで精力のありそうな性処理男を捕まえオマ○コでザーメン搾取連続ナマ姦中出し 波多野結衣（8月19日、kira☆kira）
- 自宅占領 犯された美人姉妹 かすみ果穂 波多野結衣（8月19日、アイデアポケット）
- いろんな職業のお姉さんたちの制服にそそられてたらいきなり淫語で近寄ってきて僕のチ○ポをフル勃起させイヤらしい目つきと寸止め手コキで無理矢理に射精させられた!（8月19日、スタイルアート/妄想族）
- 働くお姉さんがまさかの痴女でヤラれちゃいました! いつもは優しい彼女たちがスイッチをONにしたとたんド淫語と凄テクで僕のチ○ポを挑発してくるのでたまりません!（8月19日、スタイルアート/妄想族）
- 男を犯ス痴女お姉さんの濃厚な接吻と絡み合う肉体 波多野結衣（8月25日、美）
- スーパーボディーの淫乱美女に濃厚プレイとドスケベな言葉で猛烈に射精させられる快楽地獄エクスタシー 波多野結衣（8月25日、CHANGE）
- 濃厚キスと淫行 DELUXE Vol.2（8月19日、Fetish Box/妄想族）
- AJOI 究極の完全主観オナニーサポートDVD Aromatic Jerk Off Instruction（8月25日、アロマ企画）
- 催眠研究 -密室 2-（8月31日、催眠研究所）
- メガネ女教師に大量の1撃顔射 波多野結衣（9月1日、MOODYZ）
- 欲求不満なお姉さんたちが性欲をガマン出来ずに仕事中にもかかわらず僕を挑発し、マ○コを見せつけてきた!チ○ポが勃起したのを見てグチュグチュに濡れたマ○コを挿入し上下に騎乗位ピストンするド淫乱痴女だった!（9月1日、スタイルアート/妄想族
- いつもお高くとまってるキャビンアテンダントが僕らの勃起したチ○ポをスケベ言葉を言いながらドヤ顔で攻めるので僕は興奮して精子をぶちまけた!（9月1日、スタイルアート/妄想族）
- 波多野結衣16時間（9月1日、ワンズファクトリー）※単体ベスト
- パンチラ誘惑ナース 波多野結衣（9月7日、PREMIUM）
- あなたへ 今晩、ひとみの家に泊まります。 波多野結衣（9月7日、マドンナ）
- 麗奴館 第三章（9月7日、アタッカーズ）
- 波多野結衣の接吻サロン《ベロリナーゼ別館》（9月13日、アロマ企画）
- MOODYZ感謝祭2014 南国バコバコランド大乱交!!（9月13日、MOODYZ）
- 極上美人の波多野結衣は淫語責めもサイコー!勃起チ○ポをシゴかれて狂うほどにザーメンを発射したいっ!!（9月14日、impact PLATINUM）
- お仕事中のお姉さんたちの制服にムラムラしちゃった僕。「そわそわしてどうしたの?パンパンだよ」とスケベ言葉にそそられた僕はフル勃起。辛抱たまらずアナルプレイをお願いしてみたらペニバンでイカせてくれた!（9月15日、未来 フューチャー）
- 人妻教師痴漢電車 波多野結衣（9月19日、VENUS）
- 「ひょっとして、僕のチ○コ狙ってますか…?」いろんなシチュエーションで誘惑してペニスにむしゃぶりつく発情痴女に鬼射精する男たち! 波多野結衣（9月19日、スタイルアート/妄想族）
- ピンク映画館に 女一人で行ってみた（9月25日、FAプロ）
- ドレスから覗くまっ白い太ももやノーブラの生乳谷間を僕の体に密着させてくるキャバ譲たち!エロエロモードで迫ってくる彼女たちに僕のチ○ポはフル勃起!彼女たちの本気のテクニックは凄過ぎて、お店の中だったけど濃ゆ〜い精子をドバドバ出しちゃいました!（9月25日、ジャネス）
- 痴女がひんぱんに出没するとウワサされてる所で… 洗ってないマ○コを舐めさせられたり、チ○ポを無理矢理弄られ精子を搾り取られてしまった（9月25日、CHANGE）
- NEO痴女伝説 波多野結衣 4時間 BEST（9月25日、ジャネス）※単体ベスト
- 貴方だけを見つめ続ける淫語中出しソープ 波多野結衣（10月1日、Fitch）
- 働くお姉さんに淫語で責め寄られて、スケベ行為をされたら僕のチ○ポはとうぜん勃起!その後、むしゃぶりつかれ精子をバキュームで吸いとられちゃいました!（10月1日、スタイルアート/妄想族）
- 人妻おまんこディルドdeオナニー 本気でイキ狂う淫乱な奥様方（10月3日、映天）
- W手コキ射精ハーレム（10月5日、未来 フューチャー）
- 淫乱すぎる美女が色々なシチュエーションでチ○ポや変態プレイをおねだりする姿を見て興奮がとまらなくなっちゃた僕 波多野結衣（10月7日、CHANGE）
- ATTACKERS PRESENTS 籠城 全編ノーカット完全版（10月7日、アタッカーズ）
- 波多野結衣4時間SPECIAL part.2（10月7日、BeFree）※単体ベスト
- 媚薬エステサロン4 超豪華女優Wアクメスペシャル 波多野結衣 水原さな（10月9日、ROCKET）
- 悩殺! 生パンチラコレクション4時間（10月15日、ジャネス）
- 定年退職してヒマになったドスケベ義父の嫁いぢり 波多野結衣（10月19日、VENUS）
- 角マンオナニー 4時間（10月19日、湘南/妄想族）
- 中出し巨乳奴隷ソープ 02（10月25日、ビッグモーカル）
- 丸ごと! 波多野結衣8時間 〜ここでしか見れない未公開SEXも収録!!〜（10月25日、マドンナ）※単体ベスト
- DIGITAL CHANNEL DC122 波多野結衣（11月1日、アイデアポケット）
- Lesbian Diva 波多野結衣レズBEST4時間（11月1日、U&K）
- 美人で優しくてエロいウチの嫁は無防備にいつもパンティをチラつかせて誘惑するものだから思わず勃起!それを見た彼女はマ○コをぐっしょりさせ、俺のチ○ポをしゃぶりまくりザーメンを喉越しで搾り採っていった!（11月5日、未来 フューチャー）
- 誘惑女教師 〜妖艶タイトスカート編〜波多野結衣（11月7日、PREMIUM）
- もうワザととしか思えない欲求不満な人妻の行動!胸チラ・パンチラで誘惑しながら濃厚接吻手コキされた僕のチ○コはフル勃起状態で…（11月7日、CHANGE）
- 波多野結衣 × 本物素人童貞筆おろし（11月8日、アイエナジー）
- ウブな教え子をち○ぽ汁（ザーメン）まみれにするデカチン巨乳ふたなり体育教師 2（11月8日、DEEP'S）
- 手錠の鍵は波多野結衣のマ○コの中 下半身丸出しの美人妻に「鍵を取って下さい」と助けを求められたら犯さずにいれますか?（11月8日、ナチュラルハイ）
- レズ風俗にハマる女たち 2 〜Lesbian Girls club〜（11月13日、U&K）
- S級熟女コンプリートファイル 波多野結衣4時間 其之弐（11月13日、VENUS）※単体ベスト
- 痴女のいるメンズエステ 〜顔騎、クンニオナニーでイッた後に手コキサービスするエステティシャン〜 2（11月15日、ジャネス）
- 嫁が胸の谷間をチラチラするので見てたらチ○ポが勃起していることがバレちゃった!欲求不満な彼女の凄テク食い込みパンティで僕のザーメンはドピュドピュと大発射!（11月15日、未来 フューチャー）
- ママのリアル性教育 波多野結衣（11月20日、グローリークエスト）
- デカちん執事をオナニー道具のために雇って、腰フリ騎乗位で快楽を満たす美人三姉妹 波多野結衣 佳苗るか 早瀬ありす（11月20日、SODクリエイト）
- こんなキレイなお姉さんに耳元で囁きながらチ◯ポをいじくりまわされたら辛抱たまらずフル勃起!凄テクすぎて僕はもう普通のプレイじゃイケません! 波多野結衣（11月25日、CHANGE）
- 汗だく美女と中出し性交 波多野結衣（12月1日、ワンズファクトリー）
- 痴女BEST 最高のテクニックで抜かれたい 波多野結衣 4時間（12月1日、Fetish Box/妄想族）※単体ベスト
- 美人で色気ムンムンな我が家の嫁がオマ○コが疼きまくるのかパンチラ、胸チラで家族を誘惑してきた。もう男たちのチ○ポはフル勃起状態でそれを見た彼女もハァハァ興奮してオマ○コに中出しまでさせる始末!（12月1日、スタイルアート/妄想族）
- 新人・波多野結衣 デビュー（12月5日、h.m.p）
- 過激レベルMAX!ギリギリ極小マエバリを限界まで喰い込ませ、マン毛丸出し!アナル全開!汗だくで踊り狂う。オッパイをブルブル揺らしまくり、桃尻プリプリ振りまくるエロ全開200%ダンス 波多野結衣（12月5日、未来 フューチャー）
- 「もしも、波多野結衣とこんなエッチなシチュエーションになったら…」というエロ過ぎる展開に僕のチ○ポはフル勃起!夢のような状況の連続で我慢出来ずにドッピュドッピュと大量発射しちゃいました!（12月5日、未来 フューチャー）
- 波多野結衣ベスト4時間（12月5日、h.m.p）※単体ベスト
- 肉便器中出し担任（12月6日、サディスティックヴィレッジ）
- 羞恥! 公衆の面前で強制絶頂アクメ & 潮! ビッグバンローター改をマ○コに入れて街中を引き回せ 2（12月6日、サディスティックヴィレッジ）
- 濃厚、密着、セックス。 波多野結衣（12月7日、PREMIUM）
- あなたに愛されたくて。 波多野結衣（12月7日、アタッカーズ）
- あなたの居ない昼下がり 隣人に寝取られた新婚妻 波多野結衣（12月13日、E-BODY）
- 犯られたら、犯り返す… パイ返しだ! 波多野結衣（12月13日、CREAM PIE）
- 国宝熟女ベスト4時間 波多野結衣（12月14日、マザー）※単体ベスト
- 絶対に手を出してはいけない相手なのに巨乳だったので魔が差した 波多野結衣（12月19日、OPPAI）
- 嫁をマッサージ師に寝取られた 波多野結衣（12月19日、VENUS）
- とまどい 波多野結衣 桜井あゆ（12月19日、レズれ!）
- これは絶対誘ってる!? エステ中にミニスカをチラつかせパンチラで誘惑するお姉さんに勃起する僕。突然… 彼女に凄テクでチ○ポをシゴかれ大発射!（12月19日、スタイルアート/妄想族）
- マシュマロパイな友達の姉貴とHな体験しちゃった俺（12月20日、AKNR）
- 波多野結衣がグショ濡れマ○コで逆痴漢! 僕らのチ○ポを凄テクで食いまくる肉食系痴女に堪えきれずにドピュと発射しちゃいました 4時間（12月25日、ジャネス）
- 不倫溺愛録 Venus.021 波多野結衣（12月26日、ONE DA FULL）
- 美人女将がカラダで接客! 至れり尽くせりのスペシャル温泉旅館!! 波多野結衣 北川エリカ 本田莉子 川菜美鈴（12月26日、おかず。）
- ウチの嫁は昼間から家に居る身内の男のチ●ポに興味津々。夫には見せた事のない誘惑サインでチ●ポを咥え込み騎乗位で精子をマ●コで絞り取り、中出しさせる!（12月26日、なでしこ）

- 騎乗位お姉さんの暴発確定中出しSEX（1月1日、ワンズファクトリー）
- 巨乳専門店 ソープランドニュー波多野へようこそ 波多野結衣 北川瞳 優菜真白 井上瞳（1月1日、ZUKKON/BAKKON）
- ベロチューセックス 波多野結衣（1月7日、PREMIUM）
- 麻薬捜査官 ヤク漬け膣痙攣 波多野結衣（1月8日、アイエナジー）
- 性交クリニック ファン感謝祭2015 超豪華S級ナース大集合! 4時間スペシャル（1月8日、SODクリエイト）
- マスターベーションインストラクション4 職業コスJOIイイ女スペシャル（1月8日、ROCKET）
- ボディジャック 7 Evolution 憑依ケータイアプリ編（1月8日、ROCKET）
- 妻を他人に寝取らせた俺（1月8日、AKNR）
- イタズラ温泉 旅館を貸し切って入浴中の裸で無防備な女性客を閉じ込めチ○コまみれでヤリタイ放題!（1月8日、SWITCH）
- 淫靡テンプテーション 波多野結衣（1月13日、MOODYZ）
- 妄想がエスカレートする若妻4 極上の性感占いで悩める男達を絶頂に導く快感腰振り騎乗位痴女セックス 波多野結衣（1月13日、セレブの友）
- 世界のHATANOを一日無理矢理エロ接待（1月16日、MAXING）
- おっぱいママを狙うマセガキ同級生4 〜僕のママが寝取られて妊娠懇願…!!〜 波多野結衣（1月22日、DEEP'S）
- 時間無制限!発射無制限! M男専用超高級中出し淫語ソープ 波多野結衣（1月25日、美）
- 唾液まみれ、糸引くベロチューで誘惑してくる淫語お姉さんに強制的にチ○ポを勃起させられ寸止めで精子を搾り取られた僕 3（1月30日、ジャネス）
- AV女優の凄テクを我慢できれば生★中出しSEX! 波多野結衣 大槻ひびき 佳苗るか 二宮ナナ（2月1日、ワンズファクトリー）
- 同級生4人にモテすぎて困るから子作り 上原亜衣 波多野結衣 辻井ゆう 佳苗るか（2月1日、ZUKKON/BAKKON）
- 真・時間が止まる腕時計パート3 携帯ショップ編（2月5日、ROCKET）
- 誘惑ランジェリー痴女OL 波多野結衣（2月7日、PREMIUM）
- おかわりワゴン 撮影終わりにアポなし突撃! お願いです!おかわりさせてください!（2月7日、ゴールデンタイム）
- 気持ちよ〜く鍛えるヘボち○ぽ改善テクニック 波多野結衣（2月13日、MOODYZ）
- イキまくる絶頂女神。波多野結衣（2月16日、MAXING）
- 露出中出しいいなり温泉旅行 波多野結衣（2月19日、アイエナジー）
- 夫婦水入らずの温泉旅行… 貸切りと旦那にダマされて混浴露天風呂でいきなりデカチンに囲まれた巨乳妻は、戸惑いながらも勃起したデカチン他人棒に興味津々! 4 旦那には秘密で妊娠覚悟の生中出し! 計9発!（2月19日、DEEP'S）
- ワキ毛で誘惑する痴女社長 色艶匂い最高のワキ毛挑発痴女ハメ快感擦りつけセックス無差別チンポ狩りの結末 波多野結衣（2月25日、セレブの友）
- 女の惨すぎる瞬間 麻薬捜査官拷問 女捜査官 FILE 27 波多野結衣の場合（2月25日、Baby Entertainment）
- 波多野結衣 8時間（3月1日、ワンズファクトリー）※単体ベスト
- ものすごい失禁 vol.12 波多野結衣（3月5日、アイエナジー）
- 美マゾからの新提案! 見た目からは想像できない普段はおしとやかな清楚妻と奇跡の共同制作!! いつ夫にバレるのか? 生涯ドキドキしたい…四六時中のスリルを求めて…『私の変態映像を旦那に内緒で販売してください』3人目（3月5日、DEEP'S）
- 美脚誘惑 ショートパンツお姉さん（3月7日、PREMIUM）
- ボンデージガール 超絶痙攣SEX 波多野結衣（3月7日、Be Free）
- 友人の妻はドスケベ家庭教師（3月7日、VENUS）
- 波多野結衣に怒られたい コスって淫語で罵ってイカせちまうぞコラァ!（3月7日、ゴールデンタイム）
- 性欲解放 絡み合う濃厚接吻と求め合う情熱性交 波多野結衣（3月13日、TMA）
- おとんとおかん 下町に咲く一輪の花純情家族夕焼け哀愁激本気セックス 波多野結衣（3月13日、セレブの友）
- 波多野結衣 × ボンテージQUEEN（3月16日、MAXING）
- パイパン全裸奴隷 夫の部下に剃毛調教された巨乳妻 波多野結衣（4月1日、Fitch）
- 女子大生サークル☆中出しヤリコン 波多野結衣 二宮ナナ 若菜みなみ 早瀬ありす（4月3日、クリスタル映像/TOMAHAWK）
- 放尿、潮吹き、大失禁。波多野結衣（4月7日、PREMIUM）
- どっちが本物の痴女なのか!? AIKA VS 波多野結衣 ガチンコ男イカセ対決!（4月7日、BeFree）
- ランジェリーゼ 波多野結衣（4月9日、アイエナジー）
- 性交クリニック ファン感謝祭 2015 中出し看護編 4時間スペシャル（4月9日、SODクリエイト）
- 中出しのできる風俗案内嬢 波多野結衣（4月10日、Million）
- 父が出かけて2秒でセックスする母と息子 波多野結衣（4月13日、VENUS ）
- 女捜査官拷問調教 8 監禁拘束徹底蹂躙される美人エージェントの肉体  波多野結衣（4月13日、セレブの友）
- 極上美白ボディー & 凄腕痴女テクニック 波多野結衣（4月13日、痴ロモン/妄想族）
- OPPAIファン感謝祭 波多野結衣と素人男性の風俗プレイ抽選オフ会（4月19日、OPPAI）
- 波多野結衣 レズれ!プレミアムBEST 8時間（4月19日、レズれ!）※単体ベスト
- 正常位でもバックでも自分から動いてマ○コを打ちつけてくる女の子 波多野結衣（4月24日、EROTICA）
- あいちんとはたちゃんの秘密のヤリ部屋 上原亜衣 波多野結衣（4月25日、本中）
- 私の子宮を射精でオとして 波多野結衣（5月1日、ワンズファクトリー）
- オメガミックス! エロ女神様の超絶テクニックで素人応募男性のチ○コとアナルが大変なことに! 波多野結衣（5月1日、h.m.p）
- Wキャスト 波多野結衣 大槻ひびき（5月1日、TEPPAN）
- 花はうつつに。 レズビアンパートナー 波多野結衣 神ユキ（5月1日、U&K）
- 快感ラブラブSEX 波多野結衣と桜井あゆ（5月1日、S-Cute）
- 台本なきセックス 波多野結衣（5月7日、PREMIUM）
- 私を抱いて下さい。〜愛する夫へ捧げる歪んだ情欲〜 波多野結衣（5月7日、マドンナ）
- お色気P○A会長と悪ガキ生徒会 波多野結衣（5月7日、グローリークエスト）
- 最低10回抜きたくなる美しいW魔女 波多野結衣 大槻ひびき（5月7日、ゴールデンタイム）
- 麻薬捜査官 ヤク漬け膣痙攣 上原亜衣 波多野結衣（5月9日、アイエナジー）
- 羞恥! 公衆の面前で強制絶頂アクメ & 潮! ビッグバンローター改をマ○コに入れて街中を引き回せ 2（5月9日、サディスティックヴィレッジ）
- 異物混入の謝罪に来た女部長が土下座! ブラチラやパンチラに欲情してガチガチに勃起したデカチ○ポを目の前に出したら「私のこと好きにしていいですから、許してください」と言ってきた!（5月9日、サディスティックヴィレッジ）
- 発情4SEX 完全撮り下ろし!! 本気で感じる欲望セックス! 波多野結衣（5月13日、セレブの友）
- 大失禁。〜上品ぶってる淫乱奥様のみっともないビショ濡れ交尾〜 波多野結衣（5月19日、VENUS）
- 痴漢された次の日も同じ車両に乗ってくるタイトミニOL 波多野結衣（5月22日、EROTICA）
- 【実写版】妻ネトリ 波多野結衣 有村千佳 浜崎真緒（5月29日、ZIZ）
- 熟女はキスをガマンできない 波多野結衣（6月5日、ドリームチケット）
- 中出しお義姉さんの誘惑 波多野結衣（6月7日、PREMIUM）
- 超人気AV女優「波多野結衣」が手コキ & フェラでヌキまくり240分!ナイスボディな彼女に凄テクでフル勃起にさせられたら誰だって辛抱たまらずドピュドピュしちゃいます!!（6月15日、ジャネス）
- 屈辱の全裸居酒屋店長 波多野結衣（6月16日、MAXING）
- 極悪ショタ中出し輪姦 美人巨乳女医編 波多野結衣（6月18日、アイエナジー）
- 近親相姦中出しソープ 初めての熟女風俗、指名したら母ちゃんだった

波多野結衣（6月19日、VENUS）
- ネトラセーゼ 親父に妻を寝盗らせる話し 波多野結衣（6月25日、タカラ映像）
- 派手パンスト女教師 波多野結衣（6月26日、EROTICA）
- 美人OL 恥辱土下座 波多野結衣（7月7日、PREMIUM）
- レズに堕ちていく私 〜一寸先はレズ地獄〜 玉城マイ 波多野結衣（7月7日、ビビアン）
- もしも巨チンの僕が巨乳女性客だらけの銭湯の番台だったら… 波多野結衣 浜崎真緒 川菜美鈴 青葉優香（7月10日、BAZOOKA）
- ディープキスでヨガる有閑夫人 絡み合う卑猥な舌と愛液溢れるベロキス接吻セックス 波多野結衣（7月13日、セレブの友）
- ガンギマリ媚薬失禁アクメ 波多野結衣（7月13日、マルクス兄弟）
- KARMAプレミアム特別企画 突撃!素人お宅訪問! 超人気! 波多野結衣お貸しします。 最後はた〜っぷり大量精子中出しSP（7月13日、KARMA）
- 淫欲キャリアウーマン 波多野結衣（7月13日、ミステリア/妄想族）
- 中出しされる感覚が忘れられず、凌辱されに帰ってきたマゾ変態美人妻 波多野結衣（7月19日、ミセスの素顔/エマニエル）
- 金粉奴隷捜査官 波多野結衣（7月20日、バミューダ/妄想族）
- あなたに縛られたくて… 俺は親友の妻を寝取ってしまった 波多野結衣（7月23日、アイエナジー）
- 人間廃業催眠緊縛 洗脳中出し肉便器 波多野結衣（7月24日、REAL）
- 出会って速攻、女優の方から襲いかかる生中出しSEX 波多野結衣（7月25日、ダスッ!）
- 人妻夜這いレズ 〜汗ばむ身体を貪るヌメリ舌〜 円城ひとみ 波多野結衣（7月25日、マドンナ）
- 縄狂い不倫妻 波多野結衣（8月1日、MOODYZ）
- 社員専用肉便器オフィスレディ〜性欲処理課に配属された新人巨乳〜 波多野結衣（8月1日、Fitch）
- 波多野結衣が個室ビデオ店に突撃リポート!!（8月1日、ワンズファクトリー）
- またがりたい… 波多野結衣（8月1日、ワープエンタテインメント）
- 嫁の母親に中出ししてしまった 波多野結衣（8月7日、VENUS）
- 波多野結衣 PREMIUM BEST 8時間（8月7日、PREMIUM）※単体ベスト
- 緊縛女社長 波多野結衣（8月20日、バミューダ/妄想族）
- 人妻家庭教師 波多野結衣（8月20日、STAR PARADISE）
- 美しいお姉さんのネバスペMANIAX 波多野結衣（8月25日、美）
- 淫ボイス 8 波多野結衣（8月25日、AVS collector's）
- 波多野結衣 12時間ベスト 完全保存盤 '世界の波多野'が魅せる最高級の本気セックス全29シーン!!

（8月25日、セレブの友）※単体ベスト
- 夜這い村 デラックス版 波多野結衣（9月1日、オルガ）※「AV OPEN 2015」 エントリー作品
- 性犯罪特別捜査官撃逝き迷宮〜午前0時からの任務〜 波多野結衣 大槻ひびき（9月1日、Baby Entertainment）※「AV OPEN 2015」 エントリー作品
- 禁断介護 波多野結衣 & 大槻ひびき（9月1日、グローリークエスト）※「AV OPEN 2015」 エントリー作品
- SOD女性監督・山本わかめ式「射精コントロール」〜勃起した男子は'射精の快楽'を味わうためなら、女子の言いなりになってしまうのか?〜 波多野結衣 上原亜衣 春原未来 市川まさみ（9月1日、SODクリエイト）※「AV OPEN 2015」 エントリー作品
- MOODYZファン感謝祭バコバコバスツアー 2015 -1泊2日でイクッ!夢の大乱交AVオールスターズ!-

（9月1日、MOODYZ）※「AV OPEN 2015」 エントリー作品
- ドリシャッ!! 波多野結衣（9月4日、ワープエンタテインメント）
- 女を汚すエロティシズム 波多野結衣（9月10日、アイエナジー）
- 買い物帰りの満員電車で僕のデカチンが 勝手に母さんのマ○コをいじりはじめ怒られると焦ったが『母さん、最近してないの』と欲情しはじめた。波多野結衣（9月13日、VENUS）
- 男1人を攻め続ける3人の痴女 北川エリカ 波多野結衣 蓮実クレア（9月25日、美）
- 潜入捜査官 残虐中出しイキ地獄 波多野結衣（10月1日、CORE）
- エロきわ奥さまの裸エプロン（10月1日、グローリークエスト）
- 世界の波多野結衣がHな服装で夜の巷を徘徊させられる（10月7日、ゴールデンタイム）
- 鬼痴女地獄スペシャル 上原亜衣 波多野結衣 春原未来（10月9日、REAL）
- 感じすぎていっぱい潮吹きごめんなさい… 5 波多野結衣（10月13日、セレブの友）
- 中出しをせがむ淫乱女教師の卑猥語童貞喰い（10月13日、Redcat）
- Fucking Machine SEX 波多野結衣（10月16日、MAXING）
- 不倫妻野外露出 波多野結衣（10月19日、バミューダ/妄想族）
- レイプが合法になった世界 3 〜公衆の面前でチ○ポ挿れっぱなし! 犯りたいと思った瞬間に即ハメ! 白昼堂々強制子作り!!〜（10月22日、DEEP'S）
- 波多野結衣ベスト 痴女Ver. 8時間（10月25日、美）※単体ベスト
- 中出し巨乳奴隷ソープ 02（10月25日、ビッグモーカル）
- ドリームウーマン vol.98 波多野結衣（11月1日、MOODYZ）
- いきなりパンツ脱がせてM字開脚 恥じらいの美熟女ドエロマ●コ 5（11月6日、LEO）
- 誘惑おま○こ 波多野結衣（11月7日、PREMIUM）
- レズビアンに囚われた女潜入捜査官〜美に魅せられた女達の裏の顔…美容業界レズビアン〜 卯水咲流 波多野結衣 神波多一花（11月7日、ビビアン）
- 頭が狂っちゃうほど生が好き 波多野結衣（11月13日、MOODYZ ）
- 薬漬けエビ反りマッサージにハマる人妻 波多野結衣（11月13日、E-BODY）
- 鬼フェラ地獄 XXVI 波多野結衣 浜崎真緒（11月13日、REAL）
- 完全主観!!人気女優が終始カメラ目線でマシンガンのように淫語を放ちながらSEX（11月13日、BAZOOKA）
- ビッチ艶女 淫乱な美熟女のマニアックプレイ 4時間 波多野結衣（11月15日、ジャネス）※単体ベスト
- 淫乱団地妻 義父の中出しを受け入れた貞淑妻 波多野結衣（11月19日、乱丸）
- 波多野結衣 12時間BEST（11月19日、OPPAI）※単体ベスト
- 絶対孕ますプロジェクト 波多野結衣（11月25日、ダスッ!）
- 塀の中の奇妙な女囚人 波多野結衣（11月25日、セレブの友）
- 最高の本格的レズ解禁 星野千紗 波多野結衣 大槻ひびき 真咲南朋（11月25日、セレブの友）
- 京都のいち女子、世界の波多野。（11月27日、BALTAN）
- 馬並み勃起必須!! 波多野結衣の凄テクに我慢できたら即生中出し!! 思わず12発射精してしまう素人男優早漏チ●ポ改善淫語回春マッサージ!?（11月27日、UMANAMI）
- 親の居ない日、僕は5人の姉とむちゃくちゃSEXした。篠田あゆみ 蓮実クレア 波多野結衣 月島ななこ 水野朝陽（11月27日、TMA）
- 波多野結衣 BEST（12月3日、グローリークエスト）※単体ベスト
- R*Queen 波多野結衣（12月4日、ドリームチケット）
- 24時間ヤリすぎご奉仕痴女メイド（12月7日、PREMIUM）
- 土下座の女 M社長 4時間（12月11日、BAZOOKA）
- 鉄板complete 波多野結衣 BEST（12月19日、TEPPAN）※単体ベスト
- 豪華共演! 紗倉まな & 超人気女優たちがイカせてくれる 夢のハーレム逆3Pスペシャル 紗倉まな 大槻ひびき 波多野結衣 南梨央奈 初美沙希（12月24日、SODクリエイト）
- セカイの波多野結衣（12月25日、セレブの友）
- もしも波多野結衣がビッチで発情中のネコだったら（12月25日、Eドラ!）
- 本中5周年記念作品!! 美少女中出し島 2015（12月25日、本中）
- 縛られた美人秘書 03 〜肉欲と恥辱に支配されたオフィス緊縛〜（12月25日、ビッグモーカル）

- MOODYZ15周年記念作品【限定共演】クリムゾンドリーム AIKA かすみ果穂 上原亜衣 大槻ひびき 沖田杏梨 波多野結衣 神咲詩織 秋山祥子 蓮実クレア（1月1日、MOODYZ）
- 抱かれるのはアナタのため、絶頂してしまうのは媚薬のせい… 波多野結衣（1月7日、PREMIUM）
- 露出悦楽 羞恥快感に堕ちた美人妻 波多野結衣（1月8日、オルガ）
- 淫語女子アナ8（1月8日、ROCKET）
- ハーレム巨乳美容院中出しスペシャル 波多野結衣 初美沙希 浜崎真緒 木南日菜（1月8日、BAZOOKA）
- スペンス乳腺開発クリニック 波多野結衣（1月19日、OPPAI）
- 無防備すぎる人妻に、突然襲いかかる寝取られレイプ!平凡な日常に男のチ○ポは女が嫌がる程フル勃起!!（1月19日、ラハイナ東海）
- イっクよぉ〜! 観てるぅ〜!? ONA21スタジオLIVEオナニー「みんなとイキたい」〜オー・エヌ・エー・トゥエンティワン その時きっとひとつになれた〜（1月21日、SEX agent/妄想族）
- アナル舐め高級痴女サロン 8 波多野結衣（1月25日、セレブの友）
- 【衝撃】女優崩壊観察ドキュメント! 絶叫即中出しきもだめしツアー

（1月25日、本中）
- レズビアンが居る職場と知らずに来た私（ノンケ） 変な空気に気づいた時には双頭ディルドがオマ○コに挿入されて腰を振ってました!（1月30日、ジャネス）
- いつもは澄ました昼顔夫人に突然襲いかかりオナニー強要!嫌がりながらも感じている姿に興奮してセンズリ顔射!!（1月30日、未来 フューチャー）
- 波多野結衣が教える 大人になってからの保健体育授業（2月6日、ROCKET）
- 結婚間近の憧れだったお姉さんに誘惑されて… 波多野結衣（2月7日、PREMIUM）
- 上から目線で男を犯す 淫語捜査官

（2月7日、BeFree）
- 人妻盗撮 覗かれた私性活 波多野結衣（2月12日、オルガ）
- 殿堂! スーパーアイドル8時間 波多野結衣 2（2月12日、Million）※単体ベスト
- 美人女将が心を込めたスペシャルテクニックで接待! 至れり尽くせりのスペシャル温泉旅館!! なつめ愛莉 上原亜衣 大槻ひびき 水野朝陽 波多野結衣 篠田ゆう 葉月七瀬（2月12日、BAZOOKA）
- 完全主観!旦那のチ○ポをねっとりとフェラチオしたがる美人妻（2月15日、未来 フューチャー）
- ベロちゅう キモ患者が集うオゲレツな病院で波多野結衣が猥褻ベロキス（2月18日、グローリークエスト）
- 世界一発射の勢いが凄すぎる男の孕ませドッカーンSEX 吉川あいみ 波多野結衣 阿部乃みく（2月19日、ROOKIE）
- ヤリマン美人妻 ご近所中出し町内会 波多野結衣（2月20日、ネクストイレブン）
- 魅惑のキャラチェン七変化 2 波多野結衣（2月25日、セレブの友）
- 好きなマ○コにいつでも中出しOK海の家 ヤリマン編 AIKA 上原亜衣 倉多まお 大槻ひびき 波多野衣 蓮実クレア（2月25日、本中）
- 中出し不倫妻たちの温泉旅行（2月25日、ビッグモーカル）
- 旦那の留守を狙って美人妻を3Pレイプしてやった! 初めはイヤがってたが俺たちの大勃起チ○ポに興奮したのかマン汁垂らしてヒイヒイ言いはじめたのでガン突きして思いっきり中出ししてやった! 2（2月26日、なでしこ）
- じっくり高める手コキでもてなす完全勃起ともの凄い射精の回春旅館 波多野結衣（3月1日、Fitch）
- タマらなく性交したくなる淫口 波多野結衣（3月4日、ワープエンタテインメント）
- 痴女テクニックでチ○ポを鍛える焦らし女教師 波多野結衣（3月7日、PREMIUM）
- お隣さんから風でとばされてきたパンティを届けたら無防備な姿の美しすぎる人妻が出てきて… 波多野結衣（3月11日、V&R PRODUCE）
- 中出しマ○コ、くぱぁ。波多野結衣（3月16日、MAXING）
- 競泳水着の女 波多野結衣（3月17日、AKNR）
- 女監督ハルナの 女と女の嫉妬 ガチンコトリプルレズバトル round.02. 波多野結衣 森沢かな 愛原さえ（3月19日、レズれ!）
- 五感封じSEX! 3 波多野結衣（3月25日、セレブの友）
- ハメカン 特命! ハメまくりカンパニー 波多野結衣 Maika 白石つばさ（3月25日、ダスッ!）
- ウチの嫁さんが欲求不満で四六時中俺のチ○ポを求めてくる! 家族にバレないようにこっそりエッチなことしてくれました!!（3月30日、ジャネス）
- 絶品ボディのお姉さんたちにモテ遊ばれた僕のチ●ポ。今日も2つのマ●コに3Pさせられて精子を搾られてます。（3月30日、未来 フューチャー）
- 母親の再婚 僕の親友と結婚した母 波多野結衣（4月1日、VENUS）
- 私立ハーレム淫語学園 波多野結衣 佳苗るか 大槻ひびき（4月1日、MOODYZ）
- ムラムラ出戻りお姉さんは弟のデカチンで何回も絶頂。波多野結衣（4月7日、PREMIUM）
- 奴隷色の女性記者 波多野結衣（4月7日、アタッカーズ）
- 「レズ撮影は絶対NG」の丘咲エミリに世界の波多野がレズドッキリ!レズタチNo.1女優に迫られたAV女優はレズを解禁してしまうのか!?ガチレズ口説きドキュメント 2（

4月7日、ビビアン）
- もしも巨チンの僕が巨乳レディばかりいる大型サウナ店で働いたら… 波多野結衣 篠田あゆみ 北川エリカ 吉川あいみ（4月8日、BAZOOKA）
- ゲスの女、中出しの極。〜笑顔が○○○○激似のスーパードスケベ!〜（4月13日、Redcat）
- 痴女 × 痴女レズビアン 3 川上ゆう 波多野結衣（4月13日、セレブの友）
- 若妻好きな俺は出会った人妻に突然ムラムラして手コキを強要したら意外にも感じてヤッてくれた!（4月15日、未来 フューチャー）
- 突撃! いたずらレズ乱交 in メイクルーム（4月19日、レズれ!）
- 夫の上司に犯され続けて7日目、私は理性を失った…。波多野結衣（4月25日、マドンナ）
- 上原亜衣引退スペシャル 100人× 中出し 引退させたい vs 引退させたくない（4月25日、本中）
- 上原亜衣引退スペシャル 100人 × 中出し孕ませ隊守り隊（4月25日、本中）
- 上原亜衣引退スペシャル 逆100人 × 中出し 次の上原亜衣になるAV女優は誰だ!?（4月25日、本中）
- 最高の口内発射に導く絶品リップテクニック（5月7日、PREMIUM）
- 波多野結衣の鬼コキ!! エロコスとド淫語でドピュドピュ発射させられちゃった僕（5月7日、VENUS）
- 淫らに乱れる波多野結衣（5月13日、セレブの友）
- 緊縛鬼イカセ 〜キャリアウーマンの堕落〜 波多野結衣（5月13日、REAL）
- AV女優観察ドキュメンタリー 〜人気AV女優さんが一ヶ月の禁欲生活を送った後に媚薬入りドリンクを飲ませたら、どこまでブッ壊れたSEXを見せてくれるのだろうか?（5月13日、BAZOOKA）
- すけべ爺の女喰らい熟練性行為 第弐章（5月19日、不老仙人/エマニエル）
- 僕らはヒロイン凌辱隊 スパンデクサー・ムーンエンジェル編（5月27日、GIGA）
- 人前でオナニーを強要されて感じてしまう昼顔夫人。「恥ずかしいから見ないで…」心は拒絶していてもイキまくる女の性（5月31日、ラハイナ東海）
- 唾液がねっとり絡みつく濃密吸引フェラチオサロン 波多野結衣（6月1日、Fitch）
- Club*Venus 波多野結衣（6月3日、ドリームチケット）
- 部下に寝取られた上司の妻 6（6月3日、LEO）
- 男はじっとしてて… 究極の腰振りフルコース 波多野結衣（6月7日、PREMIUM）
- 波多野結衣 16時間 SUPER BEST（6月7日、BeFree）※単体ベスト
- 寸止めSEX お願いだからイカせてください… 9 波多野結衣（6月13日、セレブの友）
- 波多野結衣がグショ濡れマ○コで逆痴漢! 僕らのチ○ポを凄テクで食いまくる肉食系痴女に堪えきれずにドピュと発射しちゃいました 2  4時間（6月15日、ジャネス）
- 絶倫老人たちに孕ませ輪姦されイキまくる巨乳嫁 III 波多野結衣（6月17日、クリスタル映像/NITRO）
- 縛り拷問覚醒 悪魔の絆（6月19日、バミューダ/妄想族）
- 痴漢師に無理やり挿れられたバイブが取れず痙攣イキしてしまうタイトスカートの女（6月23日、ナチュラルハイ）
- 美人エステティシャンたちのアナル丸見えディルドオナニーを尻フェチアングルでおま○こドアップで見せるのでセンズリ素材としてはバッチリです 2（6月28日、ラハイナ東海）
- 誘拐監禁事件 輪姦された社長令嬢（7月1日、FAプロ）
- 貪り合いたい… 友人の姉の誘うような淫乱おま○こ 波多野結衣（7月7日、PREMIUM）
- 義母娘 接吻レズ調教 〜嫁のベロテクに寝取られた姑〜 波多野結衣 笛木薫（7月7日、ビビアン）
- 「お願い!ここでして!」田舎暮らしの人妻はスリルを求めて止まらへん。久しぶりに見た近所の若チ〇ポに辛抱できず、旦那が家の中に居るのに玄関先や屋外で声を殺してハメ狂う!野外でドキドキしてハメるから余計燃え盛ってしもたんやわ（7月7日、SWITCH）
- 自己犠牲レイプ 旦那の為なら何でもします ○員の妻 波多野結衣（7月8日、REAL）
- 波多野結衣 SPECIAL BEST 4時間（7月8日、TMA）※単体ベスト
- 結衣と最っ高のデートをしよう!（7月16日、MAXING）
- 不貞な交換性交（7月22日、人妻花園劇場）
- イチャLOVEデート 2 世界で1番大切な波多野結衣（7月25日、セレブの友）
- ねぇ、もしかして君って… チクビでもイケちゃう男子? 4時間 波多野結衣（8月5日、ドリームチケット）
- 美人若妻媚薬拘束潮吹きイカセ 波多野結衣（8月12日、REAL）
- 昏睡キメセク 〜媚薬 × 催眠 × 泥酔〜 波多野結衣（8月16日、MAXING）
- 舐めさせて…。あなたのびんびんに勃ったチ○ポ フェラチオ中毒な美しき痴女 波多野結衣（8月25日、痴ロモン/妄想族）
- 波多野結衣 24時間37分ベスト（8月25日、セレブの友）※単体ベスト
- ハーレムスポーツジムに入会した僕 イヤらしいインストラクターが本能にコミット!! 波多野結衣 大槻ひびき 星あんず 跡美しゅり（8月26日、BAZOOKA）
- 絶対的パンストまにあ 波多野結衣（8月30日、ジャネス）
- 波多野結衣がグショ濡れマ○コで逆痴漢!僕らのチ○ポを凄テクで食いまくる肉食系痴女に堪えきれずにドピュと発射しちゃいました 3  4時間（8月30日、ジャネス）
- 生贄夫人 逃れられない背徳のエクスタシー 波多野結衣（9月1日、オルガ）※「AV OPEN 2016」エントリー作品
- 上品 VS やんちゃ ふたつの家族がエロすぎたからおもくそ子作り 佐々木あき AIKA 篠田あゆみ 吹石れな あべみかこ 北川エリカ 波多野結衣 澁谷果歩 夏目優希 土屋あさみ（9月1日、ZUKKON/BAKKON）※「AV OPEN 2016」エントリー作品
- メコスジ前貼りレズDance オマ○コ喰い込みをローアングル接撮で長回し!半脱ぎストリップでお下劣にケツをシェイクするエロカワGALS 桜井あゆ 波多野結衣（9月1日、スタイルアート/妄想族）
- ガニ股お下劣ルームサービス 波多野結衣（9月2日、ワープエンタテインメント）
- 頭のてっぺんからつま先まで快感が支配する ポルチオ大絶頂 波多野結衣（9月7日、PREMIUM）
- 義理の父親の為に会社社長に身をささげる娘 2 波多野結衣（9月13日、HERO/天真乱マン）
- もしも、仕事中にレズ痴漢されたら… 突然レズキスされたノンケはオマ○コ濡らし発情するまで何分? 波多野結衣 桜井あゆ（9月13日、ラハイナ東海）
- 老働者に輪姦され性奴隷と化す巨乳未亡人 波多野結衣（9月15日、グローリークエスト）
- 変態マゾヒスト ボンテージ嬢 イラマチオ調教 波多野結衣（9月16日、MAXING）
- 三度の飯より男好きの筋金入りチ○ポマニア女が男を捕まえて下品に喰いまくる肉食系痴女スペシャル4時間! 波多野結衣 リターンズ（9月19日、スタイルアート/妄想族）
- 一流女優が教えるエロ技! 男を悦ばせるスケベな腰つき騎乗位セックス もりの小鳥 波多野結衣（9月22日、SODクリエイト）
- イッてる女は嘘をつけない。Interview With Her during Sex Vol.1（9月22日、SODクリエイト）
- the オナニズム（9月22日、SODクリエイト）
- 俺だけに優しい従順な彼女が隣家の親父に寝取られ種付けプレスされていた 波多野結衣（9月25日、ダスッ!）
- 願望叶う不思議な性感エレベーター Vol.07 波多野結衣（9月25日、セレブの友）
- 12年間精子を貯め続けたチ○ポの射精解禁セックス 波多野結衣（10月1日、ワンズファクトリー）
- フェラ飯〜食欲と性欲を同時に満たしたらもっと気持ちいい!?〜（10月6日、新中野小劇場）
- ザーメンKiss〜精子を男に飲ませるオンナ達。-ラブラブ編-（10月6日、新中野小劇場）
- 僕のねとられ話しを聞いてほしい 近所のバツイチ中年男に泣き落としで口説かれ寝盗られた妻 波多野結衣（10月7日、JET映像）
- 絶対に逆らえない強力催淫 波多野結衣（10月13日、オルガ）
- 勃起不全解消!! ヤレると噂の痴女人妻回春マッサージ（10月14日、BAZOOKA）
- 媚薬近親相姦 02 姉さんと母さんを極秘ルートで入手したバイアグラを飲ませて身動き出来なくしてからそのまま生挿入して犯してしまった…（10月14日、UMANAMI）
- 【MAXING10周年特別企画】魅惑のピンクサロン☆スーパーデラックス（10月16日、MAXING）
- 今すぐヤリたい!世界を股にかけるトップ女優 波多野結衣 4時間（10月16日、MAXING）※単体ベスト
- 波多野結衣がアナタのセンズリ完全サポート! (コスプレ編)（10月25日、セレブの友）
- 人妻でございます 波多野結衣 24シーン4時間 夫以外チ○ポを咥えまくる汗だく本気イキSEX!（10月25日、マニアゼロ）※単体ベスト
- 露出狂の美人妻（10月25日、ビッグモーカル）
- 息子の目の前で犯される新妻 波多野結衣（10月28日、人妻花園劇場）
- イカセ拷問 鬼犯 02（10月28日、REAL）
- AV界フリースタイルレズビアンバトル 椎名そら 向井藍 春原未来 大槻ひびき 宮崎あや 跡美しゅり 神納花 波多野結衣（11月7日、MOODYZ）
- 全裸シェアハウスハーレムスペシャル 波多野結衣 尾上若葉 蓮実クレア 麻里梨夏（11月11日、BAZOOKA）
- 緊縛女体遊戯 4 波多野結衣（11月13日、アタッカーズ）
- S級熟女コンプリートファイル 波多野結衣 6時間（11月13日、VENUS）※単体ベスト
- 逝きたいのに逝かせてもらえない寸止めからの絶頂マ○コ破壊 波多野結衣（11月16日、MAXING）
- ひびはた対決 大槻ひびき 波多野結衣（11月25日、セレブの友）
- 波多野結衣コレクション4時間（11月25日、おかず。）※単体ベスト
- 男を骨抜きにして翻弄する波多野結衣のチジョテク（12月2日、ワープエンタテインメント）
- 超高速グラインド騎乗位専門風俗店（12月9日、BAZOOKA）
- 深夜27時から始まる、女を好きになる媚薬で体液ドロドロオールナイトレズビアン 波多野結衣 南梨央奈 卯水咲流（12月13日、ビビアン）
- 美人妻の不倫情事 主人には内緒にして下さい… Vol.1（12月13日、アクアモール/HERO）
- 指一本触れずに僕を発射へ追い込むお姉さんのエロい囁きとチラリズム その4（12月13日、アロマ企画）
- 魔少年たちの巨乳奥様狩り 15 波多野結衣（12月16日、クリスタル映像/NITRO）
- SODファン大感謝祭! 賢者タイムなし! 何発も発射できる猛者が神! 射精無制限ぜつりんバスツアー 超人気女優16人 VS 一般募集素人ファンによる夢の大乱交! 総勢19名一泊二日79発射!（12月22日、SODクリエイト）
- 私、お母様に毎日レズられてます 「親子なんだから恥ずかしがらなくていいのよ」と舌を入れてくる姑に戸惑いつつもオマ○コを濡らす嫁 3 波多野結衣 大澤ゆかり（12月23日、なでしこ）
- 官能小説 今夜、息子の嫁と 〜因縁の情交〜 波多野結衣（12月25日、MAX-A）
- レズビアン解禁 2 感じすぎる多感症女優の初レズSEX 全身痙攣でイキまくる33絶頂!! 小谷みのり 波多野結衣（12月25日、セレブの友）
- 媚薬中出し近親相姦 姉、妹、母親、娘をレイプ4時間（12月25日、ビッグモーカル）
- 【焦らされ注意】まるで洪水の様な射精感!精液搾取を生業とする優しい痴女二人が淫語連発セックス発射無限ループ4時間 峮峮（12月25日、ビッグモーカル）

- 男なら一度はやられてみたいっ!!厳選のドスケベ痴女プレイ集ベスト6!!（お姉さん編） Part3（1月1日、LEO）
- 色気ムンムンCA痴女3時間40分 蒸れた黒パンスト越しのパンチラにピン勃ちしてる僕のチ○コをパンストはいたまんま咥え込むんです!!（1月1日、スタイルアート/妄想族）
- 禁断介護 波多野結衣（1月5日、グローリークエスト）
- 広瀬うみに、波多野結衣と羽月希が教えるレズの作法（1月6日、
- SODファン大感謝祭! 裏ぜつりんバスツアー 脱落者救済 熱血SEX塾 発射できないダメち○ぽは私たちがお仕置きよ

（1月6日、SODクリエイト）
- 一徹が貴女のワガママな性欲、解放します〜オーダーSEX〜

（1月6日、GIRL'S CH）※女性向け作品
- 覗かれた人妻に襲い掛かる猥褻な性欲 波多野結衣（1月12日、センタービレッジ/極）
- 勃起が止まらない全裸居酒屋の過激サービス 波多野結衣 AIKA 大槻ひびき 推川ゆうり（1月13日、BAZOOKA）
- セックスなんていらない! 全裸強要生活 じっくり見れる裸（1月13日、バミューダ ）
- 子供が欲しいデカ乳人妻たちが住むマンションに引っ越してきたのは童貞の大学生! 愛液垂らしっぱなしの欲求不満妻たちが優しく筆下ろし生挿入! 母性溢れるオッパイ激揺れさせながら何度も中出し懇願!（1月13日、V&R PRODUCE）
- 大槻ひびき絶対エロティシズム3SEX（1月13日、セレブの友）※主演は大槻ひびき。波多野は一部コーナーに出演。
- 高画質で魅せる波多野結衣のフェラチオ 4時間（1月16日、MAXING）※単体ベスト
- チンしゃぶ大好き寸止め痴女 上から目線のお姉さまに唾液まみれでジュポジュポされ僕のチ○ポは暴発寸前!（1月17日、未来 フューチャー）
- 二丁目の清楚な若妻に町内会の性欲解消のための肉欲公衆便所になってもらいました 波多野結衣（1月19日、ドグマ）
- 全身タトゥーの女 彫られてMに目覚めるモデル 波多野結衣（1月19日、バミューダ/妄想族）
- こんにちは、109cmのAV監督にしくんです feat.波多野結衣（1月19日、SODクリエイト）
- 女の子になって、レズ責めされちゃった僕。大槻ひびき 波多野結衣（1月19日、MOODYZ）
- あぁ、上から目線のキレイなお姉さんにガマン汁が溢れるほど寸止めされ超高速手コキでドピュドピュ発射したーい! 2（1月19日、スタイルアート/妄想族）
- 波多野結衣 4時間（1月20日、STAR PARADISE）※単体ベスト
- Twit○erで募集したファンの要望を撮影してみた 波多野結衣（1月26日、セレブの友）
- 老人を唾液と淫語で舐め癒す女 2 波多野結衣（2月2日、グローリークエスト）
- 昭和女のエレジー 夫の為に上官に躰を捧げる出征兵士の嫁は不貞を義父に咎められ 白く熟れた肉体を弄ばれる陵辱の連鎖 1945 波多野結衣（2月2日、ヒビノ）
- 美脚 × 競泳水着 × パンスト眼鏡 波多野結衣（2月3日、クリスタル映像/e-kiss）
- 姉逆3Pトランス 花咲いあん 波多野結衣（2月7日、痴女ヘブン）
- ラグジュTV × PRESTIGE SELECTION 021 波多野結衣（2月10日、プレステージ）
- 風俗最前線!! 今、巷で話題のAV女優に会えて遊べて、生中出しSEXまで教えてもらえるAV男優養成コースに潜入!!（2月10日、BAZOOKA）
- 美人OL猥褻中出し痴漢バス 波多野結衣（2月16日、MAXING）
- 妻の笑ってる動画が送られてきますが… 波多野結衣（2月23日、タカラ映像）
- 妻失格 3 波多野結衣（2月25日、セレブの友）
- まさかの乳首テロ勃発! 彼女の親友にひたすら乳首責めされちゃった俺（3月2日、AKNR）
- 全裸人妻ハーレム結婚性活 〜男のロマン… 夢の一夫多妻〜 波多野結衣 佳苗るか あおいれな 南梨央奈（3月10日、BAZOOKA）
- ママね… あなたのクラスの拓也様に飼われているの…。波多野結衣（3月13日、マルクス兄弟）
- イチャLOVEレズビアンデート 2 今井真由美 波多野結衣（3月13日、セレブの友）
- きゅんきゅんメイド喫茶まるごと全員に種配り 波多野結衣 水城奈緒 松本メイ 福咲れん 大槻ひびき 宮野ゆかな 雛森みこ 竹内真琴 今永亜美 加藤あやの 星あんず 田中かりな（3月13日、ZUKKON/BAKKON）
- 限りなく自然に近い「本物肉棒」人工授精法を選択した夫婦たち（3月13日、ワンズファクトリー）
- 【悲報】NTR 最近、妻が徐々にSEXが上手くなってきたんですが、実は上の階に住む好青年によって性の悦びを教えられて寝取られていたのです 波多野結衣（3月19日、JET映像）
- ワイセツRQ痴女3時間30分 蒸れたパンストやぶる音でマン汁垂れまくり!ハイレグと食い込みで誘惑するチ○ポ好きお姉さん!（3月19日、スタイルアート/妄想族）
- 原作・鬼龍 凱 高慢令嬢姉妹、堕ちる（3月25日、アタッカーズ）
- もう〜まさにアニメ! 解れた糸を引っ張るとみるみる服が短くなっていくwww（4月6日、AKNR）
- イチャLOVEレズビアンデート3 推川ゆうり 波多野結衣（4月13日、セレブの友）
- 結婚後も働くデカ乳嫁が酔いつぶれて帰宅! 旦那の横で昏睡無防備状態の嫁に義父がまさかの夜這い行為! 柔らかなおっぱい揉むだけでは飽き足らず息子の横で何度も中出し!（4月14日、V&R PRODUCE）
- 至高のペニバンアナル男犯 波多野結衣（4月16日、MAXING）
- 美人性的妄想過剰セクシズム 波多野結衣（4月20日、MARRION）
- 偶然の密室 中年上司と人妻女子社員 波多野結衣（4月25日、マドンナ）
- 【迷ったらコレ!】再生して3分で即ヌケます。 4時間言葉責めというより聴覚を責められてる感じ…。今世紀最高の痴女が贈る、超エロい淫語連発セックス!!（4月25日、ビッグモーカル）
- 人妻を虜にする寸止め淫語レズビアン 小西悠 波多野結衣（4月25日、ビビアン）
- オスガズムWキャスト 〜最強のOG2人がオスガズムに帰ってきたスペシャル 波多野結衣 蓮実クレア（4月25日、MOTHER）
- 初緊縛SEX × 初レズ3P NH夏希（4月25日、TRANS CLUB）
- 波多野結衣 まるごと完全収録6枚組（4月25日、セレブの友）※単体ベスト
- 世界の波多野結衣・祭り4時間（4月25日、MAX-A）※単体ベスト
- 家政婦を呼んだらまさかのデカ乳デカ尻のフロントジッパー競泳水着のオンナが! 尻に食い込む水着!ハミ出るオッパイに興奮した僕は我慢できず即ハメ生挿入! 膣奥に響く激ピストンで豊満ボディを揺さぶりながら何度もイキまくり! 気持ち良過ぎて何度も中出し懇願!（5月12日、V&R PRODUCE）
- 今すぐヤリたい!世界を股にかけるトップ女優 波多野結衣 Vol.02（5月16日、MAXING）※単体ベスト
- S級熟女コンプリートファイル 波多野結衣 6時間 其之弐（5月19日、VENUS）※単体ベスト
- 最初で最期のレズ解禁!! AIKA 大槻ひびき 波多野結衣（5月25日、ビビアン）
- ノンストップ4Pレズビアン 波多野結衣 大槻ひびき 推川ゆうり 篠田ゆう（5月25日、セレブの友
- チ○ポ狂いの生ハメ中出し3SEX 今井真由美（5月25日、セレブの友）※主演は今井真由美。波多野は一部コーナーに出演。
- 本番なしのマットヘルスに行って出てきたのは隣家の高慢な美人妻。弱みを握った僕は本番も中出しも強要! 店外でも言いなりの性奴隷にした 波多野結衣（6月1日、溜池ゴロー）
- セクシー女優の赤裸々女子会 プライベートからセクシー業界まで、彼女達のありのままの思いを全て話します Special! 2 波多野結衣 小谷みのり かなで自由（6月1日、AKNR）
- ガチンコ全裸レズバトル 8 推川ゆうり 波多野結衣 碧しの 二宮和香（6月1日、ROCKET）
- 極上おもてなし! 行けば必ずヤレる人妻回春エステサロン 波多野結衣 大槻ひびき 神ユキ 通野未帆（6月9日、BAZOOKA）
- 就寝中もフル勃起状態の性欲溢れる思春期息子チ○ポに子宮が疼くセックスレス巨乳母!（6月9日、V&R PRODUCE）
- スローなハンドテクでもの凄い射精、フル勃起エステサロン 波多野結衣（6月13日、MOODYZ）
- ウソの台本でAV女優を騙してみた 波多野結衣（6月13日、セレブの友）
- VIVA 受身男子 何もしないのに何もかもされたいシャイなM男くん 波多野結衣（6月13日、ジャネス）
- 親友、妹、父にまで罵倒される大敗北NTR（6月13日、ワンズファクトリー）
- 総合婦人肌着メーカーWAKOSUKE 波多野結衣（6月14日、AVS Collector's）
- 素敵なカノジョ 波多野結衣 美乳スレンダー美女の潮吹き近親中出しぶっかけ輪姦せっくす（6月14日、BACK DROP）
- ショタ狩り娼婦 結衣さんの場合 波多野結衣（6月15日、グローリークエスト）
- 媚薬痙攣レースクイーン 〜罠に嵌められた人気RQのガンギマリFACK〜 波多野結衣（6月16日、MAXING）
- 淫まん! 肉ビラぷるぷるの変態マ○コがやってくる 波多野結衣（6月19日、Fetish Box/妄想族）
- 近親妊姦 〜夫に内緒で義父と妊活情事をくりかえす嫁〜 波多野結衣（6月23日、クリスタル映像/NITRO）
- 下着モデルをさせられて… 旦那の部下に寝取られた妻。波多野結衣（6月23日、人妻花園劇場）
- AV男優VS逆ナンパ素人 Hな勝負に勝てば波多野結衣に生中出しSEX!!（6月25日、MAX-A）
- 大人気AV女優限定! 無礼講すぎる大乱交合コン 波多野結衣 大槻ひびき 推川ゆうり 篠田ゆう（6月25日、セレブの友）
- 絶頂オナニーMANIAX 波多野結衣（7月7日、MOODYZ）
- レズビアンBDSM 波多野結衣 水城奈緒 児玉るみ（7月13日、ワンズファクトリー）
- 奴隷二輪車 教え子の罠 快楽に堕ちた人妻女教師 波多野結衣 佳苗るか（7月14日、オルガ）
- 「何発だってできるんだから!」童貞に悩む息子が義母に悩みを相談!
豊満すぎるデカ乳に我慢できなくなった息子は父が居るにもかかわらず強制生挿入!逃げる母親を抑えつけ家中どこでもハメまくる!
早漏過ぎる息子は絶倫すぎてキンタマスッカラカンになるまで死ぬはど強制中出し! 2（7月14日、V&R PRODUCE）
- 色気ムンムン美熟女ブルマ 波多野結衣（7月19日、Fetish Box/妄想族）
- 極縄 第四章 波多野結衣 × 奈加あきら（7月20日、バミューダ/妄想族）
- 淫語を喋る俺だけの性欲処理人形 波多野結衣（7月25日、AVS Collector's）
- 禁欲10日目の媚薬 11 波多野結衣（7月25日、セレブの友）
- 母子姦 波多野結衣（8月3日、グローリークエスト）
- 昼顔妻の濡れた乳房 あなたの知らない平凡妻の本性 波多野結衣 香椎りあ（8月11日、オルガ）
- グチョにゅる大量ローションFUCK 波多野結衣（8月16日、MAXING）
- デカ尻マニアックス 波多野結衣（8月19日、ワンズファクトリー）
- 黒い衝撃 女スナイパー 波多野結衣（8月19日、バミューダ/妄想族）
- AV女優禁止 2 波多野結衣（8月25日、セレブの友）
- 痴女 × 痴女レズビアン 6 波多野結衣 尾上若葉（8月25日、セレブの友）
- 鋼鉄の魔女アンネローゼ VS 対魔忍アサギ 〜2大ヒロイン屈辱のアヘ顔陥落〜 波多野結衣 三原ほのか 佳苗るか（9月1日、ZIZ）※「AV OPEN 2017」ハード部門 エントリー作品
- 夢の一夫多妻 時間停止中出しSPECIAL 最強の能力を手に入れた男が8人の嫁と朝から晩までハーレム子作り性活（9月1日、本中）※「AV OPEN 2017」企画部門 エントリー作品
- 完全主観 ボクのお義姉さんは波多野結衣（9月7日、Be free）
- 母性に飢えたオトナになりきれない童貞の息子に責任感じた巨乳の母が優しく授乳手コキ! …旦那では満たされない母は息子の若いチ○ポで何度も中出し懇願! 2（9月8日、V&R PRODUCE）
- 別れさせ屋レズビアン 〜すべては依頼主の妻を奪う為…〜 前田可奈子 波多野結衣（9月13日、マドンナ）
- 逆痴漢マダムでございます 波多野結衣（9月19日、Fetish Box/妄想族）
- お姉さんの巨尻が猥褻過ぎて秒殺で悩殺!! 波多野結衣（9月20日、MARRION）
- SOD的神対応オフ会!ハグ、キスはもちろん、お触り、ハーレムフェラまで!?超豪華人気女優3名とほろ酔い破廉恥王様ゲーム! 波多野結衣 きみと歩実 明里ともか（9月21日、SODクリエイト）
- いつヌクの? 今でしょ!カリスマ美人塾講師の世界一受けたい変態授業 仁美まどか 波多野結衣 橘メアリー（9月21日、ROCKET）
- 素人童貞救済企画!10分間有名女優の挿入の誘いをガマンできたら賞金10万円（9月21日、アイエナジー）
- ぐいなま!! 〜ぐい生美女4名 生姦一番汁搾り 精子搾取100%〜（9月22日、BAZOOKA）
- Hカップ豊乳痴女・尾上若葉に犯されたい 爆乳痴女責め3SEX（9月25日、セレブの友）※主演は尾上若葉。波多野は一部コーナーに出演。
- 止まらない嫉妬 × SEX 波多野結衣（9月26日、MAX-A）
- 絶頂体位開発 一番キモチ良い体位で中出し性交 波多野結衣（10月1日、ワンズファクトリー）
- 新奴隷捜査官 2 復讐の弾痕 波多野結衣（10月1日、アタッカーズ）
- 僕だけのレンタルママ 波多野結衣（10月5日、グローリークエスト）
- 欲求不満な団地妻と孕ませオヤジの汗だく濃厚中出し不倫 波多野結衣（10月7日、溜池ゴロー）
- 一途な姉と身勝手な妹に姉妹丼にされた僕 波多野結衣 森沢かな（10月13日、セレブの友）
- 前立腺刺激トコロテン淫語エステ 波多野結衣（10月19日、ワンズファクトリー）
- バミューダ5周年特別企画 坊主頭の女 波多野結衣（10月19日、バミューダ/妄想族）
- 春菜はなのレズ処女を波多野結衣が奪う同性愛（レズビアン） SEX（10月25日、セレブの友）
- 大槻ひびき VS 波多野結衣 イカセバトルロワイアル〜台本無し・手抜き一切無しのガチンコ対決!!（10月26日、MAX-A）
- ヌキ狂女 M男悶絶拘束カオス 波多野結衣（11月1日、Fetish Box/妄想族）
- LOVE AND THE LIFE CASE 1～CASE 4（11月2日、GIRL'S CH）※女性向け作品
- 波多野結衣 8時間 SPECIAL COLLECTION（11月3日、クリスタル映像/CRYSTAL EX）※単体ベスト
- オタサーのコスプレ娘が僕たちを裏切ったらどうなるか教えてやる 波多野結衣（11月13日、ワンズファクトリー）
- ノンストップレズビアン 2 森沢かな 波多野結衣（11月13日、セレブの友）
- プレミアム風俗VIPフルコースin波多野結衣（11月16日、MAXING）
- お尻大好きしょう太くんのHなイタズラ 波多野結衣（11月16日、グローリークエスト）
- 田舎の近親相姦 ひとつ屋根の下で暮らす義父が嫁を犯す瞬間 波多野結衣（11月25日、グローバルメディアエンタテインメント）
- お隣同志のW不倫 春菜はな 波多野結衣（11月25日、セレブの友）
- 新奴隷城 2 波多野結衣 二宮和香 しじみ（11月25日、アタッカーズ）
- ド痴女だらけの強制24射精痴女ハーレム楽園 〜男潮吹き・中出し・連続ヌキ完全独り占め220分〜 若菜奈央 君島みお 波多野結衣 佐倉ねね（11月25日、痴女ヘブン）
- 友人の母 息子の友人に犯され、幾度もイかされてしまったんです… 波多野結衣（12月1日、溜池ゴロー）
- 暴風雨 憧れのハウスキーパーと二人だけの夜 波多野結衣（12月7日、マドンナ）
- 神パンスト 波多野結衣 人妻や母、働く制服OL等熟女の美脚を包んだ生ナマしいパンストを完全着衣でムレた足裏からつま先を味わいつくす!（12月7日、親父の個撮）
- 朝の満員電車で見かけ憧れていた奥さんが痴漢に遭遇していたが拒むどころかイキ淫れる痴漢OK妻だった! そうだと知った僕は痴漢行為に初挑戦することを決意して恐る恐る触ってみたら「震えてるわよ… 緊張してるの?」と耳元で囁いてきた!真面目だけが取り柄だった僕はこの日から痴漢になった!! 波多野結衣（12月7日、VENUS）
- コタツの中でひっそり奥さんのマ○コに触れると糸を引くほど溢れ出す愛液!ご無沙汰過ぎて旦那が隣に居るにも関わらず何度も悶絶絶頂!2（12月8日、V&R PRODUCE）
- チ○ポ狂いのガニ股腰振り3SEX 波多野結衣（12月13日、セレブの友）
- 今すぐヤリたい! 世界を股にかけるトップ女優 波多野結衣4時間 Vol.03（12月16日、MAXING）※単体ベスト
- スチュワーデス 監禁ドキュメント 波多野結衣（12月19日、アタッカーズ）
- あっ! ナマで入っちゃった! 凄テクオイル素股でチ○ポをマ○コに擦りつけてたら思わずフル勃起からの生挿入! 本番禁止のはずなのに生中出しSEXまでしちゃった5人の超敏感美巨乳デリヘル嬢（12月21日、グローリークエスト）
- 人妻の妊娠危険日ばかりを狙う顔の見えないレイプ魔 波多野結衣（12月25日、溜池ゴロー）
- 2人の脳内に棲みついた痴女たちに操られ、ボクの意志など無視され導かれるがまま、彼女に普段しない中出しまでしちゃいました… ハーレム淫語脳内操り痴女 波多野結衣 麻里梨夏 大槻ひびき（12月25日、MOODYZ）

- みだらな奥様達のアブナイ体験談 したためられた人妻たちの秘め事（1月1日、LEO）
- 母子交尾 ～裂石路～ 波多野結衣（1月7日、ルビー）
- 濡れてテカってピッタリ密着 神スク水 波多野結衣 美少女から人妻まで可愛い女子のスクール水着姿をじっとりと堪能! 着替え盗撮から始まり貧乳から巨乳にパイパン、ハミ毛、ジョリワキ等のフェチ接写やローションソーププレイ等を完全着衣で楽しむAV（1月11日、親父の個撮）
- スーパーガチンコ全裸レズバトル REVENGE WARS 2018（1月11日、ROCKET）
- 極上ボディで何度も射精させちゃう超淫乱高級デリヘル嬢（1月12日、BAZOOKA）
- 出産直後のボディラインを気にするスポブラ巨乳妻はご無沙汰過ぎて触れられただけで感じる高感度女!目の前の他人チ○ポに理性保てず雌と化した妻は愛する旦那・子供にはナイショで中出し懇願! 2（1月12日、V&R PRODUCE）
- 悶絶クンニMANIAX 波多野結衣（1月13日、ワンズファクトリー）
- 絶世のスタイル美人レズビアン 香椎りあ 波多野結衣（1月13日、セレブの友）
- 本当の本番行為よりもヤラしい脳内直撃のエロ過ぎる自慰 妄想のSEXをしながら淫語オナニー（1月13日、バミューダ/妄想族）
- もの凄い乳首責めでガチ勃起した男根を寸止め焦らし生挿入でハメ狂う波多野結衣（1月16日、MAXING）
- クレイジーロープ 狂気の縄に縛られた女 波多野結衣（1月19日、バミューダ/妄想族）
- レズテクNo.1決定戦 台本なしのイカセ合いバトル! DOCUMENT LESBIAN 2018 ガチレズセックス大乱交（1月25日、ビビアン）
- 本気で赤面する、美少女の放尿!! 波多野結衣（1月26日、MAX-A）
- 夫の実家で起こった悲劇 波多野結衣（2月1日、グローリークエスト）
- （株）腿コキ商事 大槻ひびき 佳苗るか 桐嶋りの 篠田ゆう 波多野結衣（2月1日、MOODYZ）
- 親友からこっそり彼氏を寝取る巨乳でエッチな痴女お姉さん 波多野結衣（2月7日、OPPAI）
- マゾに目覚めた女 6 波多野結衣（2月7日、アタッカーズ）
- 白昼の人妻整体師 波多野結衣（2月9日、オルガ）
- 接吻乳首責めレズビアン ～女社長の卑猥なレズキスニップル調教～ 佐倉ねね 波多野結衣（2月13日、Fitch）
- 僕を誘惑するカノジョの親友 波多野結衣 香椎りあ（2月13日、セレブの友）
- 隣の奥さんが無防備ポロリで誘惑してくる…（2月20日、STAR PARADISE）
- 波多野結衣のなめんなよ（2月22日、ROCKET）
- 波多野結衣 同性愛（レズビアン）SEX 8時間（2月25日、セレブの友）※単体ベスト
- 官能小説 人妻家政婦 ～添い寝します～ 波多野結衣（2月26日、MAX-A）
- 聖水痴女ハーレム AIKA 波多野結衣（3月1日、MOODYZ）
- ヤリマンワゴンが行く!!ハプニング ア ゴーゴー 波多野結衣とリズの珍道中（3月7日、桃太郎映像出版）
- 近親相汗「火照る肉体、蒸れた子宮、ガマンできない親子の本能」 波多野結衣（3月13日、VENUS）
- デカチン少年ウマオ君の近所のおばさんドマゾ化計画。4 帰省旅行編 波多野結衣（3月13日、マルクス兄弟）
- 縄酔い人妻 夫の留守… 私は縄奴隷に堕ちていく 波多野結衣（3月13日、AVS Collector's）
- 支配願望 抵抗不可能な状態で固定拘束調教されて、潮吹き絶頂を繰り返す淫乱マゾ人妻 波多野結衣（3月16日、MAXING）
- 前戯ばっかりでぜんぜん挿入してあげないプレイ（4月1日、MOODYZ）
- NTR 元上司、同僚に寝取られた同期会 波多野結衣（4月1日、BeFree）
- 女王様ゲーム（4月12日、GIRL'S CH）※女性向け作品
- 花電車の女 波多野結衣（4月13日、アタッカーズ）
- 僕が愛したリアルダッチドール 7 波多野結衣（4月13日、セレブの友）
- 危険日中出し同窓会NTR ～愛する妻の排卵日に開催されたゲス元カレ既婚男たちとの全記録～ 波多野結衣（4月19日、溜池ゴロー）
- 洗脳 潜入捜査官 波多野結衣（4月19日、バミューダ/妄想族）
- ひびはた対決 リベンジ 大槻ひびき 波多野結衣（4月25日、セレブの友）
- 濃交 ～人気女優の濃密リアル中出しSEX～ 波多野結衣（4月26日、MAX-A）
- 義父と嫁、密着中出し交尾 波多野結衣（5月3日、グローリークエスト）
- テニス部顧問教師 スコート越しの陵辱 波多野結衣（5月7日、アタッカーズ）
- 久しぶりに働き出したデカ尻義母はパンツスーツを着用! ピタパン尻が浮き出るパンティーラインに息子は我慢できず即挿入! 旦那では体験したことがない豊満尻波打たせる激ピストンで何度も絶頂! 2（5月11日、V&R PRODUCE）
- 結衣女王様のM男調教（5月13日、AVS Collector's）
- 波多野結衣 篠田あゆみ 澤村レイコ 成宮はるあを徹底解析!全身女体観察（5月13日、カルマ）
- ジュボジュボ口マ●コ 濃厚フェラチオFUCK 波多野結衣（5月16日、MAXING）
- 夫の遺影の前で犯されて、気が狂うほど絶頂した私。波多野結衣（5月25日、マドンナ）
- 「他人に抱かれる妻が見たい…」夫の寝取られ性癖を満たすため、妻の結衣は男を誘い見知らぬチ○ポで淫らに腰を振る!! 波多野結衣（5月25日、セレブの友）
- イカセバトルロワイアル ガチ4戦×4時間 波多野結衣（5月26日、MAX-A）
- はだかの主婦 新宿区在住 波多野結衣 (29)（6月1日、プラネットプラス/裸婦趣向）
- 女王様ゲーム After Story したがり女の逆夜這い（6月7日、GIRL’S CH）※女性向け作品
- 大槻ひびき 波多野結衣 デビュー10周年記念 SPECIAL SELECTION（6月8日、Million）※総集編
- 人妻たちの恥辱の記憶（6月8日、新世紀文藝社）
- 勃起薬の新薬で24時間勃ちっぱなし絶倫になった俺と夫の早漏で欲求不満が限界値を超えた巨乳人妻のチ○ポこねくり回し連続中出し不倫 波多野結衣（6月13日、溜池ゴロー）
- スタイル抜群の結衣ちゃんは、セクハラされまくりのパンストメーカー社員（6月13日、AVS Collector's）
- 今話題! 人気女優波多野結衣がレズ風俗潜入体験リポ 東京編

（6月13日、MOODYZ）
- 大人の極上美女レズビアン 波多野結衣 枢木あおい（6月13日、セレブの友）
- 友情素股 こすこすだけならしぶしぶOK（6月13日、MOODYZ）
- 教え子のチ○ポに欲情するシ○タコン女家庭教師 波多野結衣（6月21日、グローリークエスト）
- 神波多一花さん、結婚引退おめでとう。（7月1日、ワンズファクトリー）
- ノーブラノーパンで挑発してくるスケベ奥さんが隣に引っ越してきた! 波多野結衣（7月5日、グローリークエスト）
- 別れさせ屋レズビアン 2 ～心も身体も男と決別させて…～ 波多野結衣 星川光希（7月7日、マドンナ）
- S級熟女コンプリートファイル 波多野結衣6時間 其之参（7月7日、VENUS）※単体ベスト
- セックスが溶け込んでいる番組 「常に性交」サスペンス劇場 波多野結衣 浜崎真緒 石川祐奈 水城奈緒 生田みく（7月12日、SODクリエイト）
- 720時間禁欲させ排卵日に久しぶりにHしたら白濁汁をダラダラ垂れ流して絶頂を繰り返す欲求不満女子。波多野結衣（7月16日、MAXING）
- 欲求不満なパートの奥さんたちはいつでも発情中で新人君の勃起チ○ポを狙ってる! 3 ファミレス編 波多野結衣 愛花みちる 推川ゆうり（7月19日、グローリークエスト）
- セックス大好きブラコンお姉さんとエロエロ中出し性活 波多野結衣（7月25日、MAX-A）
- AV女優・波多野結衣が誕生するまでの物語（7月25日、セレブの友）
- もしも…「波多野結衣」が○○だったら…。（8月1日、プラネットプラス/七狗留）
- 美しすぎるレズビアンカップルの日常～ねっちょり絡みあう濃厚な接吻と大人のレズセックス 波多野結衣 佐々木あき（8月1日、MARRION）
- 奇縄 悪魔の餌食 波多野結衣（8月3日、バミューダ/妄想族）
- 最近、うちの妻がこんな物にハマっているんです。波多野結衣（8月7日、マドンナ）
- 社会派ねとられドラマ 隣人の情婦になってしまった妻 6 波多野結衣（8月7日、JET映像）
- ROCKET10周年記念作品 マイクロビキニでドキッ! 巨乳20人! 水泳大会 2018 真夏のエロ水着とおっぱいの祭典!巨乳20人がプールでガチンコエロバトル!!（8月9日、ROCKET）
- いつもは高飛車な女上司はほろ酔い状態になるとパンスト穿きながら馬乗り生挿入! 欲求不満過ぎて自ら激しいピストン何度も勝手に絶頂!3（8月10日、V&R PRODUCE）
- スケベ母を満足させるイッた直後の敏感オマ○コを再び激突き! 速攻! 追い討ちピストンSEX 波多野結衣（8月13日、VENUS）
- ひびはた対決 リベンジ 2 大槻ひびき 波多野結衣（8月13日、セレブの友）
- 同性愛ルームシェア ～熟女と年の差レズビアン～ 翔田千里 波多野結衣 君島みお（8月13日、セレブの友）
- 大人の個室ヨガ教室 波多野結衣（8月16日、MAXING）
- 波多野結衣 BEST Vol.2（8月16日、グローリークエスト）※単体ベスト
- 波多野結衣 SUPER BEST COLLECTION（8月24日、オルガ）※単体ベスト
- 聖水ぶっかけエステサロン 波多野結衣（8月25日、痴女ヘブン）
- Ma○ko Device Bondage IV 鉄拘束マ○コ拷問 波多野結衣（9月6日、グローリークエスト）
- タイトスカート女教師のむっちり太もも誘惑絶対領域 波多野結衣（9月13日、MOODYZ）
- 波多野結衣のオトコノ娘童貞狩りドキュメント（9月13日、セレブの友）
- 家族揃ってカラダで稼ぐ売春母子家庭 翔田千里 波多野結衣 君島みお（9月13日、セレブの友）
- 女教師ド痴女ハーレム 強制ザーメン発射! 放課後プライベートレッスン  松永さな 波多野結衣 宝田もなみ 日向うみ（9月13日、アイデアポケット）
- 「究極対至高」波多野結衣 大槻ひびき 4時間（9月16日、MAXING）※総集編
- お手コキママちゃん 妖艶な神の手コキで快楽射精 波多野結衣（9月19日、ドグマ）
- 緊縛女教師 恥辱の教室 波多野結衣（9月19日、バミューダ/妄想族）
- 奇跡の女「普通に撮ったことなかったっけ?」「ないよ!」by波多野結衣（9月19日、バミューダ/妄想族）※単体ベスト
- 手違いでお店のHPに‘NN可’とアイコンを付けられてしまって スケベな客のイカ臭い精子を断り切れずにどくどくと注ぎ込まれたナマ中出しデリヘル妻 波多野結衣（9月25日、AVS Collector's）
- 波多野結衣様… 私の初レズを奪ってください。白雪麻衣 波多野結衣（9月25日、セレブの友）
- 生粋の女顔ニューハーフの童貞喪失ドキュメント 如月じゅり 波多野結衣（9月25日、セレブの友）
- 絶対領域痴女ハーレム 美脚に挟まれ身動きできず中出ししちゃう!! 大槻ひびき 篠田ゆう 武田真 波多野結衣（9月25日、痴女ヘブン）
- 隣人たちに連続で寝取られていた妻 波多野結衣（10月11日、センタービレッジ/NTR）
- ASMR淫語病棟24時（10月11日、SODクリエイト）
- 淫語を喋る俺だけの性欲処理人形 Wドール特別仕様 波多野結衣 大槻ひびき（10月13日、AVS Collector's）
- 濃密レズ解禁! イキ合うレズビアンセックス4本番 -新快感の絶頂- ねっとり絡み合う舌と擦れ合う性器… 女だからこそ分かる快感ポイントを責め立てる! 天海つばさ 波多野結衣 君島みお（10月13日、アイデアポケット）
- 土下座して頼んでみた 学校編（10月13日、無垢）
- 波多野結衣 22時間20分ベスト（10月13日、セレブの友）※単体ベスト
- ハーレムASMRスペシャル!! 波多野結衣 大槻ひびき AIKA あべみかこ（10月15日、ピーターズMAX）
- お色気P○A会長 & 悩殺女教師と悪ガキ生徒会 大槻ひびき 水城奈緒（10月18日、グローリークエスト）
- 「あっ! ナマで入っちゃった!」オイル素股でマ○コにチ○ポを擦りつけてたら気持ち良すぎてヌルッと生挿入!!中出しSEXまでヤッちゃったデリヘル嬢たち 3（10月18日、グローリークエスト）
- 受精態勢完了の女の身体 女がイク瞬間に膣奥に妊娠覚悟の中出し射精をしてやる! 波多野結衣（10月19日、美人魔女/エマニエル）
- 泡姫桃源郷 絶対生中出し出来るご奉仕ソープ嬢 波多野結衣（10月25日、MAX-A）
- 女性経験ゼロの美形NHを波多野結衣が筆下ろし4射精!（10月25日、セレブの友）
- 大槻ひびき10周年記念 ガチ友達全員でハメて咥えてイキまくれ!!ぶっかけ中出しごっくん大乱交ファン感謝祭 大槻ひびき 波多野結衣 佳苗るか AIKA（10月25日、本中）
- AVデビュー オトコノ娘 初撮り×アナルSEX×4射精 椿ハルナ 波多野結衣（10月26日、TRANS CLUB）
- 新感覚絶頂! CUVコンプレックス開発クリニック 波多野結衣（11月1日、ワンズファクトリー）
- 妄想アイテム究極進化シリーズ ボディジャック RE:0から始めるオフィス憑依のススメ 君島みお 波多野結衣 小谷みのり 加藤あやの（11月8日、ROCKET）
- 突然やってきた営業レディは媚薬を飲むと、黒パンストを擦りつけながら淫らに股間を滴らせ、カニバサミで中出しを求めた! 5（11月9日、V&R PRODUCE）
- ひびはた対決 リベンジ 3 大槻ひびき 波多野結衣（11月13日、セレブの友）
- 波多野結衣 8時間BEST（11月13日、溜池ゴロー）※単体ベスト
- 欲求不満な浮気妻 ～人妻の寝取られ中出し～ 波多野結衣（11月25日、MAX-A）
- 波多野結衣のオトコノ娘童貞狩りドキュメント2 波多野結衣 椿ハルナ（11月25日、セレブの友）
- 引退 × 中出し るーたんと最後にみんなで青春するぞスペシャル!!! 佳苗るか AIKA 大槻ひびき 波多野結衣 宮崎あや 葉月七瀬（11月25日、本中）
- 浴尿解禁!小便浴びまくり発情レズビアン 君島みお 波多野結衣（12月1日、V(ヴィ)）
- 波多野結衣 700分 WANZスペシャル（12月1日、ワンズファクトリー）※単体ベスト
- ATTACKERS PRESENTS THE BEST OF 波多野結衣 2（12月7日、アタッカーズ）※単体ベスト
- 気高き最強の女捜査官たち…が、ぶるんと尻丸出しで拘束されて責められてアナルをヒクつかせながら無様にイキ果てた結果（12月13日、MOODYZ）
- 家庭内盗撮 義姉の無防備な巨乳を24時間監視する僕 波多野結衣（12月19日、OPPAI）
- 闇の飼育 監禁逃亡 波多野結衣（12月19日、バミューダ/妄想族）
- ママシ●タ実話 波多野結衣（12月20日、グローリークエスト）
- ULTRA SWEET 赤貝 堕ちた美BODY限界昇天 Vol.01 ～狂気の快楽無限地獄～ 波多野結衣（12月25日、AVS Collector's）
- 大槻ひびき × 波多野結衣 愛あるレズビアン（12月25日、セレブの友）
- 波多野結衣 7本番 × 4時間（12月25日、MAX-A）※単体ベスト

- ゆいの体内に352発の媚・薬・濃・縮精液注入（1月1日、ワンズファクトリー）
- W痴女チ○ポとアナルしゃぶり舐めハーレム追撃ジュボレロ連射!! 佐々木あき 波多野結衣（1月13日、MOODYZ）
- レズ解禁作品 専属女優・柚月ひまわり × レズ先生・波多野結衣 はじめての同性愛セックス（1月13日、セレブの友）
- バス時間停止!時間を停止できるストップウォッチを手に入れた僕は、朝の女性専用バスに乗車してヤリたい放題に中出ししてみた。波多野結衣 あべみかこ（1月15日、ピーターズMAX）
- 波多野結衣の95cm巨尻で顔面騎乗してもらったらいつも以上に大量射精!!（1月25日、MAX-A）
- 波多野結衣のオトコノ娘童貞狩りドキュメント 3 波多野結衣 桃マリ（1月25日、セレブの友）
- 暴発してもスローテクで再び勃起させる絶対連射ソープ 波多野結衣（2月1日、MOODYZ）
- 百聞不如一見! SOD都是真的、帯大家体験情色文化的最先端―日本! 改編自真実案例 影像介紹日本観光須注意事項全片中文発音 東京肉穴淫語痴女物語（2月1日、SODクリエイト）※「AV OPEN 2018」企画部門 エントリー作品
- 諜報員の女 波多野結衣（2月7日、アタッカーズ）
- 新・侵入者 波多野結衣（2月8日、オルガ）
- チ○ポ奥まで挿れてってばぁ! 先っちょ挿入ギリギリで焦らされ続ける彼女のお姉ちゃんと浮気我慢生活 波多野結衣（2月13日、MOODYZ）
- 八乃つばさが憧れの先輩・波多野結衣とガチレズSEX! 相性抜群の2人が絡み合ったら… 乳首もクリ○リスもビンビンになるまで舐め合い気持ち良すぎてオマ○コが濡れっぱなしでお互い幸せ絶頂（2月13日、セレブの友）
- レースクイーンラバーズ 波多野結衣（2月14日、ミル）
- 女監督真咲と波多野結衣ちゃんの素人女子にガチンコ! レズ指南!（2月15日、ピーターズ）
- 「究極対至高」波多野結衣、大槻ひびき 4時間 vol.2（2月16日、MAXING）※総集編
- 人妻監禁輪姦地獄 マッスル凌辱サブミッションFUCK! 波多野結衣（2月21日、グローリークエスト）
- 10周年記念で目指せ!10,000本×中出し  波多野結衣（2月25日、本中）
- 焦らしSEXで連続絶頂!! 波多野結衣（2月25日、MAX-A）
- 専属オトコノ娘 童貞卒業 × 爆射精SEX 桃マリ 波多野結衣（2月25日、TRANS CLUB）
- 推川ゆうりのデカ尻アナルをひびはたが責める3Pレズビアン 推川ゆうり 大槻ひびき 波多野結衣（2月25日、セレブの友）
- ぼっちナンパ! 2018 ハロウィーンin渋谷 世界の波多野結衣様がナンパに参戦してハロぼっち娘をGETだぜ!スペシャル!（2月27日、MERCURY）
- いじわるご奉仕 癒しの巨尻ソープ嬢 波多野結衣（3月1日、MARRION）
- 素直になれない恋人たち 3rd season（3月7日、SILK LABO）※女性向け作品
- 一般素人男性モニタリング企画 街頭インタビュー中にナイショでご本人登場!!波多野結衣 蓮実クレア 浜崎真緒と素人さんがご対面中出しSEX（3月8日、Million）
- 水泳部所属の姉の競泳水着姿にフル勃起した弟がコッソリ媚薬を飲ませると超敏感なカラダに! 拒む姉をよそに子宮奥に突き刺さる終わりなき超絶ハードピストンで死ぬほど強制仰け反り絶頂! 2（3月8日、V&R PRODUCE）
- 「わたし、おばさんだけど良かったらデリヘルみたいに呼んで」大人しそうな隣人妻は性欲大魔神!旦那とご無沙汰でとにかくヤリたい。 若い隣人のフル勃起チ●ポを前に覚醒! 波多野結衣（3月13日、MOODYZ）
- おっぱい揉まれて失禁しちゃう敏感OL 波多野結衣（3月19日、OPPAI）
- 侵入犯 憧れの存在への異常性愛 波多野結衣（3月19日、バミューダ/妄想族）
- きっかけは… 旦那の為、息子の為とは言っても、今では自分の快感のため?それでも花弁は濡れちゃう人妻たちはなんとも美しい!（3月22日、キネマ座）
- 自宅で売春する淫乱三姉妹の性接待が凄すぎる件 大槻ひびき 波多野結衣 推川ゆうり（3月25日、セレブの友）
- 地味で大人しそうな本屋の文系人妻にじっくりねっとり弄ばれる僕 波多野結衣（4月7日、マドンナ）
- 女 × 男 × 女のハーレム密着 本気モードSEX（4月13日、セレブの友）
- 催眠洗脳された巨乳妻は嫌がりながらも淫乱ビッチになっていた 川上ゆう 波多野結衣（4月25日、ダスッ!）
- 波多野結衣のオトコノ娘童貞狩りドキュメント4 波多野結衣 菜の花涼香（4月25日、セレブの友）
- オトコノ娘 初めてのオマ○コ挿入×童貞卒業ドキュメント 菜の花涼香 波多野結衣（4月25日、TRANS CLUB）
- 舐め犯し 義父の欲望 3 波多野結衣（5月7日、アタッカーズ）
- 森沢かなの絶品美尻アナルをひびはたが責める3Pレズビアン 森沢かな 大槻ひびき 波多野結衣（5月13日、セレブの友）
- 抑えきれない性衝動から自分勝手にザーメンを搾り取るドスケベ猥褻絶倫痴女。波多野結衣（5月16日、MAXING）
- No.1バニーガール史上最悪の恥辱 波多野結衣（5月16日、グローリークエスト）
- 実録! 「絶対に妊娠させる男VSオチ○ポ大好きドスケベ美女」 全ては孕ませる為に!!!! 凄テクを駆使して徹底的にイカせ、ヒクヒク痙攣してきたらオマ○コ準備OKのサイン!!! オナ禁一週間の超濃厚ザーメンどっぷり大量中出し!!!!（5月17日、SCOOP）
- 淫語かたりかけ自画撮りぐちゅぐちゅ連続絶頂指オナニー 4（5月23日、アイエナジー）
- ブリーフの穴から引っ張り出した竿を喉奥に含んだまま亀頭を舌でかき混ぜ続ける最強に気持ちいいフェラチオ（5月25日、アロマ企画）
- 波多野結衣の世界（5月25日、AVS Collector'S）※単体ベスト
- 下着モデルをさせられたオフィスレディ 波多野結衣（6月7日、アタッカーズ）
- 世界のハタノ × SOAP × おとなの中出し遊園地（6月8日、桃太郎映像出版）
- ご近所でチ○ポをシェア! 若い男を喰いまくる肉食系の奥様たち 森沢かな 波多野結衣 大槻ひびき（6月13日、セレブの友）
- 女囚緊縛 檻の中の悲劇 波多野結衣（6月19日、バミューダ/妄想族）
- 町医者老人の顔舐め中出し変態カルテ 波多野結衣（6月20日、グローリークエスト）
- 新感覚 健康 × フィットネス風俗 Vol.6（6月20日、F&A）
- 羽生ありさのデカ尻アナルをひびはたが責める3Pレズビアン 羽生ありさ 大槻ひびき 波多野結衣（6月25日、セレブの友）
- 新 愛妻ダッチワイフ 波多野結衣（6月26日、ながえSTYLE）
- 肌がふれあう密着回春マッサージ（6月26日、アロマ企画）
- 今日はお前らの乳首イジり倒してやるからな!! こねくり痴女責めで悶絶! 寸止め! 常にギュ～ン性交 波多野結衣 美谷朱里（7月1日、MOODYZ）
- 息子の嫁は、波多野結衣。 ～大ファンの人気AV女優が我が家に嫁いできて…。～（7月7日、マドンナ）
- 妻の友人に浴室で密着されすぎて、息も出来ない…。（7月11日、F&A）
- 女教師強姦 放課後の惨劇（7月12日、REAL）
- S一族に最愛の姉が嫁いでドMに堕ちるまで… 波多野結衣（7月13日、MOODYZ）
- 人妻を粘着痴漢するストーカー老人 波多野結衣（7月18日、グローリークエスト）
- バイノーラル録音 勤務している会社で彼氏とオフィスでこっそりSEX 波多野結衣（7月25日、MAX-A）
- 悪魔嬢ヴァンパイア（7月25日、ROCKET）
- 美女3人の凄テク回春で極上射精ができて、そのうえ生中出しSEXで最後の一滴までザーメン搾り取ってくれる睾丸マッサージ店 羽生ありさ 波多野結衣 大槻ひびき（7月25日、セレブの友）
- 10分で2度抜き手こきサロン 2（7月25日、アロマ企画）
- マンズリ大好き巨乳淫語秘書 波多野結衣（8月1日、グローリークエスト）
- 出張先のビジネスホテルでずっと憧れていた女上司とまさかまさかの相部屋宿泊 波多野結衣（8月7日、マドンナ）
- 波多野結衣 PREMIUM BEST! 15作品 5時間（8月9日、V&R PRODUCE）※単体ベスト
- 人身売買パンスト狂宴 波多野結衣 麻里梨夏 羽生ありさ（8月19日、エーゲ/妄想族）
- 麻薬捜査官 ヤク漬け膣痙攣 Episode ZERO 波多野結衣（8月22日、アイエナジー）
- 背徳感を感じながらも… 眠る妹の隣で何度もハメられて…そのまま中出し 波多野結衣（8月23日、人妻花園劇場）
- 波多野結衣25時間33分ベスト 2（8月25日、セレブの友）※単体ベスト
- 佐倉絆 レズ4本番 超人気女優豪華共演スペシャル 佐倉絆 波多野結衣 枢木あおい あべみかこ 阿部乃みく（9月13日、Million）
- ローアングルでベストアングル連発!! じっくり仰ぎ見るパンチラ2 スリル満点!逆さ撮り編（9月14日、アロマ企画）
- 高級オイルエステ 人妻飲尿M覚醒レズ（9月15日、ピーターズ）
- 新・世界一早漏男 × 波多野結衣の金玉がスッカラカンになるまで発射し続ける連続ぶっかけ & 大量中出しSEX（9月19日、ROOKIE）
- 乳首が敏感なM男の乳首をひたすら責め続けたら気持ち良すぎて7射精!! 波多野結衣（9月25日、MAX-A）
- 私の彼氏（カレ）は疑似恋愛人形（メンズラブドール）2 波多野結衣（9月25日、セレブの友）
- えっちな巨乳お姉さんの淫語かたりかけぐちゅぐちゅ乳首イジリっ放しオナニー 2（9月26日、アイエナジー）
- 「ねぇ、今日はわたしの部屋に来てくれない?」 デカ尻な隣人2人に杭打ち騎乗位される毎日。2 篠田ゆう 波多野結衣（10月1日、MOODYZ）
- ～ある日、オヤジがレジェンドAV女優と再婚した～ セックスの天才姉妹に全力中出し誘惑され続けた僕。美谷朱里 波多野結衣 蓮実クレア 加山なつこ（10月1日、MOODYZ）
- 息子が連れて来た彼女は女学生 波多野結衣（10月7日、桃太郎映像出版）
- 同僚OL4人旅! 逆ナン中出し温泉旅行（10月11日、SCOOP）
- エレベーターの故障で2人っきり… 汗だく密着性交 波多野結衣（10月13日、MOODYZ）
- 加藤あやののデカ尻アナルをひびはたが責める3Pレズビアン 加藤あやの 大槻ひびき 波多野結衣（10月13日、セレブの友）
- 凄指技の睾丸マッサージ × 逆手オイル手コキ その3（10月14日、アロマ企画）
- リアルガチドキュメント 波多野結衣遂にブッチャケました! 二千本も出ててこんな気持ち初めてです（10月16日、MAXING）
- 「あっ! ナマで入っちゃった!」 オイル素股でマ○コにチ○ポを擦りつけてたら気持ち良すぎてヌルッと生挿入!! 中出しSEXまでヤッちゃったデリヘル嬢たち 9（10月17日、グローリークエスト）
- ケダモノ化した女上司に犯された一夜 波多野結衣（10月25日、痴女ヘブン）
- 絶倫仮面 仮面シスターマリア編（10月25日、GIGA）
- 波多野結衣 まるごとレズビアンSEX1122分（10月25日、セレブの友）※単体ベスト
- 秘書氷室の淫乱ミッドナイト アレク 波多野結衣（10月31日、GIRL'S CH）※女性向け作品
- ドМ社長は秘書に犯されたい アレク 波多野結衣（10月31日、GIRL'S CH）※女性向け作品
- 魔性年 鬼っ子達がヒステリック主婦を更生姦 波多野結衣（11月7日、グローリークエスト）
- 強制連射ハーレムソープ～2人の嬢に惚れられて無限発射二輪車サービスでどちらが気持ちイイか決めなくてはいけないボク。～ 波多野結衣 君島みお（11月7日、PREMIUM）
- 一般素人男性モニタリング企画 街頭インタビュー中にナイショでご本人登場!! 波多野結衣 篠田ゆう 紺野ひかると素人さんがご対面中出しSEX（11月8日、Million）
- ズッ友の美女3人が彼氏とのSEXトークで盛り上がり学生時代の先生を痴女責めで懲らしめた話 波多野結衣 大槻ひびき 加藤あやの（11月13日、セレブの友）
- 「いつもこんな撮影だったらイイのに!」出演作2千本超えの波多野が唯一本音を出せる現場で素のままで感じまくった（11月16日、MAXING）
- 波多野結衣 6枚組BOX（11月21日、グローリークエスト）※ボックスセット
- 特命人事部長 田中 ～情報と愛液がダダ洩れ美乳女子社員を征伐～ 長瀬広臣 波多野結衣（11月21日、GIRL'S CH）※女性向け作品
- こっそりノーパンノーブラお姉ちゃん達に一斉攻撃で誘惑されちゃったボク。晶エリー 波多野結衣（11月25日、痴女ヘブン）
- 山井すずのデカ尻アナルをひびはたが責める3Pレズビアン 山井すず 大槻ひびき 波多野結衣（11月25日、セレブの友）
- 波多野結衣 Madonna's Best 4枚組 16時間 ’世界のハタノ’が演じた背徳ドラマ14作品!!（12月7日、マドンナ）※単体ベスト
- マンションの隣人が波多野結衣 篠田ゆう 紺野ひかるだったこと。そして家にやって来た彼女らとなぜか突然セックスをすることになった話。（12月13日、ヒメゴト）
- 手コキ 淫語 騎乗位 焦らしまくりでなかなか射精させてくれない受け身男性専用出張デリヘル（12月13日、BAZOOKA）
- スマート・セックス・ライフ 究極の実践テクニック【愛撫編】 （12月13日、NAGIRA）
- スマート・セックス・ライフ 究極の実践テクニック【挿入編】（12月13日、NAGIRA）
- 同性愛者の先輩に狙われてSEXしてしまった私… 大浦真奈美 波多野結衣（12月25日、セレブの友）
- 彼氏をチェンジする三姉妹 山井すず 波多野結衣 大槻ひびき（12月25日、セレブの友）
- 美少女中出し島 10周年大感謝祭スペシャル!! 超ハイテンション中出し大乱交（12月25日、本中）

- 家事代行さん…!! SEXがしたいです…（1月1日、熟女大学/熟女卍）
- 社長の息子のHな社会科見学 2 波多野結衣 紺野ひかる 山井すず（1月2日、グローリークエスト）
- 出世できないダメ男 × No.1風俗嬢 愛し合うウエディング生中出しSEX 3 波多野結衣（1月13日、セレブの友）
- 魅惑誘惑ヤラせてくれる猥褻美容室 波多野結衣（1月16日、MAXING）
- スマート・セックス・ライフ こんなセックスは嫌われる 間違いだらけのセックスプレー（1月17日、NAGIRA）
- 甘えん坊新妻の子作り中出し性活 波多野結衣（1月25日、MAX-A）
- 世界のハタノ進化し続けるフェラ240分60連発 2013年から2019年までのフェラ厳選収録（2月1日、MOODYZ）※単体ベスト
- 2人だけの秘密。あの台風の日、ボクが先生の家に泊まって何度も中出しセックスをしたことは…。波多野結衣（2月7日、PREMIUM）
- みひなのデカ尻アナルをひびはたが責める3Pレズビアン みひな 大槻ひびき 波多野結衣（2月13日、セレブの友）
- 一徹が貴女のワガママな性欲、解放します ～オーダーSEX～【オーダー】ハードなのに気持ち良いSEXをしたい! 一徹 波多野結衣（2月13日、GIRL'S CH）※女性向け作品
- 道化師の女 波多野結衣（2月19日、バミューダ/妄想族）
- 波多野結衣の性感帯を探し感じさせてHする「素」の中出しSEX（2月25日、MAX-A）
- 波多野結衣を本気で酔わせてみる1日呑んだくれAVドキュメント!（2月25日、セレブの友）
- 声出したら中出し! 美少女孕ませきもだめし林間学校（2月25日、本中）
- 波多野結衣BEST!!! 平成で最も売れた世界のハタノ究極コレクション（3月7日、桃太郎映像出版）※単体ベスト
- 私たち男子禁制のシェアハウスに住んでるけど男連れ込んで顔射SEXしてます みひな 波多野結衣 大槻ひびき（3月13日、セレブの友）
- 嫉妬心に狂って不倫をしてしまった人妻たち -看護師長の夫を誘惑するナース- 波多野結衣（3月27日、人妻花園劇場）
- 僕のねとられ話しを聞いてほしい 町工場の経営難で恩師に援助を頼んだら代わりに泣く泣く寝盗られた妻 波多野結衣（4月7日、JET映像/卍GROUP）
- 三世代近親相姦 II 波多野結衣 島津かおる 大原りま 聖祐那（4月16日、グローリークエスト）
- 非情のアナル開発によって彼女の目の前でメスイキしてしまったボクの話 波多野結衣（4月25日、痴女ヘブン）
- レズに目覚めた新人OLそっちのけで女上司2人が杭打ちしまくるおあずけ騎乗位ペニバンレズ 大浦真奈美 蓮実クレア 波多野結衣（5月19日、レズれ!）
- 露出・輪姦・ぶっかけ願望に憑りつかれた女 波多野結衣（6月11日、グローリークエスト）
- 浮気と中出しが大好き!! 超ヤリマンな僕の彼女 波多野結衣（6月25日、MAX-A）
- 逆4P痴女テクでイカせてやんよ! 波多野結衣が男潮を吹かせながら乳首責めで大槻ひびきが絶頂させトドメのアナル責めで蓮実クレアが犯す 完全射精フォーメーション（6月25日、痴女ヘブン）
- ワルプルギスの虜 狐眼の鬼 波多野結衣（7月19日、バミューダ/妄想族）
- シャドウガール陥落 ゲキシャ魔人 トクダーネ編（7月24日、GIGA）
- 巨乳デリヘル 波多野結衣（7月25日、ゲインコーポレーション）
- 嫁の連れ子に嫁との激しいセックス見せつけたらママの真似をしたがったので中出し子作りごっこした 久留木玲 波多野結衣（8月1日、MOODYZ）
- 強制受胎闇市場 3 波多野結衣（8月7日、アタッカーズ）
- 危険日直撃!! 子作りできるソープランド 22 波多野結衣（8月13日、Mr.michiru）
- 神メガネOL 波多野結衣 眼鏡OLスーツの美脚を包んだ生ナマしいパンストを完全着衣でムレた足裏からつま先を味わい尽くす! 時には顔騎や足コキ、時には中出し、時にはお尻にコスってぶっかけとやりたい放題! 発情させられた女の変態調教絶頂プレイを楽しむフェチAV（8月13日、親父の個撮）
- 催淫洗脳された媚肉女たちは更に淫乱ビッチになっていた 晶エリー 加藤あやの AIKA 波多野結衣（8月13日、ダスッ!）
- 「来年、3人でまたピクニック行こうね…」 息子の手術費用を稼ぐために、愛する妻が1年間資産家の肉便器になる契約を結びました。波多野結衣（8月19日、ミセスの素顔/エマニエル）
- お尻大好きしょう太くんのHなイタズラ 波多野結衣（8月20日、グローリークエスト）
- 絶対本番できる生中出し風俗嬢 波多野結衣（8月25日、MAX-A）
- 着衣のまま強制挿入してくる痴女のパンスト騎乗位（9月17日、グローリークエスト）
- 一般素人男性モニタリング企画 街頭インタビュー中にナイショでご本人登場!! 波多野結衣 里美ゆりあ 晶エリーと素人さんがご対面中出しSEX（10月9日、Million）
- 世界一メスイキさせるハードなドライオーガズムの世界 波多野結衣（10月19日、ROOKIE）
- 美女三人に囲まれ 聖水トリプル痴女ハーレム エロ汁ビチャビチャかけられながら何度も射精させられる! 波多野結衣 大槻ひびき 篠田ゆう（10月25日、痴女ヘブン）
- 乳首自慰エクスタシー（10月25日、セレブの友）
- 欲求不満お姉さんと射精大好きマサオ君がまさかの相部屋! 明日お迎えが来るまでホテルでオネショタ中出しヤリまくった…! 波多野結衣（11月1日、ワンズファクトリー）
- メスイキ病棟非情のドライオーガズム逆痴漢ナース 波多野結衣 蓮実クレア 晶エリー AIKA（11月1日、MOODYZ）
- 波多野結衣 × みひな 酔うとエロくなる二人が一緒にお酒を飲んだら…本気で求め合う密着濃厚レズSEXが見れた!（11月13日、セレブの友）
- レースクイーンラバーズ アメイジング 黒川すみれ 高坂あいり 波多野結衣 凛音とうか（11月13日、ミル）
- ながえ監督が見せる 3つのねとらせ（11月25日、ながえSTYLE）
- 夫には絶対見せられない白昼の絶叫 ～絶倫整体不妊治療師～ 波多野結衣（11月27日、NAGIRA）
- 波多野結衣ベスト（12月4日、h.m.p）※単体ベスト
- 僕のことが大好きなママと、クラスで一番美人な友達のママで行った二泊三日の混浴温泉旅行 波多野結衣 よしい美希（12月17日、グローリークエスト）
- レズ解禁 義姉に恋した私 辻井ほのか 波多野結衣（12月24日、アイエナジー）
- 会えない女上司とリモート調教で相互オナニーを続けた30日間とその後、欲望をぶつけ合い中出しセックスした。波多野結衣（12月25日、本中）
- 波多野結衣 × あおいれな 酔って本音で語る二人が愛し合ったら… 本気で求め合う密着濃厚レズSEXが見れた!（12月25日、セレブの友）

- 夫の出張中に… 人妻NTR ～変質的な管理人に●され続けた26時間～ 波多野結衣（1月1日、MAX-A）
- 夫には言えない白昼の不倫調教 あの日あなたが街で見かけた美人妻は数日後… 波多野結衣（1月7日、アタッカーズ）
- 一般男女モニタリングAV 特設マジックミラー部屋でラブラブ大学生カップルが男女に別れてAV女優 & 男優の凄テクイキ我慢に挑戦!!

（1月7日、DEEP'S）
- 世界中の男を虜にする波多野結衣×素人男子大学生（彼氏）/（彼女）素人女子大生 × デカチン激ピストン男優 編（1月7日、DEEP'S）
- 濡れてテカってピッタリ密着 神競泳水着 波多野結衣 ロリ可愛い女子の競泳水着姿をじっとりと堪能! 着替え盗撮から始まり貧乳から巨乳にパイパン、ハミ毛、ジョリワキ等のフェチ接写やローションソーププレイや競泳水着ぶっかけ等を完全着衣で楽しむAV（1月8日、親父の個撮）
- 波多野結衣の街頭ガチ口説きレズナンパ！同性愛SEXで気持ち良くなってみませんか…?（1月13日、ダスッ!）
- パンスト妄想脚 Wキャスト 波多野結衣 森沢かな（1月13日、ミル）
- 男は嫌いだけど、おちんちんは大好き。高身長美女のペニクリを奪い合うレズビアン 牧野詩音 波多野結衣 大槻ひびき（1月13日、ダスッ!）
- 妻の学生時代の元担任教師のスマホを覗いたら、妻とハメ撮りしてる動画が大量に保存してあった 波多野結衣（1月19日、ミセスの素顔/エマニエル）
- 有名AV女優の一般素人男性逆ナンパ企画 ワタシたち’フェラチオのプロ’極上フェラをひぃひぃ言いながら1時間耐えてみませんか?（2月12日、Million）
- 私は快楽狂いのド淫乱オナニスト11 波多野結衣（2月13日、セレブの友）
- REQUEST 究極美女 波多野結衣（2月16日、MAXING）※単体ベスト
- 部屋結界 × NTR ～この家族は全てワシの思うがままじゃ イヒ!～ 波多野結衣 葵百合香 七瀬もな（2月25日、SODクリエイト）
- 波多野結衣GOLDEN BEST 20本番× 4時間（3月1日、MAX-A）※単体ベスト
- S級美熟女ベスト 波多野結衣 4時間 スレンダー巨乳マドンナ（3月7日、Mellow Moon）※単体ベスト
- 一般素人男性モニタリング企画 街頭インタビュー中にナイショでご本人登場!! 波多野結衣 渚みつき AIKAと素人さんがご対面中出しSEX（3月12日、Million）
- めがねをかけたオンナはエロい! 3SEX激本番!! 2 波多野結衣（3月13日、セレブの友）
- 女が女をガチイかせ! あおいれなのレズSEX（3月13日、セレブの友）※主演はあおいれな。波多野はレズの相手役として出演。
- カメラを一切止めません! 望月あやかノンストップレズビアン地獄責め! 望月あやか 波多野結衣 あおいれな（3月25日、セレブの友）
- 女性経験ゼロの童貞オトコノ娘が初めてのおま○こ挿入でAVデビュー! 桃の木ゆな 波多野結衣 桃菜あこ（3月25日、TRANS CLUB）
- 二人の痴女お姉さんの本当にあったエッチなお話 大槻ひびき 波多野結衣（4月1日、プラネットプラス/七狗留）
- ベテラン女優・波多野結衣がやりたい事だけを撮影してみた（4月25日、セレブの友）
- 男の子（チ○ポ）も好き女の子（マ○コ）も好き 新人インテリで性格の良いバイセク美少女中出しAVDEBUT 堀いずみ（4月25日、本中）※主演は堀いずみ。波多野結衣は一部コーナーに出演。
- 悶絶くすぐり地獄（5月1日、バミューダ）
- コンビニ本部の女 5 波多野結衣（5月7日、JET映像）
- ドスケベBODYの勝気な女社長とHなご子息 波多野結衣（5月20日、グローリークエスト）
- メガネをかけるとお漏らしして発情するメスイキ女 3 波多野結衣（5月25日、セレブの友）
- 仮面夫婦 ～騙す女と騙される女～ 波多野結衣（6月1日、MAX-A）
- まるっと! 波多野結衣（6月1日、プラネットプラス）※単体ベスト
- 「それでも私は… 好きじゃない」 大嫌いな同僚の女に犯されて… 舞原聖 波多野結衣（6月7日、ビビアン）
- お見舞いに来てくれた叔母さんの無防備な胸元から覗くおっぱい（巨乳）を見て禁欲チ○ポが即勃起! 献身的な騎乗位で精子を全部絞り取る巨乳叔母さん（6月17日、グローリークエスト）
- 波多野結衣の街頭ガチ口説きレズナンパ! 同性愛SEXで気持ち良くなってみませんか…? Vol.2（6月25日、セレブの友）
- 淫妻濃交 煩悩全開リアル中出しセックス 波多野結衣（7月1日、MAX-A）
- 相部屋でメスイキ筆おろしハーレム! 2人同時に乳首・亀頭・前立腺責め快楽拷問 篠田ゆう 波多野結衣（7月1日、ワンズファクトリー）
- 涙のノンストップ激イカせSEX 11 波多野結衣（7月25日、セレブの友）
- 橘芹那を痴女るwith波多野結衣・望月あやか!! ニューハーフ橘芹那をレジェンド女優の波多野結衣と望月あやかが痴女りまくるドキュメント作品!（7月25日、TRANS CLUB）
- 最近、格闘技にハマりだした意地悪お姉ちゃんの 脇汗たっぷりフェイスロック反撃脇クンニで猛犬ペロペロかましたらHな吐息が漏れてきて…（8月1日、MOODYZ）
- ママのリアル性教育 波多野結衣（8月5日、グローリークエスト）
- 波多野結衣と望月あやかが痴女る!（NH版）with 橘芹那 数多の男たちを絶頂させてきた淫乱女優二人が精子枯れ果てるまでNHを責めまくる!（8月25日、セレブの友）
- おしっこ114連発 98人（9月2日、グローリークエスト）
- 色気ムンムン人妻がこっそり誘惑 NTR & 逆NTRセックス 波多野結衣[65]（9月7日、MAX-A）
- 僕の思い通りになる性処理人形を飼育してみた vol.5 波多野結衣（9月14日、セレブの友）
- 不良生徒の巣に堕ちた美人教師 波多野結衣（9月16日、グローリークエスト）
- ギャル2人がラブホで彼氏スワップ セクテク競い合いザー汁搾り尽くすチ○ポが持たないハーレム痴女3P REMI 波多野結衣（10月5日、ワンズファクトリー）
- 仮面夫婦 完全版 最終章 寝取り寝取られる快感に目覚め快楽に溺れる変態夫婦達 大槻ひびき 波多野結衣（10月5日、MAX-A）
- 色白デカ尻の家事代行おばさんに即ハメ! デカチンの虜になった人妻が翌日勝手に押しかけてきたので満足するまで何度も中出ししてあげた 8 波多野結衣（10月19日、DEEP'S）
- トリプル痴女OLハーレム 欲求不満お姉さんたちの3点責めコンビネーションで何度も何度も中出しさせられる! 香椎花乃 波多野結衣 木下ひまり（10月19日、PREMIUM）
- 痴女タクシードライバー 2 ～チ○コをむさぼる淫乱すぎる痴女ドライバーの運行記録! 波多野結衣（10月26日、セレブの友）
- 逆3Pハーレム痴女Special アナタの乳首とチ●ポをこねくり犯して何度も、何度も、射精せてアゲル 波多野結衣 大槻ひびき（10月26日、痴女ヘブン）
- 一人旅で狙われた乳房 レズビアンいいなり温泉旅行 北野未奈 浜崎真緒 波多野結衣（11月9日、ビビアン）
- 「やっぱり私、オトコなしでは…快楽なしでは生きられないの…。」伝説の痴女妻風俗嬢 波多野結衣（11月12日、人妻花園劇場）
- 男をいじめると感じる女子は実在する! 4 ～チ○コを責める度にマ○コからは熱い汁が滲みでるド変態痴女! 波多野結衣（11月24日、セレブの友）
- プライベートで波多野結衣をハメドリッ!（12月7日、MAX-A）
- どっちも好きで選べない! 可愛すぎる2人が俺のチ○コを奪い合うヤリまくり性活!! 紺野ひかる 波多野結衣（12月7日、MAX-A）
- ヤリマンワゴンが行く!! ハプニング ア ゴーゴー!! AIKAと波多野結衣とリズの珍道中～カリスマギャル再降臨!! 世界のSPゲストとタッグで精子搾りとり伝説!～（12月7日、桃太郎映像出版）
- S級熟女 ベストセレクション 波多野結衣（12月20日、STAR PARADISE）※単体ベスト

- W Ma○ko Device Bondage 鉄拘束マ○コ拷問 波多野結衣 大槻ひびき（1月4日、グローリークエスト）
- 昼の上司は夜の奴隷 波多野結衣（2月1日、グローリークエスト）
- 夫婦で挑戦! 波多野結衣の凄テクで夫が2回イカされたら妻が寝取られナマ中出しSEX!（2月15日、はじめ企画）
- A moment of bliss ～大好きな2人との最高のレズ～ 百永さりな 大槻ひびき 波多野結衣（2月15日、ピーターズMAX）
- 時間を止める力を持ったド淫乱痴女! 波多野結衣 ～その力を利用して男達を何回も射精させた!（2月22日、セレブの友）
- サービス過剰なしたがり人妻姉妹整体師 秋吉さゆり 波多野結衣（2月22日、NAGIRA）
- ケツ穴のシワまで丸見えにして、アナタだけに見せつけるオナニーで激イキする15人の女たち!（3月8日、セレブの友）
- 絶対本番禁止のデリヘル嬢にナマ中出し! 3  オイル素股でマ○コにチ○コを擦られてたら気持ち良すぎて思わずヌルっとナマ挿入! ダメよイヤよと嫌がりながら中出しされちゃうボイン嬢（4月5日、グローリークエスト）
- 人妻家政婦 NTR 勤め先の変態夫婦にハメられて私はピンクデンマでイキ狂う淫らなSEXのお手伝いさんになりました… 篠田ゆう 波多野結衣（4月7日、WildOne）
- 14年口説き続けて遂に実現! 黒人解禁 真・黒い衝撃 波多野結衣（4月26日、バミューダ/妄想族）
- MAX-A 30周年記念作品 18禁ハーレムハウス 咲野瑞希 最上一花 大槻ひびき 波多野結衣 浜崎真緒（5月3日、MAX-A）
- 波多野結衣 + 大槻ひびき + 推川ゆうり + 篠田ゆう 2枚組ハイパーベスト4時間36分（5月10日、セレブの友）※総集編作品。
- レズビアンに囚われた女潜入捜査官 吉岡ひより 波多野結衣 美咲結衣（5月10日、ビビアン）
- 妻との子どもが欲しいが僕が男性不妊だったので、精子提供者に直接中出ししてもらうことになった 波多野結衣（6月7日、ミセスの素顔/エマニエル）
- S級美熟女ベスト 波多野結衣 4時間 スレンダー巨乳マドンナ 2（6月14日、Mellow Moon）※単体ベスト
- 失われた恥毛 奇縄第十参章 波多野結衣（6月16日、バミューダ）
- 発情母 波多野結衣（7月5日、プラネットプラス/七狗留）
- ヤリマンワゴンが行く!! ハプニング ア ゴーゴー!! 波多野結衣と大槻ひびきとリズの珍道中 世界の交尾脳が淫度マシマシでカムバック! ひびはたコンビ最狂タッグで日本全土腰砕け性交計画（7月5日、桃太郎映像出版）
- どこでもおしっこ! 素人娘の大放尿38人 スロー再生でじっくり鑑賞できるマニア向け映像 6（7月12日、かぐや姫Pt/妄想族）
- いろいろなデニール数の黒タイツに挟まれたい… 踏まれたい… 絞められたい… 黒タイツOL脚ロック逆3P 波多野結衣 弥生みづき（8月2日、DEEP'S）
- 完全盗撮 同じアパートに住む美人妻2人と仲良くなって部屋に連れ込んでめちゃくちゃセックスした件。其の46（8月2日、変態紳士倶楽部）
- 波多野結衣 2枚組ハイパーベスト5時間01分（8月23日、セレブの友）※単体ベスト
- フルコース完全制覇 全体位中出しSEX 波多野結衣（8月23日、バミューダ/妄想族）
- ノーブラノーパン管理人をシェアするハウス 波多野結衣（9月5日、プラネットプラス/七狗留）
- ママ友の溜まり場 メスイキ中出しサークル ～新米パパの僕が完全メス化させられちゃった1日～ 乙アリス 浜崎真緒 大槻ひびき 波多野結衣（9月6日、MOODYZ）
- Extreme（過激な）オナニスト! 波多野結衣 ～9オナニー165分（9月13日、セレブの友）
- 身動きできずに動き続ける絶体絶命の美女 芋虫のように拘束された女達。（9月15日、バミューダ）
- トリプル痴女教師ハーレム 欲求不満センセイたちに愛されすぎて3点責めで何度も中出しさせられる! 尾崎えりか 波多野結衣 木下ひまり（9月20日、PREMIUM）
- 毎日嫁を喘がせているボクの絶倫チ○ポを奪い合う欲求不満なご近所ランジェリー人妻! 嫁不在中の逆5Pハーレム不倫 篠田ゆう 通野未帆 波多野結衣 大槻ひびき（9月20日、溜池ゴロー）
- 初レズ解禁! 本田瞳 with 波多野結衣（9月27日、セレブの友）
- 波多野結衣 BEST 完全版（10月4日、桃太郎映像出版）※単体ベスト
- 波多野結衣 The Ultimate Best 8時間（10月11日、セレブの友）※単体ベスト
- 雪をも溶かす激アツゲレンデナンパスペシャル（10月15日、ピーターズMAX）
- 絶対的上から目線で美巨乳痴女が淫語コントロール 射精を支配される究極主観JOI 波多野結衣（10月18日、Fitch）
- ノーパンナースが天使の微笑みでヌキまくる!! 人気でベッドが空かない連続射精HOSPITAL 篠田ゆう 波多野結衣 百永さりな（10月25日、Million）
- 大槻ひびき × 波多野結衣のレジェンドコンプリートBOX 8枚組23時間21分（10月25日、セレブの友）※未発表メイキング映像を収録したボックスセット。
- 黒人のデカマラに欲情を抑えきれないパパ活OLのびしょ濡れパイパンマ●コに濃厚中出しSEX 結衣 波多野結衣（11月1日、グローリークエスト）
- ドMな男の娘と痴女レズビアンのメスイキ性感アナルFUCK 浜崎真緒 波多野結衣 ちびとり（11月1日、ワンズファクトリー）
- 14人の『全身性感帯』オイルオナニー!（11月8日、セレブの友）
- ノーカットレズビアンライブ Special 波多野結衣 大槻ひびき 浜崎真緒 加藤ツバキ（11月8日、ビビアン）
- 大人の極上美女レズビアン 2 波多野結衣 × 枢木あおい（11月22日、セレブの友）
- いちゃラブ宅飲み濃厚べろちゅう密着せっくちゅ 波多野結衣が彼女になった日（12月6日、桃太郎映像出版）
- お色気P●A会長と悪ガキ生徒会 波多野結衣（12月6日、グローリークエスト）
- すけべで下品な親方が風俗嬢を悦ばせるため陰茎増大手術した魔改造25cm巨砲で術後の試し撃ちをされメロメロにされた僕の妻 波多野結衣（12月13日、JET映像）
- 波多野結衣 LESBIAN BEST ‘世界のハタノ’が魅せる超エロいレズセックス4時間!!（12月13日、ビビアン）※単体ベスト
- 縛り拷問 奴隷市場の宴 其の九 15人4時間（12月15日、バミューダ）
- 人妻の花びらめくり 波多野結衣（12月20日、人妻援護会/エマニエル）
- ～溢れる性衝動に溺れるオンナ～セックス・ドンナ 波多野結衣 2 激エロ・4SEX（12月27日、セレブの友）

- W淫語でチン媚びして擦り切れるまでセンズリぶっコかせてあげる! 波多野結衣 新村あかり（1月3日、グローリークエスト）
- これが最強の美魔女! たっぷり波多野結衣 デラックス（1月17日、マザー）
- 美熟女ヌード観察50人（1月24日、UMANAMI）
- 女体フェチ図鑑6完全全裸99人（2月14日、グローリークエスト）
- イチャLoveから中出し子作りまで結婚生活疑似体験 奥様代行デリバリー（2月14日、BAZOOKA）
- 潜入!! 噂のリンパマッサージ店 15「裏オプション、いかがなさいますか?」（2月16日、LEO）
- 淫絶股縄調教（2月16日、バミューダ）
- 母子交尾【上州月夜路】 波多野結衣（2月21日、RUBY）
- 秘書がプリケツすぎて我慢できない! 人妻であろうと関係なく社長命令と称して毎日中出し 波多野結衣（2月21日、ミセスの素顔/エマニエル）
- アナル舐められ波多野結衣 撮影前の発酵ケツ穴を嗅がれ舐めほじられリアル赤面イキ!! 尻穴ヒクヒク丸出しで肛門クンニを求め… アナル舐めさせ新境地SEX! おしっこマン汁が染み込んだ肛門シワまで味わってほしいと願った 世界のデカ尻レジェンド痴女（2月21日、DEEP'S）
- 波多野心療内科 洗脳レズビアン療法で貴女のお悩み解決します。波多野結衣 唯奈みつき 皆川るい 緒川はる 北乃ゆな（2月28日、セレブの友）
- 生贄凌辱監禁 檻の中の美女（3月1日、バミューダ）
- MM号特別編 仲良しAV女優2人組がイキ潮3000ml噴出チャレンジ! W潮吹きで連続イキした決壊オマ○コにデカチン激ピストン中出し! inザ・マジックミラー（3月7日、DEEP'S）
- 放課後の濡れ透けプール掃除、憧れの水泳部顧問と二人きり…。 波多野結衣（3月14日、マドンナ）
- 波多野結衣 + 推川ゆうり + 大槻ひびき 2枚組ハイパーベスト5時間17分（3月14日、セレブの友）※総集編作品。
- 潜入っ!! ●●駅北口から徒歩2分! これがウワサの闇リフレ!!（3月16日、LEO）
- 監禁され縛られた令嬢たち…（3月16日、九龍）
- 素人娘の全裸図鑑 29  今時の女の子13名が恥らいながら脱衣していく様子をじっくり撮影した、変態紳士のためのヘアヌードコレクション（3月21日、かぐや姫Pt/妄想族）
- マスク女子の卑猥なフェラチオ素人娘 3  12人（3月21日、かぐや姫Pt/妄想族）
- 波多野結衣 + 大槻ひびき アナルレズ限定 The Ultimate Best8時間（3月28日、セレブの友）※総集編作品。
- どこでもおしっこ！素人娘の大放尿30人 スロー再生でじっくり鑑賞できるマニア向け映像 7（4月4日、かぐや姫Pt/妄想族）
- 波多野結衣 BEST VOL.4（4月4日、グローリークエスト）※単体ベスト
- 超絶濃厚! 煩悩全開ねっとり中出しSEX12プレイ 波多野結衣（4月4日、MAX-A）※単体ベスト
- Extreme（過激な）オナニスト! 29 波多野結衣 2 ～10オナニー158分（4月11日、セレブの友）
- 近親素股プレイでハプニング!! 姉がセックスの伝授中にガマン出来ずにヌルンと挿入 3（4月14日、LEO）
- 酔っ払って帰ってきた妻が間違って隣人のゴミ部屋へ入ってしまい、僕と勘違いして中年オヤジに発情して中出しセックスした話 波多野結衣（4月18日、ミセスの素顔/エマニエル）
- 素人ナンパでセンズリ鑑賞 15  見るだけでいいんです! だからちょっと僕のチ●ポ見てもらえませんか?（4月18日、かぐや姫Pt/妄想族）
- 緑色肌メッシー美女 波多野結衣（4月20日、バミューダ）
- はじめてのNHレズセックス 人生初の筆下ろし、解禁。 柏木かなみ 波多野結衣 大槻ひびき（4月25日、ダスッ!）
- 「これで終わりなんて許さない」精子が出なくなるまで責めまくる手加減知らずの痴女!! 波多野結衣（4月25日、セレブの友）
- 本当にあった全裸旅館 28  ネットの評判を過剰に意識しすぎた結果、行き過ぎたおもてなしで男の欲望のすべてを満たしてくれるエロ過ぎる温泉旅館に行ってきた! 波多野結衣 真矢みつき 足立める（5月2日、RUBY）
- 「もう… もうイってるってばぁぁぁぁ!」 大っ嫌いな義兄に夫のいない時間を狙われて死ぬほど何百回もイカされ何度も中出しされました。 波多野結衣（5月12日、人妻花園劇場）
- 入院生活が長過ぎておばさん看護師の透けパン尻でも余裕で勃起してしまう僕 7（5月12日、LEO）
- 母娘緊縛 親子丼調教 波多野結衣 花音うらら（5月16日、エムズビデオグループ）
- トリプル痴女ナースハーレム 欲求不満な看護師の3点責めコンビネーションで何度も何度も中出しさせられる! 西野絵美 木下ひまり 波多野結衣（5月16日、PREMIUM）
- オナサポ!! 女子○生 着衣で全裸で挑発的ダンス 4（5月16日、かぐや姫Pt/妄想族）
- 素人娘の全裸図鑑 30  今時の女の子12名が恥らいながら脱衣していく様子をじっくり撮影した、変態紳士のためのヘアヌードコレクション（5月16日、かぐや姫Pt/妄想族）
- 闇の飼育 晒された割れ目 波多野結衣（5月23日、バミューダ/妄想族）
- 膣内放尿される快感に目覚めてしまった私 波多野結衣（6月6日、MOODYZ）
- 令和の天才いっちゃん? 昭和の天才はたちゃん? AV界W天才痴女ハーレム!! 台本なんていらねぇよ! アドリブ淫語と凄テクで5秒で楽勝抜いてやんヨ 贅沢逆3P中出しスペシャル!! 波多野結衣 松本いちか（6月6日、MOODYZ）
- シコサポ!! エステティシャン波多野結衣のASMR囁き淫語で脳までトロける最高のオイルマッサージ（6月13日、MAX-A）
- ラッキーな胸チラを発見し、気づかれないように見てたけど、やっぱりバレてた?! 24 ～ヨガインストラクター編～（6月15日、LEO）
- 素人なのにディルドオナニーで激しく感じちゃう一般人娘 11（6月20日、かぐや姫Pt/妄想族）
- 「おばさんの下着で興奮するの?」 脱ぎたてのパンティで甥っ子の精子を一滴残らず搾りとる叔母 波多野結衣（6月27日、VENUS）
- 絶対領域 セクシーガールズバー痴女ハーレム 誘惑パンチラ美脚挟み撃ちで何度も射精させる卑猥サービス 大槻ひびき 波多野結衣 有岡みう 橘メアリー（6月27日、痴女ヘブン）
- 乳首びんびんどすけべスナックママ 高身長グラマラス美熟女の誘惑不倫営業（6月27日、かつお物産/妄想族）
- ノーハンドフェラは奴隷の証! 8 手を使わずにフェラチオする10人の素人娘（6月27日、かぐや姫Pt/妄想族）
- エロガキくんの夏休み ～シ○タ3兄弟が美人奥様に仕組んだ8つのイタズラ～ 波多野結衣（7月4日、グローリークエスト）
- たわわな胸元を見せつけ誘惑してくる上司の奥さん 波多野結衣（7月5日、プラネットプラス/七狗留）
- 男の全身を舐めまわして脳イキする痴女 波多野結衣（7月11日、セレブの友）
- 【個撮】どこでもフェラ 12 11人（7月11日、かぐや姫Pt/妄想族）
- この女確信犯!! 常連客が即入れ懇願!! 豹変オイルマッサージ 3（7月13日、LEO）
- MILU-バニーガール アメイジング（7月18日、ミル）
- 波多野とお風呂に入りませんか? 波多野結衣（7月20日、BOTAN）
- ‘INGO’ IN GOD ECSTASY 下品で卑猥な淫語を囁いて男達の下半身を支配する! スケベ痴女淫語 波多野結衣（7月25日、AVS collector’s）
- おマ●コとアナルがハッキリ見える 5  素人娘の超接写オナニー 11人（7月25日、かぐや姫Pt/妄想族）
- ケツ穴のシワまで丸見えにして、アナタだけに見せつけるオナニーで激イキする15人の女たち! vol.2（7月25日、セレブの友）
- 「絶対に擦るだけだからね…」 くびれ巨乳叔母さんの股間に素股でグリグリしつこく若硬ち○ぽを擦りつけてたら焦らされま○こが濡れすぎてまさかの先っぽヌルッと生挿入!! 痙攣イキする敏感膣に締めつけられ何度も連続中出し!! 波多野結衣（8月1日、LUNATICS）
- たった7時間2人っきりにしてみたら… 結果、12発セックスしてました。 波多野結衣（8月4日、ドリームチケット）
- Gカップ少女のレズ解禁ドキュメント。憧れと快感と緊張とほんの少しの不安の中でGカップ美巨乳の少女はレズの匠に囲まれてイキまくる 花柳杏奈 波多野結衣 推川ゆうり（8月8日、ビビアン）
- お姉さんの巨尻が猥褻過ぎて秒殺で悩殺!! 2 波多野結衣（8月15日、MARRION）
- トリプル逆バニー風俗マンション 中出し放題! 追撃男潮! チ○ポバカになるまで精子搾られる! 木下ひまり 浜崎真緒 波多野結衣（8月15日、PREMIUM）
- 「一切しゃべるの禁止!」 どうしても漏れるアエギ声と濡れたマ○コの音響くSEX 波多野結衣（8月22日、セレブの友）
- 浮気調査ハーレム痴女 Wデカ尻お仕置き逆レイプ 強制焦らし・追撃射精杭打ち騎乗位中出し 波多野結衣 弥生みづき（8月22日、本中）
- 美神降臨! これが史上最高峰女優の競演! 北条麻妃 & 波多野結衣（8月29日、マザー）
- 隣に住んでる綺麗なお姉さんがじつはド淫乱のシ●タコンだった件 波多野結衣（9月5日、MAX-A）
- 観れば必ずイカせる男にチェンジ! ヌキながら学べる魔法の絶頂メソッドHow to SEXセミナー 基礎編 弥生みづき 波多野結衣 乙アリス さつき芽衣（9月5日、MOODYZ）
- 嫁の母親 バカ嫁が浮気して出てったので嫁の母親を呼びつけて抗議したら… 「娘がごめんなさい… 戻るまで家のこと私が代わりにしますから…」 なんて言うもんで嫁の代わりに色々やらせた件 波多野結衣（9月12日、JET映像）
- 拘束絶頂 ～身動きが取れない状況で痙攣イキするえっちなオマ○コ 波多野結衣（9月16日、MAXING）
- Red Dragon 大槻ひびき 波多野結衣（9月19日、ゴールド/妄想族）
- 性欲絶倫主婦中出し懇願裏バイト 波多野結衣（9月20日、プラネットプラス/七狗留）
- 美尻と魔性の微笑みで僕を誘惑する人妻パーソナルトレーナー 逆NTR 波多野結衣（9月26日、マドンナ）
- Extreme（過激な）オナニスト! 52 波多野結衣 3 ～9オナニー195分（9月26日、セレブの友）※単体ベスト
- 宅配トラブルにご注意! 服の上からでもわかる人妻の大きなお尻に我慢できなくなり、連日生挿入して中出しした悪徳運送屋 波多野結衣（10月17日、ミセスの素顔/エマニエル）
- 観れば必ずイカせる男にチェンジ! ヌキながら学べる魔法の絶頂メソッドHow to SEXセミナー応用編 弥生みづき 波多野結衣 乙アリス さつき芽衣（10月17日、MOODYZ）
- S級熟女コンプリートファイル 波多野結衣 6時間 其之四（10月24日、VENUS）※単体ベスト
- 数多くの男をつかんで離さない、本気のアヘ顔4SEX 波多野結衣（10月24日、セレブの友）
- 手加減ナシ! 容赦ナシ! マシンバイブで強制激イキオナニー14選!（10月24日、セレブの友）
- ノーハンドフェラは奴隷の証! 9 手を使わずにフェラチオする11人の素人娘（10月24日、かぐや姫Pt/妄想族）
- とある理由で会社のカネを横領し蒸発した夫の代わりに畜生上司に体を捧げ身も心やさぐれて廃人になった人妻 波多野結衣（10月31日、マザー）
- わがままの多い小悪魔スイート彼女 波多野結衣（11月14日、セレブの友）
- 透けパン桃尻NTR ゴミ屋敷の掃除に来た弟嫁のぷりけつに後ろからずぼっと鬼ピストン孕ませ中出し! 波多野結衣（11月14日、JET映像）
- 「ねぇ、キミは誰に喰べられたい?」 M男もダサ男もヤリチンも、とにかく男とパコりたい!! チ●ポあるだけズボ抜きしちゃう凄テクハーレム3姉妹! 橘メアリー 新村あかり 波多野結衣（11月14日、Million）
- どこでもおしっこ! 素人娘の大放尿33人 スロー再生でじっくり鑑賞できるマニア向け映像 8（11月21日、かぐや姫Pt/妄想族）
- 悪魔的スローな射精コントロール じっくり肉棒ペットを弄ぶ肉感痴女 波多野結衣（11月21日、Fitch）
- 鬼畜ドS男をドM男に調教 どんな男も手懐ける凄腕 波多野結衣（11月23日、AEGEAN）
- 新・麗しの熟女湯屋 濃厚ねっとり高級ソープ 波多野結衣（11月28日、グローバルメディアエンタテインメント）
- 縛り拷問覚醒 高慢な女上司が縄地獄で発狂 波多野結衣（11月28日、バミューダ/妄想族）
- 頭もチ〇ポもバカにさせてやんよ!  嘘つきM男を追い詰める1日監禁パニックルーム! おしっこ・飲尿・メスイキ・レズ・大乱交 最狂女ハーレム中出し!! 波多野結衣 浜崎真緒 望月あやか 新村あかり 岬あずさ（11月28日、本中）
- 剃毛遊戯 03 陰毛を剃って割れ目を暴く!（12月1日、バミューダ）
- セクハラママさんバレー! 7 ハイレグブルマ姿の人妻9人が挑む過酷なエロトレーニング（12月5日、かぐや姫Pt/妄想族）
- 出会い系で出会った美女が自分の彼女のママだった!? 質問攻めにあったあげく折角ならとおち○ぽの具合まで調べられることに…! デカ尻ママの性欲解消騎乗位で搾り取られる共犯中出しSEX（12月8日、ホットエンターテイメント）
- 波多野結衣の金玉遊戯 ～急所徹底凌辱～（12月19日、犬/妄想族）
- 銀粉快楽人形 波多野結衣（12月28日、バミューダ）
- 悶絶くすぐり地獄 04（12月28日、バミューダ
- 呼び出されるのは、いつも決まって昼休み。なのに… 射精は9時間後。しかもそれから直後責め。そして結局、連射セックス 波多野結衣（12月29日、ワープエンタテインメント）

- マジックミラーオープンハウスで波多野結衣が素人夫を寝取りドキュメント!!（1月23日、溜池ゴロー）
- 素人娘の全裸図鑑 33  今時の女の子12名が恥らいながら脱衣していく様子をじっくり撮影した、変態紳士のためのヘアヌードコレクション（1月23日、かぐや姫Pt/妄想族）
- 雨の日に濡れた身体で欲情しまくる人妻 波多野結衣（1月25日、hawaii）
- ローレン花恋 レズ解禁 ～エステ店は百合の花園～ ローレン花恋 波多野結衣（1月25日、アイエナジー）
- 濃蜜レズはお好きですか? ～波多野結衣レズビアン集～ 1160分8枚組BOX（1月30日、セレブの友）※単体ベスト
- 波多野結衣 & 川上ゆうスペシャル310分 6セックス（1月30日、マザー）※波多野と川上ゆうの映像を収録した総集編作品。
- 裏オプの女王!! 2男を確実にイカせる妙技と未体験オプションの数々!! これがリフレ嬢の匠の技だっ!!（2月8日、LEO）
- ワルプルギスの虜 悪魔の木馬 波多野結衣（2月27日、バミューダ/妄想族）
- 波多野結衣 未公開完全撮り下ろし2SEX & スーパーベストBOX 651分 5枚組（2月27日、セレブの友）※単体ベスト
- W光沢ハイレグ痴女 波多野結衣 君島みお（2月27日、ミル）
- 発情したら止まらない! 我慢できない素人娘の緊迫トイレオナニー（3月1日、OFFICE K’S）
- NTR旅行 子作り目的で泊まった旅館で排卵日の妻が鬼酷男子大学生たちに中出しされまくった 波多野結衣（3月5日、ミセスの素顔/エマニエル）
- 泣きジコりNTR 夢やぶれて田舎へ帰る浪人生が下宿先の人妻と別れを惜しんで泣きながらSEXしまくった話 波多野結衣（3月12日、JET映像）
- 会社の飲み会後に、突然の大雨に遭遇し、先輩の家に緊急避難 既に酒に酔っていた先輩が、自分の家についた安堵感からか、無防備な姿で胸の谷間や下着姿をあらわに。濡れ肌がエロさを加速させ、自然勃起してしまった僕のチ○コを見た先輩が、まさかの展開で…（3月12日、SCOOP）
- 東京カウントダウン VOL.02（3月15日、ピーターズ）
- ヨガウエアW痴女 波多野結衣 君島みお（3月19日、ミル）
- ド淫乱で男たちを歓喜させる生挿入3SEX 波多野結衣（3月26日、セレブの友）
- 1日中セックスしよッ! 朝から晩まで、いつでもどこでも本能のままSEX三昧!! 波多野結衣（4月2日、MAX-A）
- MOODYZファン感謝祭 バコバコバスツアー2024 AV男優発掘＆育成スペシャル!! AV男優を目指す素人16名とAV女優16名の1泊2日大乱交ツアー!（4月2日、MOODYZ）
- デカチン近親相姦 息子の硬くソリ返るズル剥けチ●ポにねとられた母 波多野結衣（4月9日、JET映像）
- 緊縛調教妻 土地買収のため奮闘する不動産業者の若妻。交渉難航する温泉宿オヤジの罠に堕ちて… 波多野結衣（4月9日、グローバルメディアアネックス）
- アナルで発情! ～本能で感じる! 美女があえぎ狂う快感レズビアン～ 2 波多野結衣 望月あやか（4月9日、セレブの友）
- ノーハンドフェラは奴隷の証! 11 手を使わずにフェラチオする11人の素人娘（4月9日、かぐや姫Pt/妄想族）
- マッチングアプリで出会ったのはM性感で働く女王様だった! 『まずは身体の相性を確かめなくちゃ♪』なんて言われるがままに怒涛のド痴女責めでM男調教されカップル成立!?（4月11日、LEO）
- メモリアルヌードモデルの代役になったボクのビンビンに膨らんでいるチ●ポに目をつけて 愛液ダラダラ滴っている巨乳お姉さんが5分休憩の度に何度も何度もヌキ鎮めてきます… 波多野結衣（4月16日、MOODYZ）
- 僕の母は巨乳でデカ尻な上に、性に開放的だったので頼み込んで毎日汗だくセックスさせてもらってます…。 波多野結衣（4月16日、グローリークエスト）
- 素人なのにディルドオナニーで激しく感じちゃう一般人娘 12（4月16日、かぐや姫Pt/妄想族）
- 衝撃の黒人巨大チ○ポ!（4月26日、ワルハラ）
- 口の中の感触をじっくりと味わう、優しいスロ～フェラチオ (3)（5月1日、OFFICE K’S）
- How to学園 観たら【絶対】ナンパが上手くなる教科書AV 【マッチングアプリ攻略編】波多野結衣（5月14日、バレマンッ!!/妄想族）
- パワハラ気質で生理的にぜったい無理な夫の上司に同行した地方出張で悶絶の絶倫巨根で突かれまくった僕の妻が健闘むなしく翌朝までには快楽堕ちしてしまった……的な話です 波多野結衣（5月14日、JET映像）
- 【ハメログ】波多野結衣ちゃんにお酒を飲ませたらヤリマンオーラが全開だったのでそのままハメ撮りしちゃいました!（5月21日、チキチキカマー/妄想族）
- どこでもおしっこ! 素人娘の大放尿28人 スロー再生でじっくり鑑賞できるマニア向け映像 9（6月4日、かぐや姫Pt/妄想族）
- 波多野結衣におまかせあれ お悩みなんでも相談室 「包茎チェリー大学生の場合」（6月5日、プラネットプラス/七狗留）
- 不貞行為を発見した‘サレ妻’は「不倫された辛さを知ってほしいから…」と自宅に間男を呼んで夫の目の前で授かりSEXを見せつける 波多野結衣（6月6日、YONAKA）
- 「波多野結衣」を本気で酔わせたら～性欲暴走リアルSEXドキュメント（6月11日、セレブの友）
- 家計の為に仕方無く… ヌ～ドモデルをやらされ恥じらいながらもたっぷりと愛液を漏らしてしまう妻…… 波多野結衣（6月11日、JET映像）
- 恋人いちゃラブドキュメント 言わずもがなの最強美女と恋人契約! 波多野結衣ちゃんと1日イチャイチャデート（6月11日、パコパコ団とゆかいな仲間たち/妄想族）
- 夫の部下に言い寄られ… 自宅で裏切りのNTR 波多野結衣（6月16日、MAXING）
- アナルのシワの数までハッキリわかる! ノーモザイク連続絶頂アナル見せオナニー 26（6月20日、アイエナジー）
- ウーマナイザーオナニー 4  脚ピン! 腰浮き! マンビラかきわけクリトリスにグリグリ押し当て何度もクリイキしまくるAV女優21人（6月25日、グローリークエスト）
- アプリで知り合った結婚間近のGカップお姉さん ゆい（6月27日、First Star）
- 汗・潮・ネバネバ唾液が止まらない体液まみれ性交 波多野結衣（7月2日、MAX-A）
- 【逆・立場逆転!!】 見下していたお姉さん社員2名に童貞がバレて、W逆3Pわからせ痴女でオス人権剥奪されちゃったザコ上司の僕。 波多野結衣/森沢かな（7月2日、グローリークエスト）
- 波多野結衣 裏BEST 4時間（7月4日、バミューダ）※単体ベスト
- 男に餓える専業主婦 自宅で男を漁り くっさいザーメンを頂きまくる 頂き主婦 ゆいさん（7月9日、JET映像）
- 20代の頃の波多野結衣! ベストセックス20時間22分8枚組BOX!（7月9日、セレブの友）※単体ベスト
- 顔面騎乗オナニーでイキまくる14人の女優たち（7月9日、セレブの友）
- セクハラママさんバレー! 9 ハイレグブルマ姿の人妻10人が挑む過酷なエロトレーニング（7月9日、かぐや姫Pt/妄想族）
- 卑猥な舌使いで義父を誘惑するおしゃぶり大好き欲求不満妻 波多野結衣（7月16日、KSB企画/エマニエル）
- 夫婦で挑戦! 夫がAV女優の凄テクを20分我慢できたら賞金! イカされちゃったら妻が寝取られ中出しSEX!! 7（7月30日、はじめ企画）
- アルバイト（パート）先で知り合った10年アソコを舐められてないバツ2の熟女! 久々のセックスで1日でキツマンからガバマン!!（8月8日、LEO）
- 夜しか会えない巨根の彼と大人の密会ストーリー 深夜に互いを求め合うだけの濃密不倫SEX 波多野結衣（8月13日、JET映像）
- 初レズ解禁 ほろ酔いレズビアン 有栖舞衣 波多野結衣（8月13日、セレブの友）
- おマ●コとアナルがハッキリ見える7 素人娘の超接写オナニー 10人（8月13日、かぐや姫Pt/妄想族）
- 限界突破! 意識がぶっ飛ぶほどイカされまくる最高潮FUCK 波多野結衣（8月16日、MAXING）
- パンスト妄想脚アメイジング II（8月20日、ミル）
- オナサポ!! 女子○生 着衣で全裸で挑発的ダンス 7（8月27日、かぐや姫Pt/妄想族）
- マッスルバーでマッチョな男達の筋肉にうっとりジュンワリお股を湿らせねとられた妻 波多野結衣（9月10日、JET映像）
- 艶やかなグラマラス美女がハマる性感ぬるぬる絶頂オイルマッサージ 波多野結衣（9月16日、MAXING）
- 波多野結衣Gカップ 乳首感度を極限までぶち上げる乳首イキ開発おま●こ決壊お漏らしアクメ（9月17日、OPPAI）
- MOODYZファン感謝祭バコバコバスツアー2024完全版 バコバス7時間50分 + うらバコ4時間 + 未公開シーン収録13時間（9月17日、MOODYZ）
- 波多野結衣 緊縛育成Special（9月24日、ブラックドッグ/妄想族）
- 角オナニー 擦り付けたら止まらない 8 11人（9月24日、かぐや姫Pt/妄想族）
- 映画撮影で寝取られてしまった最愛の妻。 波多野結衣（10月1日、グローリークエスト）
- 芸歴46年（合計）の凄テクを我慢できれば生★中出しSEX! AIKA 波多野結衣 大槻ひびき（10月1日、ワンズファクトリー）
- ヤリマンワゴンが行く!! ハプニング ア ゴーゴー!! AIKAと大槻ひびきと波多野結衣とリズの超珍道中 痴上最嬌の3美女たちと行く! 地球上で最もエロいオーバードライブセックス（10月1日、桃太郎映像出版）
- 演技演出一切なし! 照れて惚れるハメ撮り丸一日デート 3 波多野結衣（10月8日、セレブの友）
- 夫婦交換スワッピング 旦那が嫉妬するほど他人に抱かれて喘ぐ妻たち 波多野結衣 黒木れいな（10月8日、JET映像）
- 裏切りの女捜査官「そう… 私が二重スパイ」 媚薬オイル拷問! 拘束キメセク中出し! 無限アクメ潮吹き! 快楽堕ちさせてコチラ側に取り込むことにした… 波多野結衣 大槻ひびき（10月15日、MOODYZ）
- ブーツの美魔女とナマ交尾 即ズボチ〇ポの快感に美貌が蕩ける… ゆいさん35歳（10月15日、有閑ミセス/エマニエル）
- どこでもおしっこ! 素人娘の大放尿25人 スロー再生でじっくり鑑賞できるマニア向け映像 10（10月22日、かぐや姫Pt/妄想族）
- 愛する夫と住むこの家で、私は毎日不倫をしています 波多野結衣（11月5日、プラネットプラス/七狗留）
- ニューハーフギャルOLをペニクリこねくりハラスメント! W痴女上司M調教メスイキ挟み撃ちアナルFUCK! 一ノ瀬ラム 波多野結衣 大槻ひびき（11月5日、ワンズファクトリー）
- 精子好き女子のエロ活フェラ抜きマッチング 3（11月5日、MAX-A）
- 失楽園性交ー繰り返す密会、深まる愛… 禁断不倫ー 波多野結衣（11月8日、人妻花園劇場）
- ニューハーフのペニクリを痴女が焦らし寸止めで虐め抜く! 西野めぐ 波多野結衣（11月12日、グローリークエスト）
- 妻が寝取られている現場に遭遇したのに僕は何もできず、ただ妻が何度もイかされるのを黙って見ていた 波多野結衣（11月19日、ミセスの素顔/エマニエル）
- 診察中にフル勃起チ●ポを見せつけられた皮膚科の美人女医 波多野結衣（11月19日、ムラムラ総合病院/妄想族）
- 女王様の淫行オフィス 波多野結衣（11月19日、バミューダ/妄想族）
- 一夜限りの激レアタイム!! 乱痴気ガール波多野結衣 & AIKAがファンの理想なプレイをリアル化します!!（11月19日、チキチキカマー/妄想族）
- Wセレブ妻 抑えられない衝動、性欲 ～ママ活アプリで出会った年下男と不貞中出しセックスに溺れた日々～ 波多野結衣 美咲かんな（11月19日、VENUS）
- フェラチオ美魔女! 波多野結衣フェラチオベスト（11月26日、セレブの友）※単体ベスト
- カメラの前でおしっこする女 5（11月26日、グローリークエスト）
- 挟みたくなるなるすけべな太ももコキ (4) 下半身ムチムチの5人の淫乱ミニスカ痴女!（11月26日、かつお物産/妄想族）
- 剃毛飼育 身動きとれない美女4人の陰毛を剃り恥ずかしいワレメを晒す!（11月26日、ブラックドッグ/妄想族）
- ～夫の上司に犯される最強美女～捜査官を辞めて妻になったのに… 波多野結衣（12月3日、MOODYZ）
- 波多野結衣を拘束してひたすらくすぐったら全身が超敏感な性感帯になって気持ち良すぎてガクガクさせながら快感放尿しまくったビデオ（12月3日、MAX-A）
- 呼び出し痴女ハタノ 男を片っぱしから誘惑して種搾りホールドSEX 波多野結衣（12月3日、GUPPI/妄想族）
- 私の一番ヤリたいコト。カメラを忘れて心も体も裸のままでSEXに没頭したい 波多野結衣（12月3日、Vitamin/妄想族）
- 上京種付物語 旦那の連れ子の相性抜群なズル剥け巨根でイカされて… 波多野結衣（12月10日、JET映像）
- S級美熟女ベスト 波多野結衣 4時間 スレンダー巨乳マドンナ 3（12月10日、Mellow Moon）※単体ベスト
- 完着ハイレグ痴女 アメイジング（12月17日、ミル）
- 変態レズ教師に弱味もペニクリも握られて虐められ痴女られるニューハーフ 一二三ゆぅり 波多野結衣（12月24日、グローリークエスト）
- 同人AV 巨乳ドMレイヤーを縛ってイカせまくり! ギッチリ縛ってはち切れそうなおっぱいに大興奮!（12月24日、ブラックドッグ/妄想族）
- ヤバイほど極限まで乱れ狂った「アヘ顔絶頂」オナニー Vol.2（12月24日、セレブの友）

- 予約殺到! 満足度100%! 美熟女コスプレデリバリー 波多野結衣（1月5日、プラネットプラス/七狗留）
- 波多野結衣の我慢できない極上騎乗位中出しSEX（1月7日、MAX-A）
- 息子ほど年の離れたバイト先の男子学生達と一泊二日の温泉旅行に来たむっちり巨乳パート主婦は色気ムンムン無自覚誘惑し… 俺たちみんな38歳パート主婦ゆいさんのガチ恋勢（1月7日、FunCity/妄想族）
- 乱交OKの混浴温泉と知らずに来た女性客は巨乳尻をワニ痴漢されて喘ぎ始め…4名収録（1月7日、ゲッツ!!ボンボン/妄想族）
- 【悲報】このあとこの巨乳ちゃんたちがマッサージ師のおじさん達に美味しくいただかれるっ!! 7（1月8日、LEO）
- セクハラママさんバレー! 11 ハイレグブルマ姿の人妻10人が挑む過酷なエロトレーニング（1月14日、かぐや姫Pt/妄想族）
- よだれ & キスに溺れるレズビアンオナニーであなたを誘惑・挑発する8組16人の女たち（1月28日、セレブの友）
- 素人なのにディルドオナニーで激しく感じちゃう一般人娘 15（2月25日、かぐや姫Pt/妄想族）
- THE ドキュメント 本能丸出しでする絶頂SEX ドエロBODYに透け透け衣装でイキ狂う快楽中出し性交 波多野結衣（2月4日、美人魔女/エマニエル）
- 波多野結衣 ～レズ限定～ まるごと完全収録12時間36分BEST（2月11日、セレブの友）※単体ベスト
- 一般男女モニタリングAV 特設マジックミラーペアルームでNTRオイルエステ体験! 新婚夫婦がAV女優 & 男優の凄テク施術にイカされっぱなし! 波多野結衣 & デカチンセラピスト編（2月18日、DEEP'S）
- ブーツのお姉さんにしゃぶってもらいたい! フェラチオ好きのブーツ女子12名（2月18日、有閑ミセス/エマニエル）
- 隣の奥様は美巨乳インストラクター 軟体BODYで大胆誘惑 夢にまで見た神展開で禁断中出し不倫SEX 波多野結衣（2月25日、クリスタル映像）
- 性を吹き込み完璧美女を具現化した男の欲にまみれたセックスの日々 ～何度もドールに精液を注ぎ込み続けた執念の奇跡～ 波多野結衣（2月25日、AVS collector’s）
- 淫行リゾート 濡れ濡れFUCK 波多野結衣（2月25日、バミューダ/妄想族）
- 切り裂き! 犯される美女4人（2月25日、ブラックドッグ/妄想族）
- 素人なのにディルドオナニーで激しく感じちゃう一般人娘 15（2月25日、かぐや姫Pt/妄想族）
- 美人でスタイル抜群 男子生徒にモテモテの女教師が 絶対服従 淫行教室（2月28日、ワルキューレ）
- 引きこもり自立支援を始めた妻が強靭下半身の元アスリート選手に寝取られてしまった… 波多野結衣（3月4日、MOODYZ）
- 残業中、2人きりの社内で仕事に厳しい人妻ピタパン女上司に無自覚デカ尻挑発され反逆即ハメしたら隠れドM気質が発覚したのでSM拘束調教して従順ペット化するまで中出し躾けした。 波多野結衣（3月4日、LUNATICS）
- おみまいの妻 波多野結衣（3月4日、熟女大学/熟女卍）
- 素人男女モニタリング実験! 子育てママ×デカチン童貞「痴漢したい性癖に悩む童貞くんの犯罪防止に疑似痴●させてください?」奥さんが人生はじめての痴●体験 フルボッキした童貞チ◎ポに大興奮!! からの合体筆おろし中出しSP（3月4日、ゲッツ!!ボンボン/妄想族）
- 保健室の人妻 血気盛んな生徒達のムキムキズル剥け巨根でイカされて… 波多野結衣（3月11日、JET映像）
- オマ〇コ全開!! ド淫乱ガニ股オナニー ～下品な腰使いを見せつけ絶頂する15人の女達～（3月11日、セレブの友）
- ナンパした露出高めの美女が生意気すぎる絶倫痴女でエロマンガみたいに搾精されてしまった 波多野結衣（3月16日、MAXING）
- 母子交尾 ～奥利根湖路～ 波多野結衣（3月18日、RUBY）
- MOODYZファン感謝祭 バコバコバスツアー2025 素人17名とAV女優17名の1泊2日大乱交 新世代AVオールスター覚醒!（3月18日、MOODYZ）
- 抑えられない性欲… ドスケベ淫乱女医 波多野結衣（3月20日、WildOne）
- 追撃ピストン 永遠の絶頂 拘束イカセ系ガチリアルドキュメント 波多野結衣（3月25日、マッシュルーム/妄想族）
- じんかくそうさ洗脳催眠 ご近所付き合いは放尿で始まり潮吹きで終わる。親しき仲にも洗脳ありw おっと絵画教室のお話編 波多野結衣（4月1日、山と空/妄想族）
- 子供会のマドンナ妻 背徳のねとられ保護者懇親会 波多野結衣（4月8日、JET映像）
- 欲情した非道男に無理矢理ヤラれて、中出し・尻出しされた爆乳巨尻美女 波多野結衣（4月8日、セレブの友）
- 小野坂ゆいかレズ解禁 夜勤ナース妻レズビアンNTR AM0:00女だけの深夜病棟に鳴り響く卑猥なナースコール 小野坂ゆいか 波多野結衣（4月15日、溜池ゴロー）
- 巨乳女子イカセ合いアクメループ アナルGスポ覚醒レズエステ（4月15日、ピーターズ）
- エステ店開業を目指す友達の母に、開発された僕 波多野結衣（4月16日、MAXING）
- 波多野結衣 BEST VOL.5（4月22日、グローリークエスト）※単体ベスト
- 極秘入手! 実在した極悪万引きGメン達の‘連続生中出し’秘蔵レイプ映像集!!（4月22日、セレブの友）
- もしもレジェンド女優がレズビアンになったら 240分（4月29日、オリンポス）
- 汚染憑依 パート2（5月8日、ROCKET）
- 美人妻が堕ちるとき 本能の赴くまま痙攣絶頂禁断セックス! 中出しに溺れる人妻10篇の物語 5時間10名（5月9日、ホットエンターテイメント）
- 恥辱、陵辱、とびっこ装着・繁華街デート! 31 波多野結衣（5月13日、セレブの友）
- 息子の友人に寝取られ本能のまま溺れる母 波多野結衣（5月16日、MAXING）
- 爆乳人妻インフルエンサーを中出し専用肉便器化ー拉致監禁・集団輪姦・喉奥イラマチオ・鬼畜串刺しファック・精子逆流中出しナマ配信ー 波多野結衣（5月20日、PREMIUM）
- 全身汗だくねっちょり中出しSEX（5月27日、ブラックドッグ/妄想族）
- まだまだ現役のレジェンド女優 大槻ひびき＆波多野結衣250分（5月31日、マザー）※総集編作品。
- 人気AV女優の凄テク早漏改善! ハンパない高速腰振り騎乗位に素人男子が射精を我慢できたら… 特大ご褒美エンドレス中出しSEX! 波多野結衣 / 乙アリス / 天馬ゆい（6月3日、DEEP'S）
- 男を拾って飼う女 波多野結衣（6月10日、セレブの友）
- スマホを落とした女上司 汗臭い労働者の不潔で臭い巨根にイカサレ堕ちたインテリ妻 波多野結衣（6月10日、JET映像）
- 「おばさんだけどいいの?」 優しく早漏改善セックスを教えてくれた巨乳家庭教師 VOL.4 【完全盗撮アングルVer.】（6月12日、DANDY）
- 淫絶股縄調教 03 エロすぎる股間密着マニアック映像!（6月13日、バミューダ）
- 唾液ダラダラのとろけるベロキスと寸止め焦らし射精コントロール 波多野結衣（6月16日、MAXING）
- 【コンプラ違反】 生保レディの人妻を枕営業SEX交渉で口説いて濡らしてずっぽりハメたナマナマしすぎる一部始終 其の四 【告発10カメ盗撮】【担当】ハタノさん 緑●丘営業所エリア担当【既婚】（6月17日、カルマ）
- オナサポ!! 女子○生 着衣で全裸で挑発的ダンス 13（6月17日、かぐや姫Pt/妄想族）
- 極上SEXテクで僕のチ○ポを奪い合う。女神3人にザーメン抜かれ続ける夢のママ痴女ハーレム生活 希島あいり 大槻ひびき 波多野結衣（6月24日、ダスッ!）
- お風呂でびしょ濡れ巨乳の着衣がスケスケ大興奮! お互いに求め合う濃厚中出しSEX!!（6月27日、ワルキューレ）
- 美人すぎるエロすぎる体も完璧すぎる人妻たち260分 大槻ひびき / 波多野結衣（6月30日、マザー）※総集編作品。
- 妻より居心地の良い女友達とキスから始まる不倫劇 やめられない止まらない唾液交換接吻性交 波多野結衣（7月8日、JET映像）
- 波多野先生の一撃パイズリマニアックス 貧乳彼女にパイズリお願いしたら怒られて爆乳女教師に相談したら…おっぱいマ○コで個人授業してくれた。 波多野結衣（7月15日、MOODYZ）
- 素人ナンパでセンズリ鑑賞 22 見るだけでいいんです！だからちょっと僕のチ●ポ見てもらえませんか?（7月15日、かぐや姫Pt/妄想族）
- あなたの性活が10倍楽しくなる! 波多野結衣のフェチ開発セミナー（7月22日、バミューダ/妄想族）
- 顔面特化 波多野結衣のバイノーラル淫語オナニーサポートとおま●こドアップ騎乗位 2D（8月5日、MOODYZ）
- お母さんは水恐怖症 お風呂に入れないので息子の僕が身体をベロで嘗め回して毎日キレイにしています 波多野結衣（8月5日、ミセスの素顔/エマニエル）
- 町内会サンバカーニバル練習に付き合わされムチムチボディW爆乳セニョリータの魅惑の腰つき騎乗位で精子搾られたボク。 有岡みう 波多野結衣（8月5日、MOODYZ）
- 人質交姦24時 強盗犯に犯●れ続けた交渉人・結衣。決して屈しないエリート捜査官が、籠城する男たちに敗北する一部始終。 波多野結衣（8月12日、マドンナ）
- 姑の卑猥過ぎる巨乳を狙う娘婿 波多野結衣（8月12日、グローリークエスト）
- 全日本ねとられ大賞 上京した甥っ子が立派なデカチンをぶら下げていて叔父としてオスとして立場が無いばかりか真面目な妻が極太巨根を見てメスの表情を見せ始めた… 的な話です 波多野結衣（8月12日、JET映像）
- 淫語を連発して君を挑発する卑猥なドスケベW痴女 波多野結衣 辻井ほのか（8月12日、AVS collector’s）
- セクハラママさんバレー! 13 ハイレグブルマ姿の人妻9人が挑む過酷なエロトレーニング（8月19日、かぐや姫Pt/妄想族）
- 突然の豪雨でズブ濡れ… 帰れなくなった憧れの叔母さん 波多野結衣（8月20日、プラネットプラス/七狗留）
- 「女将のエロいおもてなし最高!」「男なら一度は行くべき!」と、ある情報誌で有名になった山奥の温泉宿に行ってみた。そこで待ち受けていた過剰接待とは、想像を超えるエロ接待だった!! 11（8月23日、セブンエイト）
- 高級車に乗る自慢のデカチン男性とパパ活お泊まりSEXデート 4 波多野結衣（8月26日、セレブの友）
- 究極のオナサポ! 主観命令オナニー! Vol.2 エロい身体で最高の射精に誘う厳選人気美女優15人!（8月26日、セレブの友）
- 性欲ヤバすぎるGカップ美熟女 ゆいさん (38)（8月27日、First Star）※「ゆいさん（38）」名義

### アダルトVR
- わがまま痴女は手コキと視線で男をイカす 波多野結衣（12月29日、CRYSTAL VR）
- 波多野結衣 おもてなしオナニー（12月30日、KMPVR）
- 波多野結衣 お風呂フェラ（12月30日、KMPVR）
- 波多野結衣 おもちゃ責め（12月30日、KMPVR）
- 波多野結衣 いちゃいちゃ中出しSEX（12月30日、KMPVR）

- 10万円の高級ソープがVRなら980円で体験できる!! 波多野結衣（3月17日、KMPVR）
- 2作品収録!! 波多野結衣がオナニーを手伝ってあげる + 集団フェラ 波多野結衣 あおいれな 佳苗るか 南梨央奈（3月24日、KMPVR）
- アナタの赤ちゃんが欲しい波多野結衣と唾液垂らし濃密キスたっぷり中出し懇願危険日孕ませSEX 波多野結衣（4月26日、SODクリエイト）
- 超ギリモザイク! ギリギリを攻めた超至近距離食い込みマンスジ見せつけオナニー 春原未来 波多野結衣 浜崎真緒（4月26日、SODクリエイト）
- SODstar × 超人気女優コラボ 市川まさみ × 春原未来・波多野結衣 チ○ポを弄られながら最初から最後まで密着囁き淫語ハーレム痴女スペシャル（4月26日、SODクリエイト）
- 最強人気女優4人 × SODVR 澁谷果歩、春原未来、波多野結衣、浜崎真緒 気持ち良すぎる究極ハーレムSEX「イカせすぎちゃってゴメンなさい」キスと淫語もたっぷり全員挿入全員中出しスペシャル 澁谷果歩 春原未来 波多野結衣 浜崎真緒（4月26日、SODクリエイト）
- SODstar  ×  超人気女優 6人夢の共演 指舐め、足舐め、乳首舐め、玉舐め、アナル舐め、全身舐め尽くし & 6人全員フェラ比べ極上ハーレム天国スペシャル 市川まさみ 桐谷まつり 戸田真琴 春原未来 波多野結衣 浜崎真緒（4月26日、SODクリエイト）
- 舐める音、漏れる吐息、囁く声、口の中まで鮮明に見える超至近距離フェラ（4月26日、SODクリエイト）
- 回春マッサージの超スペシャルコース! たまったザーメンを全て膣内射精で絞り出される極楽体験!! 波多野結衣 大槻ひびき 神ユキ 通野未帆（5月12日、KMPVR）
- 美人メイドたちによる丁寧な洗体! 最後の仕上げは口淫ご奉仕!! 波多野結衣 大槻ひびき 神ユキ 通野未帆（5月29日、KMPVR）
- OL中出しSEX 「俺!! 争奪戦」 波多野結衣 大槻ひびき（5月30日、KMPVR）
- キレイなお姉さんが初めての僕に優しく童貞筆おろし! 甘いねっとりキスと優しい囁き淫語でナマ中出しSEX 波多野結衣（5月31日、SODクリエイト）
- 耳元で囁くWバイノーラル淫語責め唾たらし焦らし寸止め超高級痴女ハーレム 紗倉まな 波多野結衣（5月31日、SODクリエイト）
- 超VIP花びら3回転ピンクサロン キンタマがからっぽになるまで搾り取る3連フェラチオ口内発射スペシャル! ラストは3人同時に濃厚お掃除フェラ 波多野結衣 斉藤みゆ 佳苗るか（5月31日、SODクリエイト）
- いい子にしないと逮捕しちゃうぞ♡ エッチなポリスお仕置きタイム 波多野結衣 推川ゆうり（6月6日、KMPVR）
- 超!! 贅沢な人妻回春エステ W指名 波多野結衣 大槻ひびき（6月6日、KMPVR）
- 極カワ寝顔にくぎ付け♡ もう気持ち良すぎて眠れない!! 波多野結衣 AIKA（6月9日、KMPVR）
- じゅっぽりねっとり楽屋で濃厚生中出しSEX!! 波多野結衣 推川ゆうり 水城奈緒（6月13日、KMPVR）
- ローションたっぷり極上5人ソープ嬢と中出しSEX 波多野結衣 AIKA 水谷心音 推川ゆうり 水城奈緒（6月20日、KMPVR）
- 中出しOKのセクキャバにようこそ♡ ～濃密ねっとり忘れられない夜の一時を味わってくださいね♡～ 波多野結衣 AIKA 水谷心音 推川ゆうり 水城奈緒（6月20日、KMPVR）
- 巨乳5人姉妹と同棲中出しSEXライフ ～長女:波多野結衣 二女:AIKA 三女:水城奈緒 四女:推川ゆうり 五女:水谷心音～（6月23日、KMPVR）
- 王様ゲーム ねっとりぐちょぐちょ中出しSEX 波多野結衣 AIKA 水谷心音（6月27日、KMPVR）
- 超大量ザーメン! ごっくんお掃除フェラ 波多野結衣（7月24日、電影ガール）
- VR お姉さんの超淫語スローフェラ スローセックス 波多野結衣（7月25日、ダスッ!）
- 結衣は俺の愛玩彼女。スケベなお姉さんは好きですか? 波多野結衣（7月26日、電影ガール）
- 本中 VR 超3DVR本物中出し 8人のオレ嫁たちに必死で子作りせがまれるハーレム中出しSEX 椎名そら 跡美しゅり 宮崎あや 麻里梨夏 波多野結衣 蓮実クレア 姫川ゆうな 小野寺梨紗（8月1日、本中）※「VR-1グランプリ 2017」エントリー作品
- 10人連続ナマ中出しSEX ノーパンバスケットボール 佐倉絆 佳苗るか 篠田ゆう 尾上若葉 麻里梨夏 美咲かんな 川上ゆう 波多野結衣 大槻ひびき 水城奈緒（8月1日、KMPVR））※「VR-1グランプリ 2017」エントリー作品
- どこを向いても裸の美女だらけ! AV史上初! 360°3D映像! 極上美女14人に囲まれ前後左右全てから責められる超高刺激! 今まで体験したことのない究極ハーレムSEX!（8月1日、SODクリエイト）※「VR-1グランプリ 2017」エントリー作品
- 常に密着イチャイチャ超高級ソープ イス洗いSEX中出し編 波多野結衣（8月4日、SODクリエイト）
- 長尺・2本番 5つのコーナーで完全攻略 波多野結衣（8/28日、ドクジーピクチャーズ）
- 波多野結衣ちゃんとホテルでイチャイチャSEX（9月5日、KMPVR）
- 常に密着イチャイチャ超高級ハーレムソープ スペシャルマットコース全員挿入中出し編 古川いおり 推川ゆうり 波多野結衣 宮崎あや10月20日、SODクリエイト）
- ぬるぬるローション中出しSEX 超高級ソープ嬢 波多野結衣（11月20日、AVVR）
- 彼女とイチャイチャ中出し同棲生活 波多野結衣（11月30日、TMA）
- ボクのことが大好きなド痴女で甘えん坊のカノジョ 波多野結衣（12月8日、PANDORATV）
- M男専用VR! 犯して開発するサディスティックな女 波多野結衣（12月10日、KMPVR）
- リアル性教育!! 世界の波多野おねえちゃんが優しくSEXの手ほどきをしてくれる!!【リアル映像】（12月17日、KMPVR）
- これが世界最高の騎乗位!! VRだからリアルに体験できる究極の腰使い! 波多野結衣（12月29日、KMPVR）

- 見せつけWマ●コ縦2連潮吹きオナニー 波多野結衣 水谷心音（1月21日、AVVR）
- 新基準3DVR え? 中だし!? 波多野結衣と本田由奈が外資系に努めるの新人素人サラリーマンを弄っていたら中で出されちゃった（2月13日、Virtual Rabbit）
- 街で噂の密着痴女フェラエステ～凄テク! オイリーマッサージ～ 波多野結衣（2月14日、AVVR）
- VR長尺 業界初アタリつきVR!? もしアタリが出て、突然アナタの部屋に波多野結衣が訪れたら…【S級女優のたっぷりのキスとフェラテクで口内射精暴発! 顔面に潮吹きをぶっかけてもらって大興奮! 騎乗位で生中出ししても、体面座位でもう1発射!したい!】（2月16日、SODクリエイト）
- 女の子って柔らかくってきもちイイでしょ♡ 思わずベロチュウしたくなる 体感レズ 紺野ひかる 波多野結衣 友情出演:倉多まお（3月1日、KMPVR-bibi-）
- 結婚してから性欲が倍増した美人妻。隣人の男子大学生に狙いをつけ親の居ぬ間に家庭訪問。若いエキスをま●こから吸い取る根っからのSEX好き。 波多野結衣（3月1日、KMPVR-bibi-）
- ガチイキ本気レズ 【超ディープレズキスも相互手マンも、全て目の前で体感できる!】 波多野結衣 涼海みさ（3月30日、SODクリエイト）
- AV現場のえっちな裏側体験VR AV撮影後の新人ADにも優しい世界の波多野結衣の誘惑で周りのスタッフにバレないようにこっそり中出しセックス!（4月6日、SODクリエイト）
- 「私のSEX見てもいいよ…」 優しい担任の先生に童貞カミングアウトしたら透明人間になれる薬をゲット! 教室で同僚教師との情熱的な禁断SEXを目の前で見せつけられた! 波多野結衣（5月24日、V&R PRODUCE）
- 高画質 波多野結衣 親友の彼女が小悪魔すぎて理性崩壊して中出ししちゃった件（6月13日、MAX-A）
- いつもは高飛車な女上司はほろ酔い状態になるとパンスト穿きながら馬乗り生挿入! 欲求不満すぎて自ら激しいピストン何度も勝手に絶頂! 波多野結衣（6月13日、V&R PRODUCE）
- 夫婦のエッチで時たまビッチな淫乱嫁 波多野結衣（6月21日、MAXING）
- 圧倒的なボキャブラリー淫語と尻にぴったりタイトスーツでオフィス内SEXを求めてくる誘惑女上司VR 波多野結衣（8月24日、ワンズファクトリー）
- JOI 上から目線であなただけを見つめて語りかけるオナニーサポート射精焦らしからの生中出しセックス 波多野結衣（8月24日、KMPVR）
- ハーレムASMRVR【高画質 + 高音質】で脳がとろける3D立体映像でトリップ体験できるVR AIKA あべみかこ 大槻ひびき 波多野結衣（9月21日、ピーターズMAX）
- STOP!! 不思議な時計で時間停止!! 時を止めて気づかれずに世界のハタノを犯す!! 波多野結衣 完全ストップ! 銭湯編（10月2日、KMPVR-bibi-）
- 長尺100分 オヤジの再婚相手の連れ子は美人3姉妹 突然末っ子になったボクの超エロハーレム同居生活 波多野結衣 大槻ひびき 紺野ひかる（10月17日、KMPVR-bibi-）
- めちゃモテ入院生活VR【長尺ほぼ3時間・お見舞いに来た彼女とこっそりHした後、ドスケベ元カノ軍団が押し寄せてツボのわかった3Pで昇天! 隣のベッドの薄幸そうな美少女患者もハメちゃった! 射精しすぎてぐったりしてたらS級看護師2名に3P食らったとんでもない1日】あおいれな 大槻ひびき 篠田ゆう 波多野結衣 南まゆ 皆瀬杏樹（10月19日、SODクリエイト）
- 普段は厳しい波多野社長。。でも、僕の勃起チ○ポを見た瞬間、ツンデレのメスになったんだ! 女社長と生ナカダシSEX～ 波多野結衣（11月30日、AVVR）
- 補習の時間、新任の結衣先生と二人きり。勉強のことも「おセッセ」のことも教えてくれた。。まさかの中出しセックス 波多野結衣（12月7日、AVVR）
- 義理の母・波多野結衣。忙しい父の代わりに僕とラブラブ中出しセックス!!（12月14日、AVVR）
- バス時間停止痴漢VR【完全移動視点＋高画質6K撮影】で通勤・通学中の女性専用バスに潜入して女子○生やOLを中出しSEXヤリたい放題できるVR 波多野結衣 あべみかこ（12月20日、ピーターズMAX）※「VR-1グランプリ 2018」エントリー作品

- ミニスカパンチラポリス24時 VR 突然のガサ、留置所でアメ & ムチ取り調べ、そしてまさかのハーレム展開!!「それでも僕はヤってない!」4人の痴女ポリスからアナタはプリズンブレイクできるのか…!? 一条みお 星奈あい 波多野結衣 水野朝陽（2月15日、MOODYZ）
- リアルAV男優体験! 撮影中チンチンが勃起しなくなってVTRストップ! 勃起待ちで絶体絶命の危機に女神の波多野結衣がしてくれた本当にHなこと（2月18日、KMPVR）
- 超恥じらい完全すっぴん生SEX! 波多野結衣（2月28日、KMPVR-彩-）
- 高画質 波多野結衣 2年前に他界し、未亡人となった妻を見守っていたボクに奇跡が!? 2年間の感情を解放して濃厚中出しSEX!（4月2日、MAX-A）
- 学生時代の同級生2人に前から! 後から! ノリノリで痴女られる!! フロントでたっぷりチ○ポを責められながら、バックで羽交い締めにされバイノーラル淫語を囁かれる超ドS痴女たちのコンビネーションVR!! 波多野結衣 佐々木あき（4月18日、ワンズファクトリー）
- 女性AV監督の現場を見学中に男優の現場バラシハプニング勃発!! ボクのチ○ポにAV女優がむらがる、夢のようなハーレム体験VR!! 体液マニアのボクのために大量唾液! 中出しSEX3連発! ラストは大量放尿ご褒美プレイ!! 波多野結衣 佐々木あき 宮崎あや 加藤ツバキ（5月15日、MOODYZ）
- HQ超綺麗映像 美しい女達レズビアン 大好きな彼女の浮気相手はまさかのオンナ… 天海つばさ 波多野結衣（5月17日、アイデアポケット）
- シンプルにヌケるが一番! 美痴女のオナサポで即シコVR。誘惑痴女編（5月23日、MILU VR）
- ウェルカム新時代! KMPVR史上最大の長尺ストーリー! LIFE!! ～とある天使に導かれ… 人生丸ごとモテ期になったボクと、10人の美女たち～（6月5日、KMPVR-彩-）
- 隣の部屋がAVスタジオだったらVR 大槻ひびき 波多野結衣（6月5日、SODクリエイト）
- フェラ舌VR 美しい口元から伸びるエロ舌がチ○コにイヤラしく絡みつく（6月14日、SODクリエイト）
- 金粉VR 完全主観で黄金の波多野結衣に密着（6月28日、バミューダVR）
- VR とにかく今夜は『ひびはた』と、もの凄いSEXがしたい! 大槻ひびき 波多野結衣（7月4日、Dynamic Eyes）
- 私達結婚しました! VRであなたも『ひびはた』になってEXなシンクロレズ体験をしよう! 大槻ひびき 波多野結衣（7月11日、Dynamic Eyes）
- 目の前で赤くほてったイキ顔ドアップVRバックから挿入されて腰振りSEXで突かれながら連続絶頂のイキ顔をカメラの前でドアップ収録（9月4日、ROOKIE）
- モテ期到来! ボクの人生を変えた16人とのイチャラブSEX!!（11月23日、KMPVR）
- ブラック企業に勤めてて限界を感じた僕は会社を無断欠勤して温泉一人旅へ。そこで偶然出逢ったテンション高めな奥様達との超ハーレムセックスVR（12月13日、マドンナ）
- 本中10周年記念3Dバーチャルトリップ!! 美少女中出し島VR!! 10人のオマ○コをアナタだけが独り占め!! ハイクオリティハーレム中出し22連発SPECIAL!!（12月25日、本中）

- 美女に怒られながらシコシコVR!!（1月3日、ワンズファクトリー）
- トルネードフェラVR（2月26日、KMPVR）
- W花魁スペシャル 晶エリー 波多野結衣（2月27日、KMPVR-bibi-）
- 主演:波多野結衣 × 脚本:フェアリー佳苗 ～スペシャルドラマVR「やけぼっくい」に火がつく～（2月28日、KMPVR-彩-）
- 覆い被さり正常位視点VR（3月10日、KMPVR）
- 帰らないで・・ ～波多野結衣編～（3月25日、爆脳VR）
- 粘液で濡れたベロを見ながらノーモザイクでねっとりと指フェラをしてもらうVR（4月10日、KMPVR）
- 人気女優30人 見せつけ指オナニーコレクション 300分（4月27日、V&R PRODUCE）
- JOI 天井特化アングルVR（5月10日、KMPVR）
- 上司の奥さんと内緒のキッチンSEX! 波多野結衣（9月1日、HIND）
- 乳首責め専門デリヘル嬢 じ～っくりね～っとり騎乗位で生中出し 波多野結衣（9月24日、Mr.michiru）
- 目隠し拘束強制絶頂! 波多野結衣（10月16日、HIND）

- 天井特化アングルVR ～ねっとり性欲の不倫願望隣人妻～ 波多野結衣（1月15日、KMPVR）
- 私、築3年の2DKで駅から徒歩2分、家賃1万5千円の事故物件に住んでいます。波多野結衣（3月1日、AverVR）
- シンプルにヌケるが一番! 誘惑のボディーパーツを見抜けるVR。凄技痴女編（4月1日、MILU VR）
- 美貌の女性を汚しまくり優越感に浸れ!! 白濁まみれの顔射VR（4月5日、KMPVR）
- 母娘に三対一で襲われてなすすべなく組み敷かれる哀れな僕 波多野結衣（4月6日、HIND）
- こってりしゃぶり尽くす特濃フェラ! 究極のベロテク体験! 波多野結衣（4月6日、HIND）
- 痴女ねっとりアナル舐め 波多野結衣（4月6日、HIND）
- オナ顔を超接写!! 美女のイキ顔観察VR（5月17日、KMPVR）
- もしも波多野結衣が○○だったら… ～家庭教師だったりダッチワイフだったり風俗嬢だったり～（6月25日、CASANOVA）
- 全身解剖 波多野結衣VR（7月2日、CASANOVA）
- 夢のバーチャルコラボレーション!! M性感風俗No.1 痴女性感フェチ倶楽部VR ～3Pプレイ体験SPECIAL EDITION～ つぼみ 波多野結衣（7月22日、MOODYZ）
- 射精コントロール! オナ指示痴女 波多野結衣（7月30日、CASANOVA）
- 終電逃して女上司2人と相部屋朝まで続くW杭打ち騎乗位永遠中出し 媚薬フェラ＆キメセクで金玉すっからかんになるまで精子搾りとられまくった1日 蓮実クレア 波多野結衣（8月26日、本中）
- 顔面密着 × オナサポ 顔騎JOI（9月19日、KMPVR）

- 波多野結衣の「ちゃんと射精出来たらご褒美LOVEチュウしてあげる!」（1月21日、KMPVR）
- 1週間限定 セックスのプロと同棲 1DK + 波多野結衣付きウィークリーマンション（1月30日、SPICY VR）
- 《領域展開 / 地面特化 × 天井特化》究極3P密着サンドイッチセックス。ボンテージ女王様に前後左右に完全包囲で射精してもやめてもらえないM性感PRISON 波多野結衣 推川ゆうり（3月2日、SODクリエイト）
- 〈バイノーラルで聴覚刺激! 多人数罵倒足コキ! 豪華15人160分収録!〉‘女子○生寮の管理人（下僕人）の僕は、寮生の足コキおもちゃにされてます…’【寮や学校など至る所で罵倒され、足でチンコをイジメられてるけど快感すぎて責められ好きの僕にとってはご褒美でしかないです!（3月2日、SODクリエイト）
- レズ体感VR 女のオーガズムは男の10倍! 女目線で自分の身体がイキまくる! 数多くの女子たちにレズの手ほどきをしてきたあおいれなが選んだ女体イカセの達人に責められる絶頂レズ3P! あおいれな 波多野結衣 浜崎真緒（3月16日、SODクリエイト）
- MAX-A30周年記念VR & DVDコラボ作品 いきなり過ぎて何が起きてるのかわからないまま夢のハーレム! 突然チョー贅沢6P! 咲野瑞希 最上一花 大槻ひびき 波多野結衣 浜崎真緒（5月4日、MAX-A）
- 波多野結衣 ULTRA BEST（6月13日、KMPVR）※単体ベスト
- 深淵に咲く女華 最高の美貌とベロテクで男をイカせる昇天全身リップヘルス 波多野結衣（10月28日、KMPVR-bibi-）
- 私のクリチ○ポを沢山いじめてください。（10月29日、SPICY VR）
- 大好きな彼女は超有名AV女優!? 最近AV新法で撮影が少なくなってしまい、性欲が収まらない彼女とずーっとハメっぱなしの朝までイチャイチャお泊まりSEX 波多野結衣（11月8日、KMPVR）
- 顔面特化スペシャル ～こたつの中で顔面サンドウィッチ! 常に密着3Pセックス!!～ 波多野結衣 大槻ひびき（12月1日、KMPVR）

- レジェンド級の凄テクに魅了される濃厚風俗体験! 波多野結衣がたっぷりご奉仕する夢の4シチュエーション!（1月19日、DEEP'S）
- 宅配行ったらはたちゃん家だった!? 官能的な腰使いとエッチな言葉で抜かれまくったミラクル筆おろし体験 波多野結衣（2月24日、KMPVR）
- 「ダメです… 赤ちゃん出来ちゃうからぁぁ」【ゴム有専門店】のソープランドで大人気の凄テク美巨乳風俗嬢に【こっそりゴムを外して無許可で大量中出し!】 危険日のムラムラ早漏マ○コをガン突きすると生ハメち○ぽと中出しの快楽で痙攣絶頂連発! 口内・狭射・中出し3連発 子作り孕ませ中出しSEX 波多野結衣（2月27日、こあらVR）
- 【脚フェチルーズソックス特化VR】14人完全撮りおろし（2月28日、こあらVR）
- 深夜1時、日帰り出張先で終電逃してまさかの【死ぬほど大嫌いな部下と相部屋】に…。泥酔中に襲われ凄テクでイカされ潮噴射… 完全に快楽堕ちした【口内射精・中出し3発・顔射】美人先輩OL 波多野結衣（3月14日、こあらVR）
- 超至近距離フェラチオ（3月26日、KMPVR）
- 同窓会終わりでラブホに連れ込まれた元担任の私は10年ぶりに教え子2人に挟まれてあの頃のように性欲尽き果てるまでプレイバック禁忌中出し 大槻ひびき 波多野結衣（9月7日、kawaii*）

- 月給50万で雇われた家政夫の僕が見た! 金持ち奥様の角オナシンドローム 波多野結衣（6月1日、KMPVR-彩-）
- 現場前は、すっごい手コキ。現場後は、すっごいフェラを。凄テクAV女優との新婚生活は毎日ヘトヘトです。波多野結衣（7月6日、KMPVR-彩-）
- 僕のデカチンを狙うランジェリー人妻!! 旦那とのセックスレスが原因で欲求不満なお隣さんたちと嫁の不在中にハーレム中出し不倫 友田彩也香 大槻ひびき 波多野結衣（7月22日、SODクリエイト）
- 兄の居ぬ間に… 相互チクイキ密会 日夜チクオナで絶頂する巨乳兄嫁に乳首を開発される雑魚チクビの僕 波多野結衣（7月28日、KMPVR-彩-）
- 正確無比で規則的一定リズムマシーン杭打ちピストン騎乗位で悶絶焦らさられ極上イキ!! 波多野結衣（11月1日、VRパラダイス）
- 局部ガン見え状態でマンチラ誘惑してくる近所の巨乳ママさん 「旦那まだ帰ってこないけど…どうする?」 波多野結衣（11月18日、VRパラダイス）

- 一人暮らしを始めた僕の部屋へ通う母親筆おろし濃密性交（3月1日、TMA）
- 狂愛!!【8K超肉感特化】極・変態ママが毎朝可愛がってくれるのは成長期の息子!! テカテカジュルジュル濃厚淫性交VR 波多野結衣（4月14日、肉きゅんパラダイスVR）
- VR麗しの熟女湯屋 いらっしゃいませ即尺 & 和室ねっとり恋人プレイ 波多野結衣（5月28日、グローバルメディアエンタテインメント）
- 地図から消された村VR（6月26日、SODクリエイト）

### アダルト配信
- YUI (natural090)（2月19日、Natural 9）

- Yui (scute175)（7月1日、S-Cute）
- ゆい (tokyo188)（9月23日、Tokyo247）
- 波多野結衣（12月10日、Real-file）

- 酒井愛美 (mywife192)（2月23日、舞ワイフ）
- ゆい 2 (tokyo210)（3月11日、Tokyo247）
- ゆい (porno318)（8月24日、PORNOGRAPH）
- ゆい (pwife001)（9月6日、P-WIFE）

- YUI (ako153)（3月15日、A子さん）
- YUI (porno361)（6月6日、PORNOGRAPH）
- 結衣 (kaku019)（8月9日、KAKUJITSU）
- ゆい (hillstsuma175)（9月28日、ヒルズ妻）

- 結衣 2 (kaku039)（1月3日、KAKUJITSU）
- 結衣 & ひびき (kaku061)（5月30日、KAKUJITSU）
- ゆい (avte011)（6月2日、盗撮エステ勝手に配信中）
- ゆい (avzg013)（6月28日、ザ・ガマン）
- 結衣 & ひびき 2 (kaku078)（8月1日、KAKUJITSU）

- YUI 2発目 (ako234)（1月3日、A子さん）
- 結衣先生の強制中出し個人レッスンはボディタッチの度が過ぎる! また予約しちゃいます。（9月7日、エチケット）
- ラグジュTV 493 波多野結衣 28歳 AV女優（12月1日、ラグジュTV）

- ゆい (bkkn088)（1月13日、ボクとカノジョ。）
- マジ軟派、初撮。 750 in 高円寺 ゆい 28歳 経営者（1月16日、ナンパTV）
- パーフェクトボディ美麗OL様 × 『欲しい高級バッグの為にAVガンバル!!』と言いながら性欲解消淫乱舌フェラ & 電マハメイキ顔射と大暴れプレイ!? ゆい 24歳 OL（4月22日、プレステージプレミアム）
- ゆい (tjng017)（6月29日、鉄人2号さん）
- 結衣 (tjng034)（6月30日、鉄人2号さん）
- 結衣 (tjng072)（8月28日、鉄人2号さん）

- ゆい（3月23日、チジョール）
- ゆい（3月23日、スタジオワイフ）
- ゆい 2（4月10日、スタジオワイフ）
- ゆい 2（4月15日、チジョール）
- ゆい 3（4月25日、スタジオワイフ）
- 篠田さん (elzx014)（9月14日、E★レズDX）
- 加藤さん (elzx015)（9月14日、E★レズDX）
- 中尾さん (elzx016)（9月14日、E★レズDX）

- ゆい (eqt283)（2月14日、エチケット）
- まこと (elzx032)（2月14日、E★レズDX）
- あい (elzx033)（2月14日、E★レズDX）
- すず (elzx034)（2月14日、E★レズDX）
- せいら (oregr047)（2月22日、俺の素人）
- YUI 2 (tjng371)（4月3日、鉄人2号さん）
- ゆい (smaid068)（4月5日、Sメイド）
- ゆい 2 (smaid069)（4月5日、Sメイド）
- YUI (tjng370)（4月10日、鉄人2号さん）
- ゆい様 4（4月15日、スタジオワイフ）
- ゆい様 5（4月15日、スタジオワイフ）
- 波多野（4月26日、西日暮里人妻同好会）
- ゆいさん (gerk143)（5月27日、ゲリラ）
- ななえ（6月30日、STREET ANGELS）
- 結衣 (orebms041)（7月31日、俺の素人）
- 長谷川様 (elzx047)（9月13日、E★レズDX）
- 香山様 (elzx048)（9月13日、E★レズDX）
- 七海様 (elzx049)（9月13日、E★レズDX）
- YUI 3 (tjng430)（10月24日、鉄人2号さん）
- ゆい 3 (smaid081)（10月31日、Sメイド）
- ドМ社長は秘書に犯されたい アレク 波多野結衣（10月31日、GIRL'S CH）※女性向け作品
- 秘書氷室の淫乱ミッドナイト アレク 波多野結衣（10月31日、GIRL'S CH）※女性向け作品
- ゆき (sirotd135)（11月18日、素人道）
- 特命人事部長 田中 ～情報と愛液がダダ洩れ美乳女子社員を征伐～ 長瀬広臣 波多野結衣（11月21日、GIRL'S CH）※女性向け作品

- ゆい (bat075)（3月3日、Beauty）
- deep♡kiss アレク 波多野結衣（5月21日、SILK LABO）※女性向け作品
- goody 長谷川直輝 波多野結衣（7月1日、SILK LABO）
- serious 上原千明 波多野結衣（7月15日、SILK LABO）※女性向け作品
- SSS級! 極淫レジェンド美女・波多野結衣、童貞喰い!!! うすら挙動不審なドルオタガチ童貞にセックスの手ほどき… と思いきや「私が気持ち良くなっちゃってる～!! ビクビクッ」 逆にぎこちないテクでもイカされまくり! 初めて目の当たりにするマ●コから噴出しまくる大量の潮(推定2リットル)に童貞呆然! かつてこれまで無かったタイプのガチンコセックスドキュメント、爆誕!!!（10月22日、GOOD-BYE-CHERRYBOY）

- Yさん (gerk338)（1月13日、ゲリラ）
- ゆいさん（4月16日、シロウトさん）
- sweet couture 上原千明 波多野結衣（7月7日、SILK LABO）※女性向け作品
- ゆいさん (asrt191)（9月15日、嗚呼、素人）
- ゆい（11月15日、密室タクシードライバー）
- ゆい（12月6日、地雷系女子美人）

- 潮吹きざんまい & 連続中出し!! 冬のゲレンデでゲットした銀座の高級クラブ嬢がナンパチ●ポに撃沈イキまくり!ｗｗｗ いつき（1月24日、黒船）
- ゆう (ptpj007)（3月14日、ピタパン女子）
- 【薄透けパンティ越しに挟まれたい:3人目】 下着モデルとして呼び出したオンナのパンティこすって超フェチSEX!! 「えっと… コレで良いですか…?」 思いの外、過激な撮影に戸惑いながらも、執拗なパンツ接写と過剰なイタズラに徐々にカラダは芯から熱く…。ノーモザの限界に挑戦した、女性器丸わかり透けパン映像! マンスジ擦られて痙攣イキでE乳揺れまくり! 極上セルフイラマ!! 自ら挿入してよがりまくりの生ハメ中出しSEX!! 【ゆい 28歳 アパレル店員】（10月18日、Volare）

- ゆい (idjs103)（1月16日、今ドキ女子の性事情）
- ゆい (ore906)（2月10日、俺の素人）
- YUI 4 (ttjm158)（2月10日、鉄人2号さん）
- ゆき (fknp006)（2月27日、パパ活ナンパ）
- ユキ（3月17日、素人ギャラリー）
- ゆず & ゆい（5月6日、アヘ顔ちゃん）
- ゆい & あおい（5月23日、アヘ顔ちゃん）
- 山下さん（6月22日、素人ギャラリー）
- ゆか (pkti003)（9月29日、素人ギャラリー）
- ゆり (mcht039)（9月30日、待ち伏せハンター）
- リオ & エリカ（10月31日、今ドキ女子の性事情）
- あまね（11月24日、素人ギャラリー）
- ゆい（12月6日、昭和以上熟女未満）
- まどか（12月17日、素人ギャラリー）

- 『IKUNA＃8.0』 波多野結衣 vs 大槻ひびき 全セクシー界GAMANKO最艶対決 レジェンド級最艶頂上決戦! いつもイキ潮まくるAVスター競演 ＜イキガマン狂い＞ 絶頂決戦『IKUNA』シーズン2! イキガマンの果てに手にする絶頂は恍惚か! 失神か! 失禁か! 最高の絶頂女王は誰だ! （1月19日、BOTAN）※DVD版は4月11日発売。
- ゆいさん (gerk575)（2月27日、ゲリラ）
- 相澤まな（4月25日、素人ギャラリー）
- アヤ & ユキ（5月10日、アヘ顔ちゃん）
- ゆいたん（6月13日、パコッター）
- ゆいたん 2（6月29日、パコッター）
- ゆい (prgo024)（8月16日、ペロン・ゲリオン）
- 結衣社長 (prgo052)（8月18日、ペロン・ゲリオン）
- ユカ (omms012)（8月24日、素人ギャラリー）
- ゆみさん（8月31日、BiBiD）
- ゆいさん（10月11日、躾の時間）
- ゆいさん 2（10月11日、躾の時間）
- モモ (kjsk018)（11月24日、素人ギャラリー）
- Hさん (srgt075)（12月6日、しろうとガチャ）
- ゆいさん (srgt079)（12月6日、しろうとガチャ）
- ゆいさん 2 (srgt080)（12月6日、しろうとガチャ）
- ゆい & かんな (ginac005)（12月22日、いんすた）
- キョウコ (prgo249)（12月30日、ペロン・ゲリオン）

- YUI (ttjm178)（1月3日、鉄人2号さん）
- ゆいちゃん (anan039)（1月9日、素人あんあん）
- ゆいちゃん 2 (anan040)（1月9日、素人あんあん）
- 波多野さん (srgt130)（2月7日、しろうとガチャ）
- YUI (ttjm159)（3月21日、鉄人2号さん）
- ユキ (dpdx009)（5月9日、素人ギャラリー）
- ゆい (prgo340)（5月20日、ペロン・ゲリオン）
- YUI (ttjm179)（8月1日、鉄人2号さん）

### イメージビデオ
2014年
- エロキュート 波多野結衣（5月29日、オルスタックピクチャーズ）

2016年
- ヴィーナス・テルメ 波多野結衣（3月30日、オルスタックソフト販売）
- Yui 太陽よりも輝いて（9月22日、REbecca）

2017年
- Yui2 The world of HATANO（2月16日、REbecca）
- Aphrodite 波多野結衣（12月15日、ファインピクチャーズ）

2018年
- Yui3 OKINAWA Sunshine（8月16日、REbecca）

2019年
- Yui4 Erotic master（1月24日、REbecca）
- Aphrodite 波多野結衣 2（2月1日、ファインピクチャーズ）
- Yui5 Endless evolution（12月5日、REbecca）

2020年
- Your smile 波多野結衣（10月2日、ファインピクチャーズ）

2023年
- Yui6 Bring you everything（2月2日、REbecca）
- 美女のハダカ 波多野結衣（8月30日、スパイスビジュアル）
- パイパンヌード 波多野結衣（12月26日、スパークビジョン）

2025年
- エクスタシー温泉 波多野結衣（5月28日、スパイスビジュアル）
- パイパンヌード 波多野結衣 II（7月26日、スパークビジョン）

## 出演

### バラエティ
- ビ〜チ9（2011年12月、2012年6月、テレビ埼玉） - マンスリーゲスト
- ビートたけしの親切な人が5千万円貸してくれないかTV（2013年12月、TBS）B88（Dカップ）W59H85と表記
- 月刊 波多野結衣（2014年4月、エンタ!959）
- かすみレディオ Vol.20、29（2014年、つくばテレビ）
- じっくり聞いタロウ〜スター近況（秘）報告〜 (2019年7月19日[66]、10月4日、2020年1月10日、7月2日、 テレビ東京)
- 他人のSEXで生きてる人々3（2022年4月 - 5月、CSヌーヴェルパラダイス）代打MC

### ラジオ
- ラジオのアナ〜ラジアナ/深夜3時のヒロイン（2022年10月13日、11月3日、FM NACK5）
- KaratLunch（2024年11月14日、渋谷クロスFM） - アシスタントMC

### ウェブテレビ
- トイズハートプレゼンツ「ハートの部屋」（2017年6月7日、ニコニコ生放送）[67]
- AV女優の初恋ピュア物語〜後編〜（2018年1月20日、AbemaTV）[68]
- AV紳士 第1夜（2018年11月、ピクションシネマ）
- スピードワゴンの月曜The NIGHT（2020年2月18日[69]、AbemaTV）
- ボクらの時代The Deep（2021年5月23日、PIA LIVE STREAM）[70]
- スカパー！アダルト放送大賞記念番組（2022年7月5日、SPOOX EX）[71]
- 新EXガールズオーディション（2023年1月31日 ‐ 3月25日、SPOOX EX）

### オリジナルビデオ
- 女の犯罪史（2012年10月19日、オールインエンタテインメント）
- SEX and the PACHINKO 2（2013年9月20日、ラインコミュニケーションズ）
- 人妻観察委員会（2014年8月22日、アルバトロス）
- 世にもエロスな物語（2018年）「淫らなワタシが目を覚ます」結衣 役

### 映画
- 和服女将の乱れ髪（2013年9月13日、オーピー映画、監督：関根和美） - 摩子 役[72][73] ※R-18作品
- 真夜中の不倫妻（2013年12月20日、オーピー映画、監督：関根和美） - 上原真澄 役[74][75] ※R-18作品
- サシミ（中国語版）（2015年4月24日、花蓮メディアインターナショナル（中国語版）、監督：パン・チーユエン〈潘志遠〉） - AV女優・夏美 役[76] ※台湾映画、初主演作品
- 棟篤特工（中国語版）（2018年2月15日、HMVデジタル・チャイナ（中国語版）、監督：チャン・ガーキッ〈張家傑〉） - 周雄/波多野結衣 役[76] ※香港映画
- 花咲く部屋 昼下がりの蕾（2019年10月2日、監督：城定秀夫、クロックワークス） - 葉香 役[77] ※R18+作品

### ゲーム
- 龍が如く 極（2016年1月21日、セガ）キャバ嬢・ゆい 役
- 龍が如く3（PS4版）（2018年8月9日、セガゲームス）キャバ嬢・ゆい 役[78]
- 新宿スカウトバトル（2019年12月2日、DMM GAMES）- 性欲のために戦う総合格闘家・波多野結衣 役[79]
- 龍が如く7 光と闇の行方（2020年1月16日、PlayStation 4用ソフト、セガゲームス）乙姫ランド・ソープ嬢、波多野結衣 役 ※写真のみの出演
- 龍が如く 維新！ 極（2023年2月22日、セガ）[80]- 遊女 役[81]
- シュガーコンフリクト -眠るセカイと神々の喰園- コラボイベント「ハタノとヒビキの神隠し」（2024年4月25日 - 5月9日、PCブラウザ / スマートフォンアプリ、合同会社ショコラ）[82]

### パチンコ
- CRジューシーハニー2（2018年7月、サンセイアールアンドディ）[83]
- Pジューシーハニー3（2021年2月、サンセイアールアンドディ）[84]
- PジューシーハニーH（ハーレム）（2023年5月、サンセイアールアンドディ）
- Pジューシーハニー極嬢MA（2025年1月、サンセイアールアンドディ）[85]

### インタビュー
- 波多野結衣、性のお悩みを酒の勢いでズバリ解決!?処女喪失エピソードも飛び出すチンチンの悩み、熱血指導編!!【世界のハタノwith佳苗るかインタビュー第1回】（2016年1月8日、FANZAニュース）[86]
- 波多野結衣、AV世代の若者のお悩みに喝！顔射は本当に嫌がられることなのか!!中出しさせてとおねだりするのはどうなのか!?SEXのやっていいこと悪いことを一刀両断～っ【世界のハタノwith佳苗るかインタビュー第2回】（2016年1月15日、FANZAニュース）[87]
- 波多野結衣、シロートカップルの欲望に驚く! 潮噴きしたいガール、アレを飲ませたいボーイ、AVよりもよっぽどすごい性衝動! 鉄マン女優ふたりが酒気帯びで語りますよ!!【世界のハタノwith佳苗るかインタビュー第3回】（2016年1月22日、FANZAニュース）[88]
- 波多野結衣、恋のお悩み相談もざっくり解決! 年上のオトコに求めること、浮気の理由…。なんか深イイ話も飛び出すほろ酔いトーク! こんな波多野結衣を見たことがあるか!!【世界のハタノwith佳苗るかインタビュー最終回】（2016年1月29日、FANZAニュース）[89]
- 【サンスポ連動AV女優の秘密】波多野結衣さんの秘密の性癖（2018年7月3日 、夕やけ大衆）[90]
- 【前編】“世界のハタノ”ついに登場!! 30歳になってさらにモテるようになったけど、簡単にはエッチさせなくなった「責め好きの私」の焦らしテクや、理想的なSEXをこと細かに明かしてくれました！【波多野結衣 人気AV女優インタビュー】（2019年3月5日、X-CITY）[91]
- 【後編】 惚れたら一途。”ダメンズメーカー”はたちゃんが、貢いで、浮気されて、別れた反動でヤ●マンになった過去を赤裸々に告白! そして出演本数歴代2位の今の目標は?!【波多野結衣 人気AV女優インタビュー】（2019年3月15日、X-CITY）[92]
- 波多野結衣　伝説のAV女優が台湾で「着衣の女神」になるまで 【スペシャルインタビュー】日本のAV界が誇る至宝・波多野結衣が、台湾で人気タレントとして大ブレイクしていた。本誌だけにサクセスストーリーのすべてを語る!!（2019年4月2日、FRIDAYデジタル）[93]
- 波多野結衣、盟友にしてライバルの大槻ひびきに宣戦布告!? セクシー女優No.1決定戦スペシャルインタビュー（2019年12月8日、メンズサイゾー）[94]
- ゲオTVxメンズサイゾー スペシャルアワード「淫語スター部門」第1位 波多野結衣ちゃんインタビュー!（メッセージ動画付き）（2020年1月9日、ゲオTVアダルトニュースメディアMANGO）[95]
- セクシー女優 大槻ひびき×波多野結衣　ともだち歴10周年、感謝語る（2021年11月30日、KAI-YOU）[57]

### その他
- サザンオールスターズお正月スペシャルトレーラー映像「家族の居ない日、僕は着物美人の結衣さんに“葡萄 完熟ギフト”BOXをいただいた…」（2016年1月[96]）※現在は公開終了。

## 書籍

### 写真集
- ラブタビ（2014年6月21日、双葉社、撮影：冨貴塚宏樹）ISBN 978-4-575-30693-4
- 君といた夏（2016年8月31日、徳間書店、撮影：植野恵三郎）ISBN 978-4-19-864226-6
- 蜜（2018年12月14日、双葉社、撮影：浜田一喜）ISBN 978-4-575-31412-0
- sweet bite 波多野結衣写真集（2024年8月23日、双葉社、撮影：篠原潔）ISBN 978-4-575-31904-0

### モデル
- スーパー・ポーズブック ヌード編3（2013年12月19日、コスミック出版、撮影：KANJI、監修：島本耕司）ISBN 978-4-7747-9105-0
- スーパー・ポーズブック Special編（2014年1月17日、コスミック出版、撮影：KANJI、監修：島本耕司）ISBN 978-4-7747-9107-4
- スーパー・ポーズブック ヌードプラス編（2014年3月15日、コスミック出版、撮影：KANJI、監修：島本耕司）ISBN 978-4-7747-9111-1
- スーパー・ポーズブック Special編 2（2016年8月22日、コスミック出版、撮影：KANJI、監修：島本耕司）ISBN 978-4-7747-9134-0
- ぐるっとまわせる! 原寸大おっぱい図鑑3D（2019年2月4日、一迅社　撮影：須崎祐次、監修：安田理央）‐Eカップモデル[97] ISBN 978-4-7580-1631-5
- スーパー・ポーズブック Sexy編 3（2020年2月26日、コズミック出版、撮影：KANJI）ISBN 978-4-7747-9199-9
- スーパー・ポーズブック パーフェクトボディ編（2025年2月7日、コスミック出版、撮影：KANJI）ISBN 978-4-7747-9296-5

### デジタル写真集
- Dream Mask 波多野結衣（8月12日、Organic Couples）

- 波多野結衣、貸します。（12月13日、若生出版）

- 伝説女子 波多野結衣（7月31日、KADOKAWA）

- Aphrodite デジタル写真集 波多野結衣（5月9日、ファインピクチャーズ、撮影：河本広幸）

- Tokyo-247 Girls Collection vol.042 波多野結衣（4月19日、Big Fields Publishing）
- Aphrodite デジタル写真集 波多野結衣 2（7月9日、ファインピクチャーズ、撮影：河本広幸）
- デジグラ・デラックス 波多野結衣 001（7月26日、PAD）
- デジグラ・デラックス 波多野結衣 002（8月23日、PAD）
- デジグラ・デラックス 波多野結衣 003（9月13日、PAD）

- JUICY HONEY VOL41 波多野結衣（4月2日、ジューシーハニー、撮影：篠原潔）
- JUICY HONEY PLUS＃3 波多野結衣（5月13日、ジューシーハニー、撮影：篠原潔）
- Your Smile デジタル写真集 波多野結衣（10月13日、ファインピクチャーズ、撮影：SHOOTING STAR）

- various changes 波多野結衣（6月1日、FANZA BEAUTY COLLECTION）※FANZA限定配信。
- トリプルHAPPYキャンペーン 2021電子ふぉとぶっく（9月3日、FANZA BEAUTY COLLECTION）※FANZA限定配信。
- DOUBLE 波多野結衣 × 里美ゆりあ（12月3日、プレステージ出版）

- トリプルHAPPYキャンペーン2022電子ふぉとぶっく（9月2日、FANZA BEAUTY COLLECTION）※FANZA限定配信。
- みんなあつまれ MOODYZキャンペーン2022 Special Photo Book（11月4日、FANZA BEAUTY COLLECTION）※FANZA限定配信。

- SAUNA First Set サウナ 波多野結衣とととのう 情熱のサウナ vol.1（7月14日、プレステージ出版、撮影：渡辺凌）
- SAUNA Second Set サウナ【セカンドセット】 波多野結衣とととのう 情熱のサウナ vol.2（9月8日、プレステージ出版、撮影：渡辺凌）
- トリプルHAPPYキャンペーン2023 電子ふぉとぶっく（9月8日、FANZA BEAUTY COLLECTION）※FANZA限定配信。
- SAUNA Third Set サウナ【サードセット】 波多野結衣とととのう 情熱のサウナ vol.3（11月10日、プレステージ出版、撮影：渡辺凌）
- 波多野結衣 ユイタイム FRIDAYデジタル写真集（11月17日、講談社、撮影：篠原潔）
- 絶対的スーパーレジェンズポーズブック 波多野結衣 大槻ひびき（12月29日、プレステージ出版、撮影：潤）

- 絶対的プロレス技ポーズブック 波多野結衣 大槻ひびき（5月3 日、プレステージ出版、撮影：潤）
- ジューシーハニーPLUS #22 波多野結衣（8月4日、篠原潔）
- 絶対的透け透けテカテカポーズブック 波多野結衣（8月9日、プレステージ出版、撮影：渡辺凌）
- トリプルHAPPYキャンペーン2024 でじたるふぉとぶっく（9月6日、FANZA BEAUTY COLLECTION）※FANZA限定配信。
- 波多野結衣 ドレサージュ 週刊現代デジタル写真集【プレミアムヌードシリーズ】（9月13日、講談社、撮影：冨貴塚宏樹）
- 波多野結衣 erotic spiral FRIDAYデジタル写真集（10月18日、講談社、撮影：篠原潔）
- ワタシでいかが? 波多野結衣デジタル写真集（11月25日、双葉社、撮影：篠原潔）
- 今だけ、いいよね? 波多野結衣デジタル写真集（12月9日、双葉社、撮影：篠原潔）
- 絶対的スーパーナチュラルポーズブック 波多野結衣（12月27日、プレステージ出版、撮影：渡辺凌）

## 執筆

### 連載コラム
- 世界のハタノ『あなたの胃袋つかませて♡』（2021年12月22日[98] ‐ 2022年3月31日、HerHersメンバーズマガジン）

## 製品

### トレーディングカード
- AVC ジューシーハニー コレクションカード VOL.25（2014年2月22日、株式会社ミント）
- AVC ジューシーハニー コレクションカード VOL.28（2014年10月12日、株式会社ミント）
- AVC ジューシーハニー コレクションカード LUXURY EDITION 2014（2014年12月20日、株式会社ミント）
- AVC ジューシーハニー コレクションカード 10TH ANNIVERSARY（2015年10月3日、株式会社ミント）
- CJ SEXY CARD SERIES VOL.23 波多野結衣 OFFICIAL CARD COLLECTION ～神秘な瞳～（2017年1月20日、ジュートク）
- AVC ジューシーハニー コレクションカード VOL.37（2017年4月29日、株式会社ミント）
- CJ SEXY CARD SERIES VOL.35 波多野結衣 OFFICIAL CARD COLLECTION ～ゆいちゅーぶ～（2018年1月27日、ジュートク）
- AVC ジューシーハニー コレクションカード VOL.41（2018年4月21日、株式会社ミント）
- CJ SEXY CARD SERIES VOL.47 波多野結衣 OFFICIAL CARD COLLECTION4 ～平成最後もはたのだ♡ ゴー!～（2019年1月26日、ジュートク）
- AVC ジューシーハニー コレクションカード PLUS #3（2019年6月29日、株式会社ミント）
- CJ SEXY CARD SERIES VOL.59 波多野結衣 OFFICIAL CARD COLLECTION ～結衣我独走! 5発目だって。～（2020年1月25日、ジュートク）
- AVC ジューシーハニー コレクションカード PLUS #7（2020年6月27日、株式会社ミント）
- AVC ジューシーハニー コレクションカード 15TH ANNIVERSARY（2020年8月22日、株式会社ミント）
- CJ SEXY CARD SERIES VOL.71 波多野結衣 OFFICIAL CARD COLLECTION ～会えるといいな♡～（2021年1月30日、ジュートク）
- AVC ジューシーハニー コレクションカード PLUS #12（2021年10月30日、株式会社ミント）
- CJ SEXY CARD SERIES VOL.89 波多野結衣 OFFICIAL CARD COLLECTION ～結衣ヶ浜カフェ～（2022年7月30日、ジュートク）
- AVC ジューシーハニー コレクションカード THE DELUXE 2023（2023年6月24日、株式会社ミント）
- CJ SEXY CARD SERIES VOL.101 波多野結衣 OFFICIAL CARD COLLECTION ～cherryにキッス～（2023年7月29日、ジュートク）
- AVC ジューシーハニーコレクションカード PLUS ＃22 浅野こころ 波多野結衣 本庄鈴 石川澪（2024年4月27日、株式会社ミント）
- CJ SEXY CARD SERIES VOL.115 波多野結衣 OFFICIAL CARD COLLECTION ～Lucky9～（2024年9月28日、ジュートク）

### カレンダー
- 波多野結衣 2016年カレンダー（2015年10月17日、トライエックス）
- 卓上 波多野結衣 2016年カレンダー（2015年10月17日、トライエックス）
- 波多野結衣 2017年カレンダー（2016年10月8日、トライエックス）
- 卓上 波多野結衣 2017年カレンダー（2016年10月8日、トライエックス）
- 波多野結衣 2018年カレンダー（2017年11月25日、トライエックス）
- 卓上 波多野結衣 2018年カレンダー（2017年11月25日、トライエックス）
- 波多野結衣 2019年カレンダー（2018年10月27日、トライエックス）
- 卓上 波多野結衣 2019年カレンダー（2018年10月27日、トライエックス）
- 波多野結衣 2020年カレンダー（2019年10月26日、トライエックス）
- 卓上 波多野結衣 2020年カレンダー（2019年10月26日、トライエックス）
- 波多野結衣 2021年カレンダー（2020年11月28日、トライエックス）
- 卓上 波多野結衣 2021年カレンダー（2020年11月28日、トライエックス）
- 波多野結衣 2022年カレンダー（2021年11月13日、トライエックス）
- 波多野結衣 2023年カレンダー（2022年11月19日、トライエックス）
- 波多野結衣 2024年カレンダー（2023年12月2日、Saint）
- 卓上 波多野結衣 2024年カレンダー（2023年12月2日、Saint）
- 波多野結衣 2025年カレンダー（2024年10月26日、トライエックス）
- 卓上 波多野結衣 2025年カレンダー（2024年10月26日、トライエックス）

### アダルトグッズ
オナホール
- 完全名器 ♯07波多野結衣（2013年8月20日、ケイ・エム・プロデュース）
- 女優名器 波多野結衣（2013年10月4日、act-japan）
- 鬼フェラホール 波多野結衣（2014年9月17日、ケイ・エム・プロデュース）
- 極上女器 11 波多野結衣 PREMIUM Edition（2016年9月30日、ケイ・エム・プロデュース）
- ラフレシア 2017 波多野結衣（2017年2月28日、ケイ・エム・プロデュース）
- kmp PREMIUM HOLE プレミアムホール 波多野結衣（2017年5月31日、ケイ・エム・プロデュース）
- 美姫伝説 波多野結衣（2018年8月31日、ケイ・エム・プロデュース）
- FOXY HOLE -フォクシーホール- 波多野結衣（2018年11月30日、ケイ・エム・プロデュース）
- イイオンナ、ヤリ放題。波多野結衣（2019年7月3日、JAPAN-TOYZ）
- KMPホール 波多野結衣（2020年12月31日、ケイ・エム・プロデュース）

ローション
- 鬼フェラローション 波多野結衣 フローラルの香り付き【白濁タイプ】（2015年11月27日、ケイ・エム・プロデュース）

パンティ
- 波多野結衣のパンティーA 生写真付き（2018年4月27日、AV女優のパンティ）